# Energiewende nach Ländern

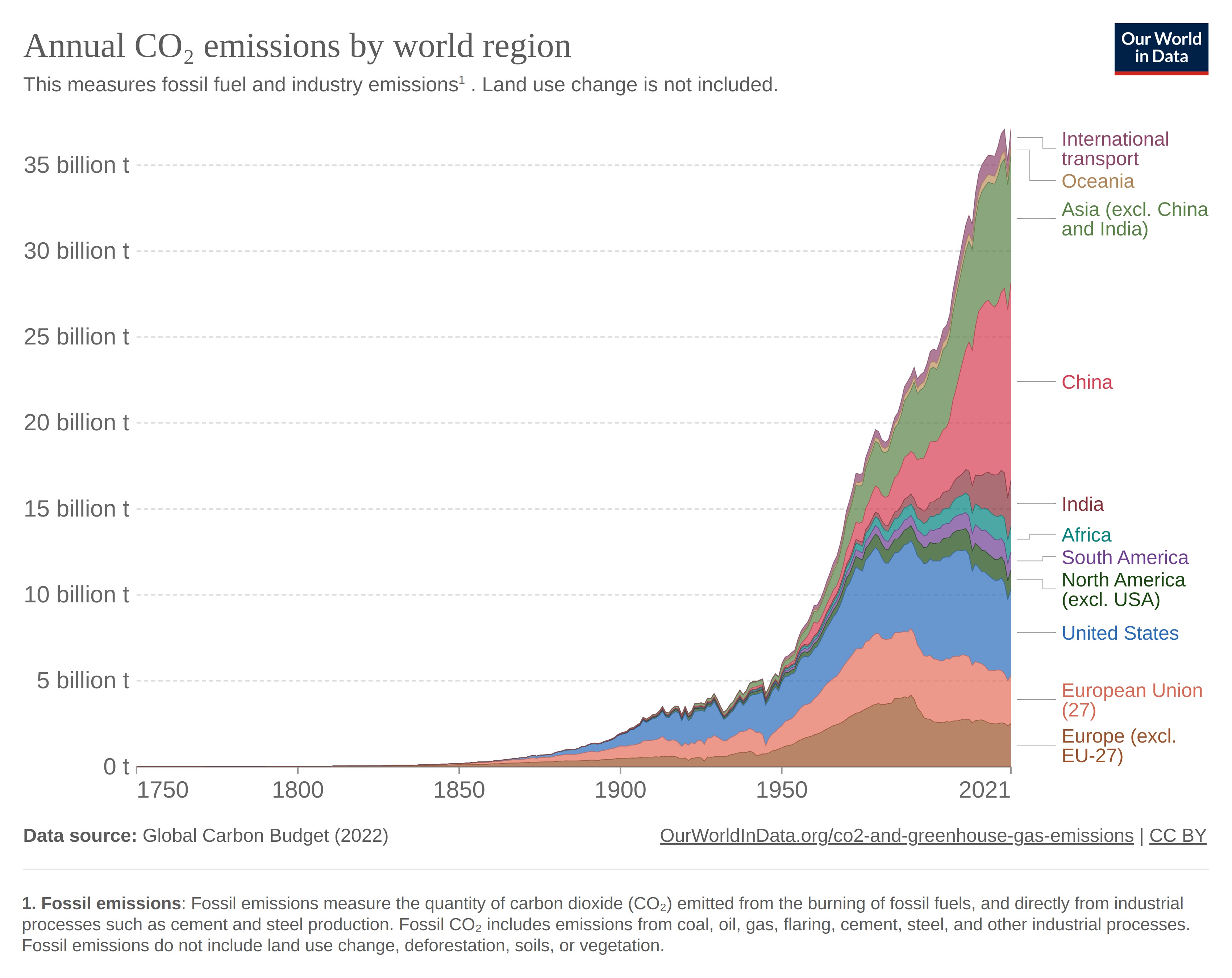
Entwicklung des weltweiten Kohlendioxidausstoßes

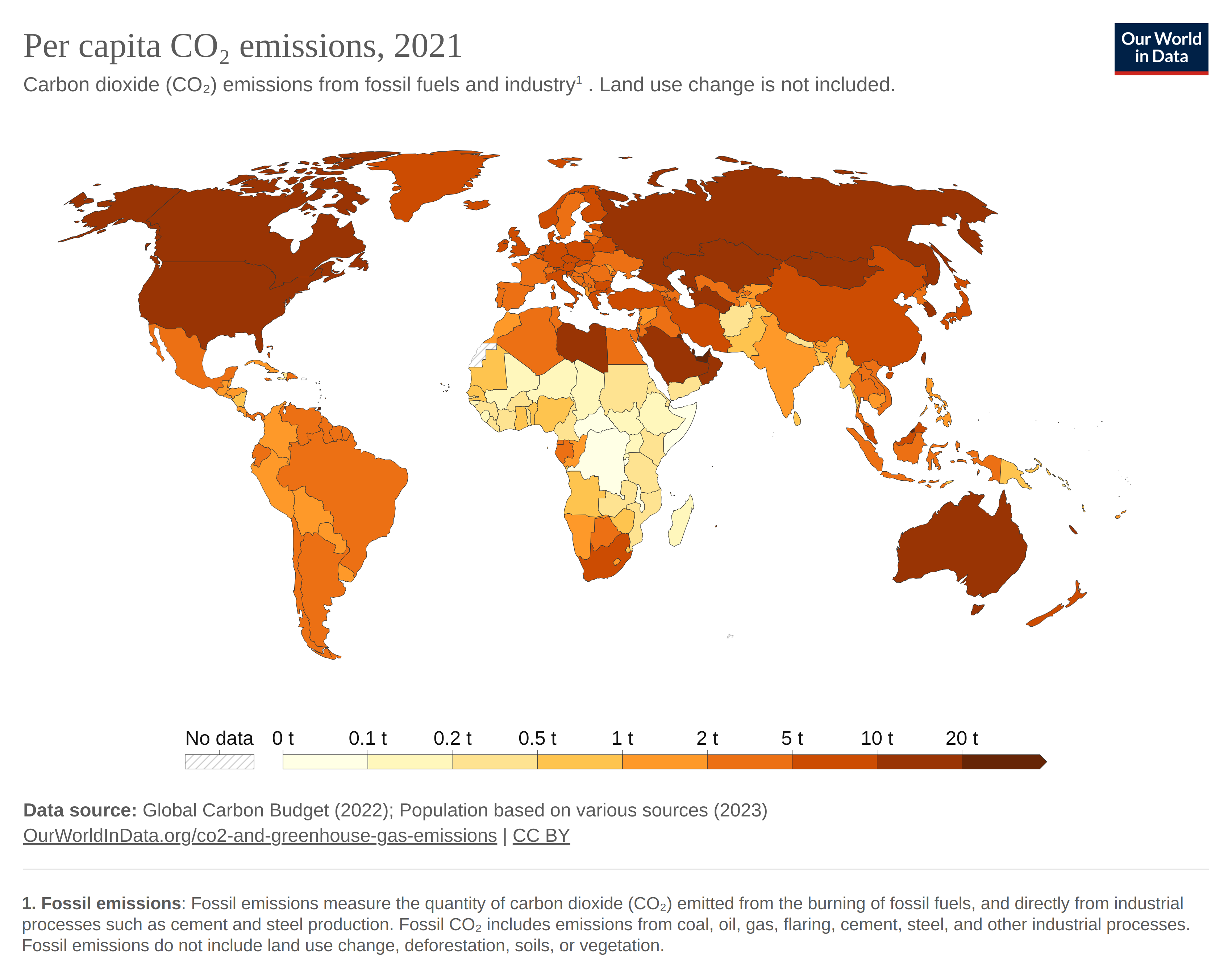
Kohlendioxidausstoß pro Kopf

Dieser Artikel befasst sich mit der konkreten Umsetzung der Energiewende in einzelnen Ländern. Die Energiewende etabliert sich seit einigen Jahren in vielen Industriestaaten und Schwellenländern, wobei sich die jeweilige Herangehensweise je nach politischen (Klimapolitik), ökonomischen und geographischen Gegebenheiten teilweise deutlich unterscheidet.

## Vorbemerkung zur Vergleichbarkeit von Kapazitätsangaben
In den folgenden Länderberichten wird regelmäßig und im Einklang mit internationaler Praxis die installierte Leistung (auch Kraftwerkskapazität genannt) von Energiequellen in Watt angegeben. Gemeint ist, insbesondere bei erneuerbaren Energiequellen, grundsätzlich die maximale Leistung (vgl. für Solarmodule: Watt Peak). Die tatsächliche Stromerzeugung hängt demgegenüber von Faktoren wie geographischer Lage, Witterung, Ausrichtung, Tageszeit, Jahreszeit usw. ab, siehe dazu den Artikel zur Einheit Volllaststunde.
Die angegebenen Watt-Werte sind daher nicht unmittelbar vergleichbar, so liegt der Jahresnutzungsgrad von Offshore-Windkraftanlagen üblicherweise deutlich über dem von Onshore-Windkraftanlagen und bei einem Vielfachen des Jahresnutzungsgrads von Photovoltaikmodulen. Photovoltaikmodule wiederum erreichen bei gleicher Nennleistung in sonnenreichen Ländern meist eine erheblich höhere Stromproduktion als in sonnenärmeren Staaten.

## Entwicklung nach Ländern

### Ägypten

Anteil der Energieerzeugung aus Quellen mit geringer CO₂-Intensität

#### Energie- und Klimapolitik
Ägypten hat unter dem Pariser Übereinkommen bisher keine bezifferten Zusagen zur Emissionsreduzierung gemacht.

#### Gesamtenergiebedarf
Das Land ist der größte Erdöl- und Erdgas-Verbraucher Afrikas; bei der Erdöl-Produktion nimmt Ägypten den fünften Platz unter den afrikanischen Ländern ein. 2021 stammten 54 % der Primärenergie aus Öl, 38 % aus Erdgas, 2 % aus Kohle und 6 % aus Erneuerbaren. Für 2034/2035 wurde ein Anstieg der Erneuerbaren auf 14 % der Primärenergieproduktion prognostiziert.

#### Strom
Der Anteil erneuerbarer Energiequellen an der Stromproduktion lag im Jahr 2022 bei 12 %. Er soll bis 2034/2035 auf 42 % steigen. Von der hierfür bis 2034/2035 zu installierenden Leistung von insgesamt 62,6 GW aus erneuerbaren Quellen sollen 50 % aus Photovoltaik, 33 % aus Windkraft, 13 % aus Sonnenwärmekraftwerken und 4 % aus Wasserkraft stammen.
Mit einer mittleren Sonnenscheindauer von 9 bis 11 Stunden pro Tag und einer solaren Strahlungsenergie von 2.000 bis 3.200 kWh pro Quadratmeter und Jahr ist Ägypten prädestiniert für die vorrangige Nutzung der Sonnenenergie. Im Oktober 2019 ging mit dem Solarpark Benban, 6 Millionen Solarmodulen und der installierten Leistung von 1,6 GW eine der weltgrößten Photovoltaikanlagen ans Stromnetz. Ägypten verfügt zudem über Potenzial für Windenergie, insbesondere im Golf von Suez. Ägypten plant den Bau von Elektrolyseur-Kapazität von mehr als 12 GW zur Herstellung von grünem Wasserstoff für den Export.
Mit dem Kernkraftwerk El Dabaa plant Ägypten den Bau von vier Reaktoren russischer Bauart mit einer Gesamtleistung von 4,8 GW. Der erste Reaktorblock sollte beim Baubeginn im Juli 2022 im Jahr 2028 ans Netz gehen.

### Albanien
Albanien verfügt Stand 2022 über 2,5 GW an Wasserkraft, aber nutzt weder Wind- noch Solarenergie in nennenswertem Umfang. Wasserkraft stellt annähernd 100 % des in Albanien produzierten Stroms. Wegen Wassermangels ist Albanien in vielen Jahren Netto-Importeur großer Mengen an Strom.
Die Wasserkraft wird weiter ausgebaut, zudem plante Albanien Stand 2023 Auktionen für Wind- und Solarenergie. Ziel ist die Vergabe von 1 GW an neuer Kapazität für Photovoltaik.

### Algerien
In Algerien waren Stand Ende 2021 nur 686 MW von 24.700 MW insgesamt installierter Kapazität erneuerbar. Sie setzten sich zusammen aus 228 MW an Wasserkraft und 448 MW an Solarenergie. 96 % des Stroms stammten aus Erdgas. Bis 2030 sollen 22 GW an erneuerbaren Energiequellen installiert sein, wozu jährlich 1 GW an zusätzlicher Photovoltaik installiert werden soll, bis 15 GW erreicht sind. Im Juni 2020 wurde ein Ministerium für Energiewende und erneuerbare Energie gegründet. Algerien plant den Aufbau einer eigenen Solarindustrie durch entsprechende Vorgaben in Ausschreibungen. Im Jahr 2022 wurden nur 12 MW an neuer Solarenergie zugebaut.

### Angola
Angola erzeugt erneuerbaren Strom vor allem aus Wasserkraft mit einer installierten Leistung von 3,7 GW, mit denen im Jahr 2021 fast 70 % des Strombedarfs gedeckt wurde. Der restliche Strom wurde im Wesentlichen aus Gas hergestellt, das seit 2017 das zuvor zur Stromerzeugung verbrannte Öl weitgehend abgelöst hat.
Im Jahr 2022 wurden zwei neue Solarparks in Betrieb genommen und die installierte Kapazität damit von 13 MW auf 297 MW vervielfacht.

### Argentinien

Entwicklung der jährlichen CO₂-Emissionen

Argentinien hat großes Potenzial für die Erzeugung erneuerbarer Energien, 2016 startete es unter dem Namen RenovAr die auktionsbasierte Vergabe für den Bau von entsprechenden Anlagen. Stand März 2022 waren bereits 6,3 GW an zuzubauender Leistung vergeben. Das größte Potenzial bieten die ausgezeichneten Windverhältnisse.

#### Gesamtenergieverbrauch
Der Energiemix Argentiniens wurde Stand 2019 dominiert von Gas (55 %) und Öl (33 %). Biomasse trug ca. 5 % bei, Wasserkraft und Kernkraft jeweils 3 %.

#### Strom
2018 stammten noch 95,4 TWh (65 %) des in Argentinien verbrauchten Stroms aus Gas, 32,6 TWh (22 %) aus Wasserkraft, 6,9 TWh (5 %) aus Kernenergie und 6,8 TWh (5 %) aus Öl. Kohle, Biomasse, Wind und Solar spielten eine untergeordnete Rolle.
Der Anteil von Wind, Photovoltaik, Biomasse und Mini-Wasserkraft an der Gesamtstromerzeugung hat in den vergangenen Jahren zugenommen und machte im Jahr 2020 9,5 Prozent aus. Das offizielle Ziel ist, bis 2025 mindestens 20 Prozent zu erreichen. Die installierte Kapazität erneuerbarer Energie lag 2021 bei 10,4 GW Wasserkraft, 3,3 GW Onshore-Wind und 1,1 GW an Solarenergie. Während Solarenergie mit 1,5 % der Stromerzeugung weiter nur eine kleine Rolle spielte, stammten bereits 8,7 % des erzeugten Stroms aus Windenergie.
Argentinien betreibt Stand 2022 drei Kernreaktoren mit einer Leistung von insgesamt 1,6 GW, ein weiterer Ausbau ist geplant. Im Februar 2022 wurde bekannt, dass Argentinien mit der China National Nuclear Corporation einen Vertrag über den Bau eines weiteren Reaktors mit einer Leistung von 1,2 GW (Atucha 3) abgeschlossen hat. Das staatliche Unternehmen Nucleoeléctrica Argentina entwickelt zudem seit 2011 mit dem CAREM einen Small Modular Reactor.

### Armenien
Der Energieverbrauch in Armenien hat sich seit 2000 mehr als verdoppelt. Im Jahr 2019 stammten 8,8 % des Gesamtenergieverbrauchs und 32 % der Elektrizität aus erneuerbaren Quellen. Das Kernkraftwerk Mezamor trägt ca. ein Drittel zur Stromerzeugung in Armenien bei. Im Jahr 2019 hat Armenien 7.7 TWh an Elektrizität erzeugt, davon 40 % (3.0 TWh) aus Erdgas, 31 % (2,4 TWh) aus Wasserkraft und 29 % (2,2 TWh) aus Kernkraft. Armenien bezieht seinen gesamten Nuklearbrennstoff und einen Großteil seines Erdgases aus Russland. Auch der armenische Transportsektor verwendet in erster Linie Gas, weswegen Armenien zu den Staaten zählt, in denen Erdöl mit den geringsten Anteil am Gesamtenergieverbrauch hat. Methanemissionen aus dem Gasnetzwerk sind für 23 % des Treibhausgasausstoßes des armenischen Energiesektors verantwortlich.
Die armenische Regierung plant mit Unterstützung durch die Weltbank seit 2017 ein Solarkraftwerk (Masrik-1). 2019 kam sie mit der European Bank for Reconstruction and Development überein, dass mit Unterstützung der Europäischen Union das Kraftwerk mit einer Leistung von 55 Megawatt gebaut werden soll. Es ist die erste Anlage dieser Art im Land und im Kaukasus. Motivation für Armenien ist eine Unabhängigkeit vom russischen Erdgas. Die Inbetriebnahme wird für 2024 erwartet.
Im Jahr 2021 stellte die armenische Regierung Pläne vor, bis 2030 insgesamt 1000 Megawatt an Photovoltaik zu errichten. Ende 2015 waren lediglich Photovoltaikanlagen mit einer Leistung von etwa einem Megawatt installiert. Zum Stand Januar 2019 gab es zwei Windkraftanlagen mit zusammen 2,9 MW Leistung und zwei weitere Anlagen mit 5,3 MW waren im Bau. Gute Windstandorte befinden sich vor allem in entlegenen Gegenden auf größerer Höhe, was ihre Wettbewerbsfähigkeit gegenüber Solarenergie einschränkt.

### Aserbaidschan
Aserbaidschan hat sich nach dem Pariser Übereinkommen verpflichtet, bis 2030 die Treibhausgasemissionen um 35 % zu senken. Der Anteil erneuerbarer Energien soll bis 2030 auf 30 % steigen.

#### Strom
Stand 2021 verfügte das Land über ca. 1,2 GW an Wasserkraft, die 5 % am Strommix ausmachte. Der Großteil des erzeugten Stroms stammte aus Gas (62 %) und Öl (32 %). Azerbaijan nutzte praktisch keine Wind- oder Solarenergie. Ein erstes Solar-Großprojekt mit 230 MW sollte 2023 ans Netz gehen.
Im Juni 2022 veröffentlichte Aserbaidschan mit der Weltbank und der International Finance Corporation eine Offshore-Roadmap für den Aufbau von bis zu 7 GW an Offshore-Windkapazität bis 2040. Damit könnten ca. 37 % des aktuellen azerbaidschanischen Strombedarfs gedeckt werden. Das technische Potenzial für Offshore-Wind im Anteil des Landes am Kaspischen Meer liegt bei 157 GW, davon 35 GW fest am Boden verankert und 122 GW schwimmend. Ebenfalls im Juni 2022 vereinbarte Aserbaidschan mit Masdar, einem Tochterunternehmen von Mubadala Investment, den Aufbau von bis zu 10 GW an erneuerbaren Energieprojekten.
Im Dezember 2022 schlossen Aserbaidschan, Georgien, Rumänien und Ungarn eine Vereinbarung über den Bau einer Stromleitung von Aserbaidschan nach Georgien und anschließend unter dem Schwarzen Meer bis Rumänien und Ungarn mit 1 GW Leistungsfähigkeit.

### Australien
Australiens Primärenergiebedarf wird von fossilen Energieträgern dominiert. 2021 stammten 33,9 % der im Land verbrauchten Energie aus Erdöl, 28,6 % aus Kohle und 24,9 % aus Erdgas; erneuerbare Energien hatten einen Anteil von knapp 13 %, eine Verdopplung gegenüber 2017. Australien ist zugleich ein großer Exporteur von Energieträgern wie Kohle, LNG und Uran. Etwa 2/3 der geförderten Energieträger wurden 2019 exportiert. Unter anderem stammten knapp 30 % der weltweit gehandelten Kohle und mehr als 20 % des Erdgases aus Australien; ein weiterer Ausbau war Stand 2019 geplant. Im Jahr 2020 stammten 75,5 % der verbrauchten Primärenergie aus fossilen Quellen gegenüber 89,5 % im Jahr 1990.
Zunehmend gibt es Überlegungen, erneuerbare Energie aus Australien zu exportieren. So gibt es Pläne für ein Unterseekabel von Australien nach Singapur (Australia-Asia Power Link), das verbunden mit einem großen Solarpark in Nordaustralien 2027 in Betrieb gehen soll und für den Export von grünem Wasserstoff nach Europa und Asien. Unter dem Titel Asian Renewable Energy Hub sollen in West-Australien 26 GW an Onshore-Wind und Solarenergie installiert werden. Mit den dadurch produzierten 90 TWh an Strom sollen 1,6 Millionen Tonnen grünen Wasserstoffs oder neun Millionen Tonnen grünen Ammoniaks pro Jahr produziert werden.

#### Energie- und Klimapolitik

Anteil der Energieerzeugung aus Quellen mit geringer CO₂-Intensität

International blockierte Australien lange Zeit eine ambitionierte Klimaschutzpolitik, um den Export von fossilen Energieträgern, vor allem der Kohle nicht zu gefährden. So war das Land z. B. bei der UN-Klimakonferenz 2019 in Madrid maßgeblich mit verantwortlich, dass dort nur ein Minimalkompromiss beschlossen wurde. Im Mai 2022 gewann die Labour-Partei die Wahlen in Australien mit dem Versprechen, den CO₂-Ausstoß des Landes bis 2030 um 43 Prozent im Vergleich zu 2005 zu senken, erneuerbare Energien massiv auszubauen, Elektroautos zu fördern und Emissionen zu beschränken. Im Juni 2022 aktualisierte Australien seine Klimaziele und erklärte, die Treibhausgasemissionen bis 2030 gegenüber 2005 um 43 % zu senken, um 15 % mehr als zuvor. Erreicht werden soll bis dahin ein erneuerbarer Anteil am Strommix von 82 %. Das Ziel, bis 2050 klimaneutral zu werden, wurde bekräftigt. Neben einem massiven Ausbau erneuerbarer Energien sollen Emissionsgrenzwerte festgelegt und eine nationale Strategie zur Förderung der Elektromobilität aufgelegt werden. Auch der Aufbau einer Infrastruktur für Wasserstofffahrzeuge ist geplant.

#### Strom

Photovoltaik in Australien, installierte Leistung und Erzeugung

Die Stromproduktion in Australien lag 2021 bei 267 TWh, die größtenteils aus fossilen Quellen gewonnen wurden. 51 % des Stroms stammten von Stein- und Braunkohlekraftwerken, deren Einsatz jedoch rückläufig war. 2000 waren es noch mehr als 80 % gewesen, im Jahr 2018 noch mehr als 60 %. 18 % des Stroms lieferten 2021 Gaskraftwerke, 29 % erneuerbare Energien, insbesondere Solarenergie (11,7 %), Wind (10 %) und Wasserkraft (6 %). Der Anteil von Ökostrom nimmt stark zu. Es wurde 2019 davon ausgegangen, dass Australien bei Beibehaltung der 2018 erreichten Wachstumsraten auf gutem Weg sei, 2024 50 % erneuerbaren Strom und 2032 100 % zu erzeugen. Im Jahr 2021 war Australien das Land mit der weltweit höchsten installierten Solarkapazität je Einwohner, wobei der schnelle Ausbau insbesondere von den Dachsolaranlagen von Bürgern und kleinen Unternehmen getrieben wird. Stand 2021 war ein knappes Drittel der australischen Haushalte mit einer Dachsolaranlage ausgestattet. Die installierte Kapazität an erneuerbaren Energien lag 2022 bei 7,7 GW Wasserkraft, 10,1 GW Onshore-Wind und 26,8 GW Solarenergie. Ein erstes Gebiet für die Errichtung von Offshore-Windturbinen wurde im Dezember 2022 deklariert. Dort könnten mehr als 10 GW an Offshore-Windkapazität entstehen. Unter dem Titel „Rewiring the Nation“ (englisch für Neuvernetzung der Nation) plant die Regierung Investitionen in Höhe von 20 Milliarden AUD in die Modernisierung der Netzinfrastruktur.

#### Verkehr
Im Vergleich zu Westeuropa verläuft der Wandel zur Elektromobilität in Australien verzögert, zeigt aber zuletzt starkes Wachstum. Im Jahr 2021 machten Elektrofahrzeuge knapp 2 % des Neufahrzeugmarktes aus. 2022 lag der Anteil bei 4,3 Prozent.

### Bangladesch
Bangladesch hat gemessen an seiner Bevölkerungsgröße insgesamt nur geringe Treibhausgasemissionen, die jedoch ebenso wie die Bevölkerung und die Wirtschaft schnell wachsen. Nach dem Pariser Klimaabkommen hat sich das Land verpflichtet, bis 2030 5 % an Treibhausgasen einzusparen. Dazu soll die Kapazität an erneuerbaren Energien zur Stromerzeugung mehr als verdoppelt werden, von 427 MW auf mehr als 900 MW. Da Bangladesch gleichzeitig die fossile Stromerzeugung massiv ausbaut, wird der Anteil erneuerbarer Energien am Strommix aber auch bei Erreichen der Ausbauziele gering bleiben. Nach einer Studie des amerikanischen Energieministeriums hat Bangladesch ein technisches Potenzial von 30 GW an Onshore- und Offshorewindenergie. Mit dem Kernkraftwerk Ruppur ist ein erstes Atomkraftwerk im Bau, dessen zwei Blöcke 2023 bzw. 2024 ans Netz gehen sollen.

### Belarus
Belarus deckt seinen Energiebedarf Stand 2022 in erster Linie durch Erdgas (62 %) und Öl (29 %). Bis 2020 wurde Strom fast vollständig aus Gas erzeugt. 2020 ging der erste Block des Kernkraftwerks Belarus ans Netz, 2023 der zweite. Beide Blöcke zusammen sollen zukünftig 40 % des Strombedarfs im Land decken. Erneuerbare Energien spielen keine relevante Rolle.

### Belgien

#### Klimapolitik
Beim Ausbau der erneuerbaren Energien strebte Belgien bis 2020 einen Anteil von 13 % am Bruttoendenergieverbrauch an. Erreicht wurden nur knapp 12 %, weshalb Belgien gegenüber der EU zu einer Strafzahlung verpflichtet wurde. Mit Stand 2014 lag der Anteil noch bei 8,0 %, womit er sich gegenüber 2004 (1,9 %) mehr als vervierfacht hatte.
Im Dezember 2017 einigte sich das Kabinett darauf, dass Belgien bis 2050 vollständig aus der Nutzung fossiler Energieträger aussteigen soll. Am Atomausstieg bis 2025 wurde ebenfalls festgehalten.

#### Strom
Stand 2022 wollte Belgien bis 2030 einen Anteil von 30 % erneuerbarer Energie am Strommix erreichen.
Im Jahr 2020 wurden 18,6 % des elektrischen Stromes aus erneuerbaren Quellen gewonnen, 34,4 % aus Gas und 39,1 % nuklear. 2021 waren die Anteile 16,7 % aus erneuerbaren Quellen, 24,8 % aus Gas und 52,4 % aus Kernkraft. Insgesamt produzierte Belgien im Jahr 2021 ca. 92 TWh an Strom.
Die Gesamtleistung aller belgischen Windkraftanlagen lag Ende 2024 bei 5,65 GW, sie deckten 16 % des belgischen Strombedarfs (2023: 18 %). Weitere Daten zur Entwicklung der belgischen Windkraftleistung und des Anteils an der elektrischen Energie sind im Artikel Windenergie in Belgien aufgeführt. 2016 bis 2020 wurden Wind- und Solaranlagen mit einer Leistung von 3,6 GW neu installiert.
In der Nordsee verfügt Belgien über acht Offshore-Windparks (Liste der Offshore-Windparks). Sie hatten im Jahr 2022 einen Anteil von 8 % an der belgischen Stromproduktion (offshore-Anteil 2021: 7,3 %). Bedeutendester Einzelproduzent war 2016 der Offshore-Windpark Thorntonbank mit einer installierten Leistung von 325 MW. 2020 wurden zwei Offshore-Windparks in Betrieb genommen: Northwester mit 218 MW und der mit 487 MW neue größte belgische Windpark Seamade, zu dem auch das Teilstück Mermaid gehört. Die belgische Offshore-Gesamtleistung lag damit Ende 2020 und unverändert bis Ende 2022 bei 2.261 MW. Bis 2030 sollen 5,8 GW Offshore-Wind installiert sein.
An Photovoltaik-Leistung waren Ende 2014 3.105 MWp vorhanden. Dies entsprach ca. 277 W/Einwohner und war der dritthöchste Wert in der EU nach Deutschland und Italien. Die installierte Photovoltaikleistung stieg bis Ende 2020 auf 4.788 MW und bis Ende 2023 auf 8.750 MW. 2021 trug Photovoltaik 5,1 % zur belgischen Stromproduktion bei.
Den Ausstieg aus der Kohleverstromung schloss das Land bereits 2016 ab, womit es im Dezember 2017 einer von 7 EU-Staaten war, die ohne Kohlekraftwerke auskommen.

#### Kernenergie
Sieben Kernkraftanlagen deckten mit 5,9 GW installierter elektrischer Leistung in Belgien 2020/2021 rund 40 Prozent des Strombedarfs.
Im Jahr 2003 beschloss Belgien unter einer Regierungskoalition mit grüner Beteiligung den Atomausstieg bis zum Jahr 2025. Demnach sollten alle acht vorhandenen Reaktorblöcke in den beiden Kernkraftwerken Tihange und Doel nach 40 Jahren Betrieb außer Dienst gestellt werden. Ein Neubau von Kernkraftwerken wurde gesetzlich verboten. Dieses Gesetz wurde in den Folgejahren kontrovers diskutiert und auch eine Laufzeitverlängerung in die Debatte eingebracht, es kam jedoch zu keinen Gesetzesänderungen. Nach der Nuklearkatastrophe von Fukushima wurde der Atomausstieg bis 2025 bestätigt. Zugleich wurde die Laufzeit von Tihange I um 10 Jahre auf 2025 verlängert, während die Kraftwerke Doel 1 und 2 dafür 2015 abgeschaltet werden sollten.
Nachdem in den beiden Reaktordruckbehältern der Blöcke Doel 3 und Tihange 2 mehrere Tausend Risse infolge von Materialschäden entdeckt worden waren, erhielten die Blöcke Doel 1 und 2 eine Laufzeitverlängerung bis 2015. Zunächst fehlte die Freigabe der Atomsicherheitsbehörde FANC für den Weiterbetrieb, es war unsicher, ob die beiden beschädigten Blöcke repariert werden können oder endgültig stillgelegt werden müssen. Beide Blöcke wurden im März 2014 auf Anordnung der FANC heruntergefahren und sind seit 2016 wieder in Betrieb. Die Reaktorblöcke Doel 3 und Tihange 2 sollten im Oktober 2022 bzw. 2023 den Betrieb einstellen, Doel 3 wurde am 23. September 2022, Tihange 2 am 1. Februar 2023 stillgelegt. Die Versorgungssicherheit in Belgien nach dem vollständigen Atomausstieg im Jahr 2025 sollte auch durch Anbindungen an die Hochspannungsnetze der Nachbarländer gestützt werden, insbesondere die Verbindungen mit Großbritannien und Deutschland (ALEGrO kann 1 GW Strom übertragen).
Im März 2022 erklärte Belgien, vor dem Hintergrund des russischen Überfalls auf die Ukraine die Laufzeit der Reaktoren Tihange 3 und Doel 4 um zehn Jahre bis 2035 verlängern zu wollen.

### Bolivien
In Bolivien setzte die Regierung von Evo Morales 2014 das Ziel, bis 2025 zum Exporteur erneuerbarer Energie zu werden. Die bolivianische Regierung hat sich zum Ziel gesetzt, bis 2025 nur noch 22 % des Stroms aus fossilen Brennstoffen zu beziehen, während 74 % aus Wasserkraftwerken und die restlichen 4 % aus anderen erneuerbaren Quellen stammen sollen. Bis 2020 plante die bolivianische Regierung insgesamt eine erneuerbare Leistung von 545 MW. Damit wäre der Ökostrom-Anteil (ohne Wasserkraft) von damals drei Prozent auf zwölf Prozent gestiegen. Im September 2021 verkündete die bolivianische Regierung unter Präsident Luis Arce, bis 2030 die installierte Kapazität zur Erzeugung erneuerbarer Energie auf insgesamt 2 GW verdoppeln und damit knapp 40 % des Energiebedarfs des Landes decken zu wollen.

#### Strom
Im Jahr 2018 erzeugte Bolivien insgesamt 9,2 TWh an elektrischer Energie, davon 28 % aus Wasserkraft und 68 % aus Erdgas. Windkraft, Photovoltaik und Biomasse spielten mit zusammen 2,8 % nur eine untergeordnete Rolle. Stand 2022 verfügte Bolivien insgesamt über 1,6 GW Leistung zur Stromerzeugung, davon 730 MW Wasserkraft, 128 MW Wind und 170 MW Solarenergie. Der Anteil von Wind, Solar und Biomasse stieg bis 2024 auf zusammen ca. 9,5 %.
Bolivien verfügt aufgrund seiner geographischen Lage aber über großes Potenzial für Solarenergie und im Flachland über Biomasse-Potenzial.
2014 wurde in Bolivien das erste Windkraftwerk in Cochabamba in Betrieb genommen. Im September 2019 wurde die erste Phase eines Solarkraftwerks in Oruro mit einer Leistung von 50 MW in Betrieb genommen, im Februar 2021 die zweite Phase mit der gleichen Größe. Im Bau waren 2022 neben kleineren Solar- und Windparks zwei Wasserkraftwerke mit zusammen mehr als 500 MW Leistung. In dem Pilotprojekt Laguna Colorada soll zudem 100 MW aus Geothermie erzeugt werden. Treiber des Ausbaus erneuerbarer Energien sind insbesondere auch die schwindenden Erdgasreserven Boliviens.

### Bosnien
Bosnien und Herzegowina verfügt über 1,8 GW an Wasserkraft, aus denen 2021 38 % des im Land produzierten Stroms stammten. 58 % stammten aus Kohle, 2 % aus Wind, mit einer installierten Kapazität von 135 MW. Der Anteil der Wasserkraft schwankt von Jahr zu Jahr deutlich: Im Jahr 2017 lag er wegen historisch schlechter Wetterbedingungen nur bei 24 %. Die bosnischen Kohlekraftwerke aus der Jugoslawien-Ära nähern sich dem Ende ihrer Lebensdauer. Ein Kohlekraftwerk chinesischer Bauart (Stanari) wurde 2016 mit chinesischer Finanzierung fertiggestellt, ein weiteres geplantes chinesisches Kraftwerkprojekt (Tuzla 7) wurde 2022 eingestellt.
Nach dem im April 2023 vorgestellten Nationalen Energie- und Klimaplan sollen die Treibhausgasemissionen gegenüber 1990 um 41 % gesenkt werden. Nachdem der Energiesektor für mehr als 70 % der Emissionen des Landes verantwortlich ist, muss zum Erreichen der Ziele in erster Linie die Stromversorgung umgestellt werden. Dazu sollen 2 GW an erneuerbaren Energien installiert werden, davon 1,5 GW Solarenergie. Bosnien soll zudem am europäischen Emissionshandel teilnehmen. Ohne die Maßnahmen würde es Gefahr laufen, dass bosnische Exporte in die EU durch das Europäische CO2-Grenzausgleichssystem belastet werden.

### Bulgarien
Fossile Energiequellen mit 29 % Kohle, 23 % Erdöl und 14 % Erdgas haben neben 22 % Kernenergie dominante Anteile an der Energieproduktion in Bulgarien (2018). Erneuerbare Energien und hier vor allem die Bioenergie (9 %), Wasserkraft (2 %) sowie Sonnen- und Windenergie (1 %) hatten Stand 2018 einen geringeren Anteil. Im Jahr 2018 deckten erneuerbare Energien 20,5 % des Endenergieverbrauchs.

#### Energie- und Klimapolitik
Der Nationale Energie- und Klimaplan Bulgariens sieht bis 2030 die Steigerung der erneuerbaren Energien auf 25 % des Endenergieverbrauchs vor. Die Energieeffizienz soll mindestens um 32,5 % verbessert werden.

#### Strom
Kohlekraftwerke liefern rund 45 % des Strombedarfs. Ein Ausstieg aus der Kohleverstromung wurde von der Regierung des langjährigen Premierministers Bojko Borissow stets ausgeschlossen. Nach einem Regierungswechsel 2021 beschloss Bulgarien hingegen den Kohleausstieg bis 2038. Das Kernkraftwerk Kosloduj produziert etwa 35 % des Stroms. Der seit den 1980er Jahren geplante Bau des Kernkraftwerks Belene wurde im Jahr 2021 aufgegeben. Stattdessen soll das Kernkraftwerk Kosloduj weiter ausgebaut werden. Der bulgarische Netzbetreiber rechnet mit keiner neuen Nuklearkapazität bis mindestens 2032.
Windenergie lieferte 2023 und 2024 jeweils etwa 4 % des Strombedarfs. Die installierte Leistung an Photovoltaik soll in den Jahren 2020 bis 2030 von 1042 MW auf 3216 MW steigen und damit der Anteil der Sonnenenergie an der Stromproduktion von 1,18 % auf 3,95 % mehr als verdreifacht werden. Die Nutzung von Bioenergie für die Stromproduktion soll in diesem Zeitraum von 80 MW auf 302 MW steigen. Der Anteil der Kernenergie soll etwa beibehalten werden.
Größtes Hindernis für den Ausbau der erneuerbaren Energien ist das Stromnetz. Nach einer Aussage des bulgarischen Netzbetreibers aus dem Herbst 2022 könnte das Stromnetz von den 28 GW an beantragten Projekten höchstens 4 GW verkraften.

### Brasilien

#### Strom

Entwicklung der jährlichen CO₂-Emissionen

Brasilien erzeugte 2020 den größten Teil (64 %) seiner Elektrizität durch Wasserkraft, mit einer installierten Kapazität von 109,3 Gigawatt. Das Potenzial zum weiteren Ausbau ist jedoch gering, zudem fehlt es in trockenen Jahren an Strom. In den ersten neun Monaten 2023 stammten 93 % der Elektrizität aus nicht-fossilen Quellen.
Onshore-Wind wächst stark und 2022 waren bereits mehr als 24 Gigawatt an Kapazität am Netz. Stand April 2023 ist noch kein Offshore-Windpark in Betrieb. Die technisch mögliche Offshore-Kapazität allein mit festinstallierten Anlagen in Wassertiefen bis 50 m wird auf 480 bzw. bis zu 700 GW geschätzt.
Auch die installierte Kapazität für Solarenergie wächst rasch, wenn auch von einer relativ niedrigen Basis aus. 2021 waren 13,5 GW Peak-Leistung installiert. Diese Leistung stieg 2022 auf mehr als 24 GW, und überschritt 2023 30 GW. In den ersten neun Monaten 2022 erreichte der Anteil der Solarenergie an der Stromerzeugung in Brasilien 4,2 Prozent; in den ersten neun Monaten 2023 waren es 6,8 Prozent.
Kernenergie wird nur im Kernkraftwerk Angra erzeugt, das Stand Februar 2022 bis Ende 2026 um einen weiteren Reaktor erweitert werden soll. Die ursprünglich geplante weitere Expansion der Kernkraft wurde nach der Nuklearkatastrophe von Fukushima zunächst pausiert. Anfang 2022 wurde mit der Suche nach neuen Standorten für weitere Kernkraftwerke begonnen.

#### Verkehr
Brasilien ist der weltweit zweitgrößte Produzent von Biokraftstoffen nach den USA und Biokraftstoffe machen etwa 25 Prozent der im Verkehr verwendeten Kraftstoffe aus.

#### Wärme
Bioenergie macht in Brasilien mehr als 50 Prozent der Wärmeversorgung aus.

### Chile
Ca. 70 % des Energiebedarfs in Chile stammen aus fossilen Quellen. Da diese Energieträger zum großen Teil importiert werden, ist die Regierung Chiles auch aus wirtschaftlichen Gründen an einer Dekarbonisierung interessiert und investiert in erheblichem Maße in den Ausbau erneuerbarer Energien. Bis zum Jahr 2030 will Chile mit einer Elektrolyseur-Leistung von 25 GW „grünen“ Wasserstoff produzieren und mit einem angestrebten Wasserstoff-Preis von 1,5 US-Dollar/kg Wasserstoff ein führender Exporteur von Wasserstoff und Folgeprodukten werden. Seit 2021 hat Chile ein Energieeffizienz-Gesetz, das u. a. die Erstellung eines alle fünf Jahre aktualisierten Nationalen Energieeffizienzplans und Berichtspflichten energieintensiver Unternehmen vorsieht.

#### Strom
In Chile wurde 2020 elektrischer Strom noch mehrheitlich fossil erzeugt (34,7 % aus Kohle, zu 17,9 % aus Gas und zu 3,6 % aus Öl). Wasserkraft trug 26,5 %, Solarenergie 9,8 % und Wind 7,1 % bei.
Der Ausstieg aus der Kohleverstromung in den ursprünglich 28 chilenischen Kohlekraftwerken soll spätestens 2040 abgeschlossen sein. Im Jahr 2021 waren bereits fünf Kohlekraftwerke stillgelegt, vier weitere sollen 2022 folgen. Die vollständige Dekarbonisierung ist bis zum Jahre 2050 geplant. Gefährdet wird das Ziel u. a. durch anhaltenden Wassermangel, der auch die Reservoirs der chilenischen Wasserkraftwerke betrifft.
2022 wurden bereits 18 % des chilenischen Stroms aus Solarenergie gewonnen. Der Anteil am Strom-Mix hat sich damit seit 2020 ebenso wie die installierte Kapazität (von 3,2 auf 6,2 GW) annähernd verdoppelt. Die installierte Kapazität für Onshore-Wind stieg zwischen 2013 und 2022 von 300 MW auf 3,8 GW.

### China

Entwicklung der jährlichen CO₂-Emissionen

Installierte Kapazität an Wasserkraft, Onshore-Wind, Offshore-Wind und Photovoltaik in China

Die Volksrepublik China ist vor den USA der größte Energiekonsument und seit 2006 der größte Verursacher von Treibhausgasen weltweit. Im Jahr 2013 entfiel auf China 22,4 % der globalen Energienachfrage und 27 % der weltweiten Kohlendioxid-Emissionen. Im Jahr 2018 waren es bereits 29,7 % der weltweiten Kohlendioxid-Emissionen.
China ist gleichzeitig mit großem Abstand vor anderen Ländern der weltweit bedeutendste Investor in erneuerbare Energien und der größte Ökostromproduzent. China hat etwa seit 2011 weltweit die Führungsrolle beim Ausbau erneuerbarer Energien von Europa übernommen. 35 % aller Investitionen in die Energiewende wurden im Jahr 2021 von China getätigt. Insbesondere durch staatliche Subventionen ist China zudem Weltmarktführer bei der Herstellung und im Einsatz von Windkraftanlagen, Solarzellen und Smart-Grid-Technologien. 2020 stammten weltweit mehr als 70 % der Solarmodule, 69 % der Lithium-Ionen-Akkumulatoren und 45 % der Windkraftanlagen von chinesischen Unternehmen. Bei der Herstellung von Solarwafern lag der chinesische Marktanteil 2021 sogar bei 96,8 %.

#### Energie- und Klimapolitik
Seit 2005 zielt die politische Führung zunehmend auf eine nachhaltige Energiewirtschaft. Dies ist wirtschaftlich motiviert, nämlich einerseits durch massive lokale Umweltverschmutzung mit Krankheits- und Todesfolgen für die eigene Bevölkerung und andererseits durch das Bemühen, im Interesse der Versorgungssicherheit den steigenden Bedarf an Energie aus einheimischen Quellen zu decken. Im 11. Fünfjahrplan (2006–2010) wurde auf Steigerung der Energiesuffizienz und -effizienz orientiert – heruntergebrochen bis auf Provinzebene. Im 12. Fünfjahrplan (2011–2015) wurde diese Zielsetzung fortgesetzt (z. B. mit der Einführung strikter Höchstgrenzen für den Benzinverbrauch mit privaten Kraftwagen) und erweitert um die Förderung der Dekarbonisierung durch Steigerung des Anteils erneuerbarer Energien am Energieverbrauch. Angeblich wurden die Ziele zur Steigerung der Energiesuffizienz und -effizienz im 12. Fünfjahrplan erreicht, unter anderem durch Schließung Hunderter ineffizienter Fabriken, Kraftwerke und Kohleminen. Dies wurde auch erreicht durch eine „Verschärfung der Kontrolle und Überwachung, was zu einer großen Bürokratie führte, ohne dass sich für die Menschen viel verbesserte“. Mit dem 2015 verabschiedeten 13. Fünfjahrplan (2016–2020) wird der Trend der Verbesserung der Ressourcen- und Energieeffizienz und der Förderung erneuerbarer Energien fortgesetzt – im Einklang mit dem Engagement Chinas während der UN-Klimakonferenz in Paris 2015. Bis 2020 sollten die Kohlendioxidemissionen um 20 % gesenkt werden und die verarbeitende Industrie wurde angewiesen, diese Emissionen innerhalb von zehn Jahren um 40 Prozent zu reduzieren.
Die Energieproduktion durch Sonnenenergie sollte bis 2020 um 20 % steigen. Der geplante Bau von mehr als 100 Kohlekraftwerken wurde gestoppt. Vier Städte in der Region, darunter Peking und Tianjin, sollen ab 2020 komplett „kohlefreie Zonen“ werden. Im Jahr 2017 hat China 86,5 Milliarden US-Dollar in Solarkraftwerke investiert. Das waren fast 60 % mehr als ein Jahr zuvor.
Während der 75. UNO-Generalversammlung am 22. September 2020 erklärte der Präsident der Volksrepublik China, Xi Jinping, dass China bis zum Jahr 2060 die Klimaneutralität anstrebt. Anstelle eines Erdölstaates (petro-state) wolle China ein Elektrizitätsstaat (electro-state) werden. Dennoch wird eingeschätzt, dass die 2015 in Paris gemeldeten Minderungen an Treibhausgasemissionen gemessen an dem für China Möglichen und Notwendigen zurückbleiben. Aber: Die ökologische Zivilisation wurde als visionäres Nachhaltigkeitsziel proklamiert. Diese Ausrichtung Chinas auf eine Ökologisierung der Wirtschaft kann als Modell für viele Entwicklungsländer dienen.
China hat ab Juli 2021 einen CO2-Emissionshandel etabliert, allerdings zunächst beschränkt auf die Stromerzeugung. Bis 2025 ist eine Ausweitung auf große Industriebetriebe wie die Stahl- und Chemieindustrie geplant. Im Unterschied zum EU-Emissionshandel zielt der chinesische Emissionshandel nicht auf die Einhaltung von Obergrenzen für CO2-Emissionen („Cap and Trade“), sondern auf der Erhöhung der Kohlenstoffeffizienz durch finanzielle Anreize. Für jede Megawattstunde, die ein Kraftwerk produziert, bekommt es kostenlos 0,877 CO2-Zertifikate zugeteilt. Dieser Wert von knapp 0,9 Tonnen CO2 pro Megawatt entspricht dem Durchschnitt der aktuellen Emissionen (Stand 2020). Kraftwerke, die weniger CO2 emittieren, können so einen Teil der ihnen zugeteilten Zertifikate verkaufen. Kraftwerke, die mehr CO2 emittieren, müssen Zertifikate zukaufen. Die chinesische Regierung sieht im Emissionshandel das zentrale Instrument auf dem Weg zur Klimaneutralität bis 2060. Nach dem Start des Handelssystems schwankte der Preis für Zertifikate zwischen EUR 5,70 und 8,48 je Tonne CO2, während Emissionspreise im EU-Emissionshandel etwa zehnmal so hoch lagen.
Im September 2021 erklärte Xi Jinping auf einem UN-Gipfel, China werde die Finanzierung neuer Kohlekraftwerke im Ausland einstellen. Die von China im Ausland finanzierten 42 GW an Kohleleistung sind jedoch nur ein Bruchteil der im Inland vorhandenen 1.000 GW an Kapazität aus Kohlekraftwerken, die weiter ausgebaut werden. Nachdem eine andauernde Dürre die Stromerzeugung aus Wasserkraft stark eingeschränkt hatte, wurden 2022 106 GW an neuen Kohlekraftwerken genehmigt. Die Auslastung vorhandener Kraftwerke lag zugleich 2022 nur knapp über 50 %.
Im März 2022 verkündete China das Ziel, bis 2025 100 bis 200.000 Tonnen grünen Wasserstoff zu produzieren.
Eine Studie von Ende 2023 präsentiert den möglichen Pfad der Energiewende und zur Treibhausgasneutralität in China bis 2060 und gibt einen Überblick zum aktuellen Stand. Im Jahr 2022 übertraf die installierte Kapazität der erneuerbaren Energien
in China erstmals die der Kohlekraft.
In China, dem Land mit dem weltweit stärksten Ausbau der Kernergie, spielt diese nur eine marginale Rolle gegenüber
den Erneuerbaren Energien. So wurden 2023 nur 1,2 GW Kernkraftanlagen neu zugebaut, aber 278 GW an Erneuerbaren Energien.

#### Gesamtenergiebedarf
Relevantester Energieträger und größte Emissionsquelle ist mangels Erdgas- und Ölvorkommen im Land Kohle. Der Kohleverbrauch in China hat sich zwischen 1990 und 2019 vervierfacht. Seit 2011 wird mehr als die Hälfte der weltweiten Kohleproduktion von China konsumiert. China ist auch weltweit der größte Kohleproduzent. Etwa 60 % der verbrauchten Kohle dienen der Strom- und Wärmeerzeugung, ca. 30 % werden in der Stahl-, Chemie und Bauindustrie verbraucht. Zwischen 1985 und 2016 deckte Kohle ca. 70 % des Energieverbrauchs in China, erst ab 2016 sank der Anteil nach und nach.
Im Jahr 2020 wurden noch 56,8 % von Chinas Energiebedarf mit Kohle gedeckt, was für knapp 70 % der chinesischen CO2-Emissionen verantwortlich war. Öl deckte 18,9 % des Energiebedarfs, Erdgas 8,4 % und Erneuerbare und andere Quellen deckten zusammen 15,9 %, aufgeschlüsselt nach Wasserkraft (8,1 %), Wind (2,8 %), Solar (1,6 %) und Kernkraft (2,2 %).

#### Strom

Stromerzeugungsmix in der Volksrepublik China im Jahr 2021

Installierte Windkraftleistung in China, den USA und Deutschland im Vergleich

Strombedarf und -produktion haben sich in China in den letzten Jahrzehnten vervielfacht. Während im Jahr 1985 noch 411 TWh produziert wurden, waren es im Jahr 2000 bereits 1.356 TWh, im Jahr 2022 8.847 TWh, mehr als doppelt so viel wie die USA (4.297 TWh) und mehr als 15 mal so viel wie Deutschland (582 TWh). Die Stromproduktion pro Einwohner hat sich mit 6,2 MWh im Jahr an Deutschland angenähert (7,0 MWh), die USA liegen mit 12,7 MWh weit darüber.
Im Jahr 2020 deckte China seinen Strombedarf in erster Linie durch Kohle (63 %), Wasserkraft (17 %) und andere Erneuerbare (11 %). Kernkraft trug 4,7 % bei, Erdgas 3,2 %. Nach einem Ende Mai 2022 verkündeten Fünfjahresplan für erneuerbare Energien soll der Anteil erneuerbarer Energie am Strommix bis 2025 auf 33 % steigen. Die kombinierte installierte Kapazität an Wind- und Solarenergie soll bis 2030 auf 1.200 GW steigen und würde sich damit gegenüber dem Stand 2021 (Wind: 329 GW, Solar: 307 GW) annähernd verdoppeln. Allein 2022 wurden 86 GW Solarenergie und 37 GW Windenergie zugebaut. Im gleichen Jahr war China für 38 % aller weltweiten Emissionen aus der Stromerzeugung verantwortlich.
Größte Quelle von erneuerbarem Strom in China ist Stand 2022 die Wasserkraft. Zwischen den Jahren 2000 und 2019 hat sich die Produktion von Strom aus Wasserkraft u. a. durch Großprojekte wie den Drei-Schluchten-Staudamm mehr als versechsfacht (installierte Kapazität 2021: 355 GW).
Während bis zum Jahr 2008 Deutschland weltweit den Platz 1 bei der installierten Windkraftleistung einnahm und dieser Platz in den Jahren 2009 und 2010 von den USA eingenommen wurde, ist China seit 2011 auf Platz 1. Ende 2021 verfügte China über eine installierte Kapazität von 26,4 GW an Offshore-Wind und damit fast die Hälfte der weltweit installierten Kapazität von 55,7 GW. 2022 stieg die installierte Kapazität auf 30,5 GW.
Stand Januar 2022 verfügte China über eine installierte Leistung an Kernenergie von etwas über 50 GW. Bis 2025 soll die Kapazität auf 70 GW ausgebaut werden. Bis 2030 werden 120 bis 150 GW an installierter Kapazität erwartet.
Entgegen dem Trend der Vorjahre wurden nach Stromengpässen in China im Jahr 2021 zahlreiche Projekte für neue Kohlekraftwerke gestartet. Die neuen Kraftwerke würden voraussichtlich in erster Linie den Spitzenbedarf in Zeiten hoher Last bei niedriger erneuerbarer Produktion abdecken.

#### Wärme
China ist der weltweit mit Abstand größte Markt für Solarthermiesysteme. Stand 2021 befanden sich 73 % aller weltweit installierten Solarthermiesysteme in China, mit einer Gesamtleistung von ca. 380 GW. 2016 waren in 85 Millionen Haushalten in China Solarthermieanlagen zur Warmwassererzeugung installiert.
Heizwärme wird nördlich des Jangtse hauptsächlich durch Kohle erzeugt und per Fernwärme verteilt. Nachdem die Heizkraftwerke inzwischen weitgehend auf Kraft-Wärme-Kopplung umgestellt wurden, soll der Anteil erneuerbarer Energien, insbesondere der Geothermie, in den nächsten Jahren stark ansteigen.

#### Verkehr
Ab 2009 begann China, finanzielle Anreize für den Kauf von Elektrofahrzeugen zu setzen. Hinzu kamen Subventionen für die Hersteller von Elektrofahrzeugen, die in den letzten Jahren immer weiter reduziert wurden. Importeure sind seit 2019 verpflichtet, einen bestimmten Anteil an Elektrofahrzeugen zu importieren. Ab 2035 sollen in China keine Pkw mit ausschließlich konventioneller Verbrennertechnologie mehr zugelassen werden. Mindestens die Hälfte der dann verkauften Fahrzeuge soll entweder vollelektrisch, ein Plug-in-hybrid oder mit einer Brennstoffzelle ausgestattet sein, der Rest hybrid. Im Juni 2023 wurde die Subventionierung des Kaufs von Elektrofahrzeugen bis 2027 verlängert.
Stand Ende 2022 war mehr als die Hälfte der in China betriebenen Nahverkehrsbusse elektrisch angetrieben. Mehrere Städte, darunter Shenzen, haben ihre Nahverkehrsbusse bereits vollständig elektrifiziert.
Der Eisenbahnverkehr in China wurde seit 1991 modernisiert. Seit 2004 wurde insbesondere der Hochgeschwindigkeitsverkehr ausgebaut. Stand 2022 hat China mit 42.000 km das längste Hochgeschwindigkeitsnetz der Welt.

### Costa Rica
In Costa Rica werden seit 2014 etwa 95 % bis 98 % des Stroms aus erneuerbaren Ressourcen produziert. Davon stammen 72 % und 15 % aus Wasser- bzw. Windkraft. Allerdings stammen rund 70 % des Gesamtenergiebedarfs in Costa Rica aus fossilen Quellen wie Öl und Gas, welche vor allem für Transport, industrielle Wärmeprozesse, Heizen und Kochen genutzt werden. Der Verkehr verursacht zwei Drittel der energiebedingten Treibhausgasemissionen.
Die Regierung hat im Februar 2019 ihren Dekarbonisierungsplan vorgestellt, um dem Pariser Klimaabkommen gerecht zu werden und die Treibhausgasemissionen Costa Ricas bis 2050 auf Netto-Null zu senken. Die Maßnahmen im nationalen Dekarbonisierungsplan werden in 10 Paketen in drei Zeiträumen vorgestellt: Beginn (2018–2022), Flexion (2023–2030) und massiver Einsatz (2031–2050). Dieser Plan sieht unter anderem vor, dass der öffentliche Verkehr bis zum Jahr 2035 zu 70 % und bis 2050 zu 100 % mit Elektrizität aus erneuerbaren Quellen realisiert wird. Während mit der aktuellen Nutzung das Wasserkraftpotenzial nahezu erschöpft ist, soll die Nutzung von Sonnen- und Windenergie massiv ausgebaut werden. Der Anteil der Photovoltaik an der Stromproduktion soll von fast Null im Jahr 2015 auf 63 % im Jahr 2050 ansteigen. Damit würde das Potenzial von Sonnenenergie nur zu 6 % ausgeschöpft.
Der Wärmesektor soll bis zum Jahr 2040 dekarbonisiert sein, hauptsächlich durch Einsatz von Biomasse, Solarthermie, Geothermie und Umweltwärme.

### Dänemark

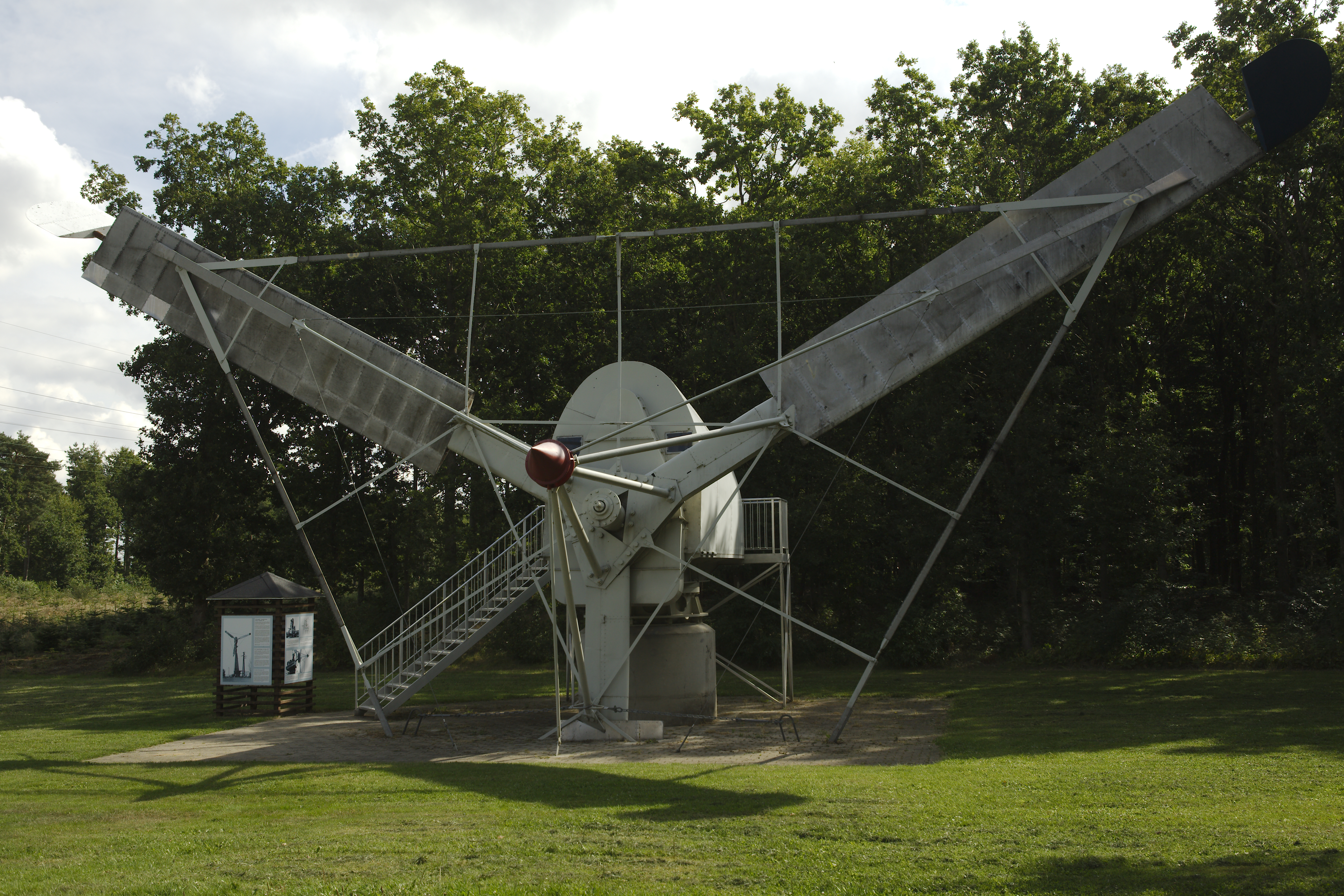
Gondel und Rotor der Gedser-Windkraftanlage, des Prototyps aller modernen Windkraftanlagen. Heute ausgestellt im Außengelände des Energiemuseums Gudenaacentralen in Bjerringbro

Dänemark ist ein Pionierland der Energiewende. Mit dem Vorhaben, bis 2050 die komplette Energieversorgung (Strom, Wärme und Verkehr) vollständig auf erneuerbare Energien umzustellen, ist es zugleich eines der Länder mit der anspruchsvollsten Zielsetzung. Hauptziel seit 1972 ist es, die Abhängigkeit von Ölimporten zu verringern, später kam Energieautarkie, der Ausstieg aus der Nutzung fossiler Energieträger sowie die Reduktion des Treibhausgasausstoßes hinzu.
Durch Einführung verschiedener Maßnahmen wie Energieeinsparungen, Effizienzsteigerungen und Kraft-Wärme-Kopplung gelang es Dänemark, den Primärenergieeinsatz über 40 Jahre (1972 bis 2012) auf einem Niveau zu halten, obwohl das Bruttoinlandsprodukt im selben Zeitraum um mehr als 100 % wuchs. Zugleich wurden 25 % der Primärenergie durch erneuerbare Energien ersetzt. Die Kohlenstoffdioxidemissionen bei der Stromproduktion, die im Jahr 1990 noch bei über 1000 g/kWh lagen, sanken bis 2019 auf 135 g/kWh, etwa ein Siebtel des Ausgangswertes. 2018 waren es noch 194 g/kWh gewesen.
Der größte Energieproduzent Dänemarks ist das Unternehmen Ørsted (bis 2017: Dong Energy), welches einen Marktanteil in Dänemark von 49 % bei Elektrizität und 35 % bei Wärme hat. Es besitzt Anteile an den sehr großen Offshore-Windparks Nysted Havmøllepark, Anholt und Horns Rev. In Dänemark gibt es auch wichtige Produktionsstätten von Windkraftanlagen, wie die von Vestas Wind Systems und Siemens Windenergie. Der dänische nationale Übertragungsnetzbetreiber Energinet.dk für Strom und Erdgas gehört dem Staat.

#### Geschichte

Entwicklung der jährlichen CO₂-Emissionen

Infolge der Ölkrise 1973, die Dänemark als weitgehend ölabhängigen Staat im Besonderen traf, gab es dort Überlegungen, Kernkraftwerke zu errichten, um die Energieversorgung zu diversifizieren. So plädierte die Vereinigung dänischer Stromversorger 1974 dafür, alle zwei Jahre ein Kernkraftwerk zu errichten. 1976 schloss sich das Handelsministerium dieser Position an und sprach sich dafür aus, bis 1995 65 % der Stromnachfrage mittels Kernenergie zu decken. Es entstand eine starke Anti-Atomkraft-Bewegung, die die Kernkraftpläne der Regierung heftig kritisierte.
Das dänische Parlament beschloss am 29. März 1985 ein Gesetz, das die Kernenergienutzung verbot. Damals regierte eine Vierer-Kleeblatt-Koalition unter MP Poul Schlüter. Stattdessen setzte man in Dänemark auf die erneuerbaren Energien, vor allem auf die Windenergie. Windkraftanlagen zur Stromerzeugung konnten in Dänemark in ihrer Frühform bereits auf eine längere Geschichte zurückblicken, die bis ins späte 19. Jahrhundert zurückreicht. Bereits 1974 erklärte eine Expertenkommission, „daß es möglich sein müßte, 10 % des dänischen Strombedarfs aus Windenergie zu erzeugen, ohne daß es zu besonderen technischen Problemen im öffentlichen Stromnetz kommen werde“. Parallel zu dieser grundlegenden Forschung wurde die Entwicklung großer Windkraftanlagen aufgenommen; sie war zunächst jedoch – wie auch ähnlich gelagerte Projekte in anderen Staaten – wenig erfolgreich.
Vielmehr setzten sich kleine Anlagen durch, die oft von privaten Eigentümern oder kleinen Unternehmen (z. B. Bauern) betrieben wurden. Die Errichtung dieser Anlagen wurde durch staatliche Maßnahmen gefördert; zugleich begünstigten die gute Windhöffigkeit, die dezentrale Siedlungsstruktur Dänemarks sowie fehlende administrative Behinderungen ihre Verbreitung. Zum Einsatz kamen robuste Anlagen im Leistungsbereich von zunächst nur 50–60 kW, die in der Tradition der Entwicklungen der 1940er Jahre standen und die z. T. von Kleinstfirmen in Handarbeit gefertigt wurden; zudem fand bereits ab Ende der 1970er Jahre und in die 1980er Jahre hinein eine rege Exporttätigkeit in die Vereinigten Staaten statt, wo die Windenergie ebenfalls einen frühen Boom erlebte. 1986 gab es in Dänemark bereits rund 1200 Windkraftanlagen, die allerdings erst knapp 1 % zur Stromversorgung Dänemarks beitrugen.
Dieser Anteil stieg im Laufe der Zeit deutlich. Im Jahr 2011 deckten die erneuerbaren Energien 40,7 % des Stromverbrauchs, 28,1 Prozentpunkte davon entfielen auf Windkraftanlagen. Am 22. März 2012 veröffentlichte das Dänische Ministerium für Klima, Energie und Bauwesen ein vierseitiges Papier mit dem Titel DK Energy Agreement. Darin werden langfristige Leitlinien der dänischen Energiepolitik formuliert. Bereits zuvor hatte das dänische Parlament beschlossen, bis 2020 den Anteil der Windenergie auf 50 % in der Stromerzeugung zu steigern; langfristig soll die gesamte dänische Energieversorgung dekarbonisiert werden. Ziel ist es, bis 2050 vollständig auf die Nutzung fossiler Energieträger zu verzichten.

#### Energie- und Klimapolitik

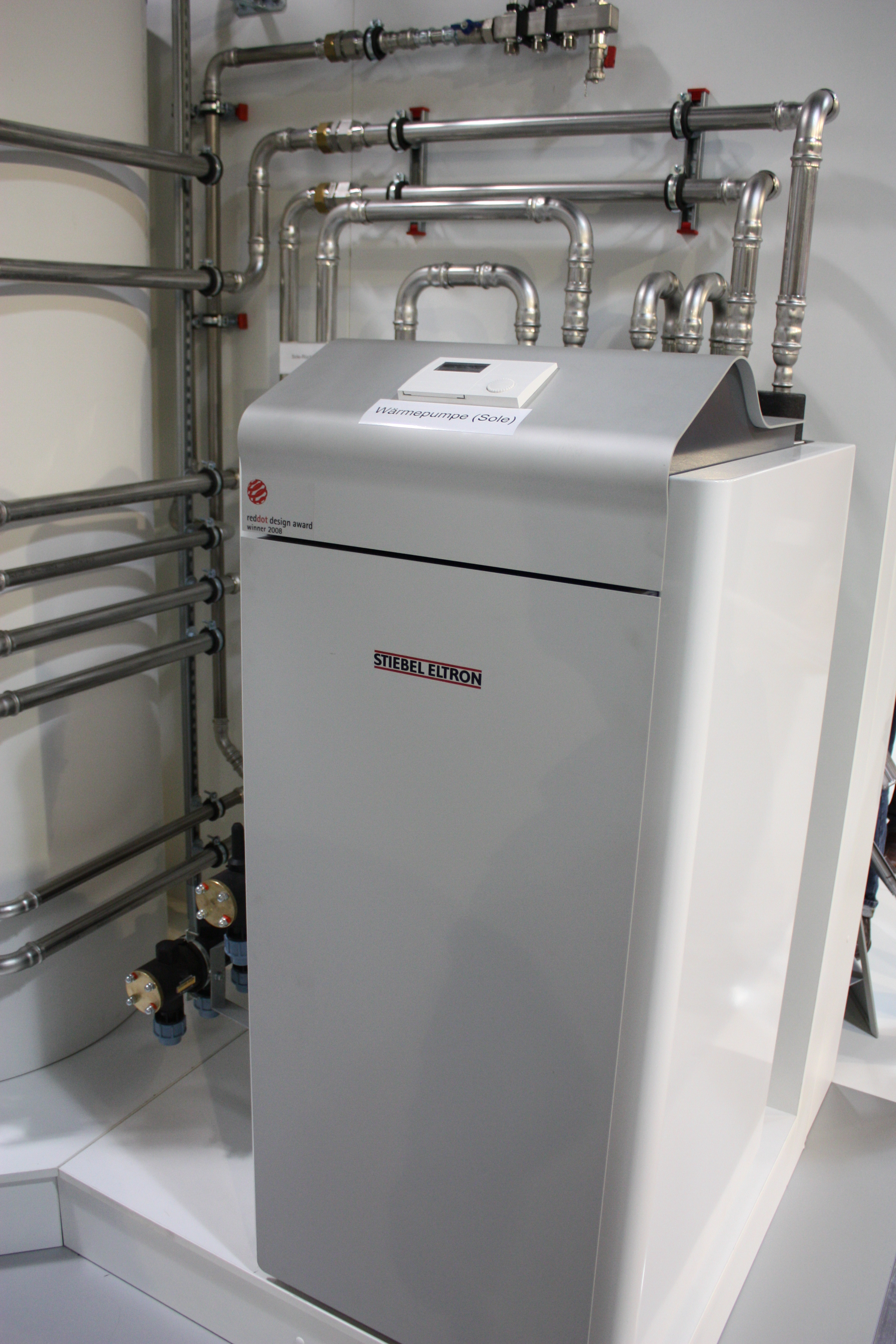
Im Rahmen der Elektrifizierung des dänischen Energiesystems sollen Wärmepumpenheizungen Öl- und Gasheizungen ersetzen.

Kernelemente des dänischen Ansatzes sind strenge Energieeffizienz, starke Besteuerung von fossilen Energieträgern, Elektrizität und Kohlenstoffdioxid sowie die Förderung von Kraft-Wärme-Kopplung und Windkraftanlagen. Dadurch gelang es dem Staat, trotz Wirtschaftswachstums und eines Bevölkerungsanstieges den (Primär)-Energieverbrauch auf dem Niveau der 1970er Jahre zu halten. Bereits 1974 wurden die Steuern auf Benzin, Diesel und Heizöl erhöht; 1985, als die Ölpreise fielen, folgte eine weitere Steuererhöhung. 1982 wurde eine Steuer auf Kohle eingeführt, 1992 die Produktion von Kohlenstoffdioxid mit einer Abgabe belegt. KWK-Anlagen auf Basis von Erdgas und Biomasse (darunter Abfälle und Stroh) wurden gebaut und liefern mittlerweile einen großen Teil des Wärmebedarfs sowie einen Teil des Strombedarfs des Staates. 1981 wurde eine Einspeisevergütung für erneuerbare Energien festgesetzt infolgedessen Dänemark nach dem Anteil an der Stromversorgung sowie per Kopf zum erfolgreichsten Windenergieland der Welt wurde. 2019 beschloss die Regierung, dass die Stromversorgung bis 2030 komplett auf erneuerbare Energien umgestellt werden soll, um damit die Kohlendioxidemissionen bis zu diesem Jahr um 70 % zu senken.
Ziel Dänemarks war es, bis 2020 die Nutzung fossiler Energien um 33 % zu reduzieren.
Bis 2045 will Dänemark Klimaneutralität erreichen.
2050 soll die vollständige Unabhängigkeit von Erdöl und Erdgas erreicht sein. Auch der Neubau bzw. die Erweiterung von Kohlekraftwerken wurde staatlich verboten.
2020 beschloss das Parlament im Rahmen seiner Strategie, bis 2050 komplett aus fossilen Energien auszusteigen, keine weiteren Projekte zur Förderung von Erdöl- und Erdgas in der Nordsee mehr zu genehmigen. Dänemark war zu diesem Zeitpunkt der größte Erdölproduzent der EU. Auch bestehende Förderanlagen müssen bis spätestens 2050 die Förderung beenden.

#### Strom
Auch die Stromwende war 2020 mit einem Windstromanteil von ca. 48 % bereits weiter fortgeschritten als in Deutschland. Überschüssiger Windstrom wird zur Wärmeerzeugung in Fernwärmenetzen genutzt. Mit Stand 2020 beruhte fast die Hälfte der dänischen Stromerzeugung auf fluktuierenden erneuerbaren Energien. Die installierte Kapazität lag bei 7 GW Windkraft (davon 4,7 GW Onshore, 2,3 GW Offshore). Zusätzlich waren 1,5 GW Solarenergieleistung installiert. Offshore-Wind soll bis 2030 auf 10 GW ausgebaut werden.
In den Jahren 2023 und 2024 deckte Windstrom jeweils etwa 56 % des dänischen Strombedarfes. Zur Entwicklung der dänischen Windenergieleistung und des Anteils an der Stromerzeugung siehe Windenergie in Dänemark. Steinkohle trug 2021 17,9 % bei, Erdgas 8 % und Solar 4,2 %.
Durch den hohen Windstromanteil kann es während Sturmphasen zu Zeiten kommen, in denen die Stromerzeugung aus Windenergie die Stromnachfrage übersteigt. Beispielsweise wurden im Juli 2015 in einer sehr windreichen Nacht bis zu 140 % des Strombedarfes durch Windenergie geliefert. Dieser Überschuss wurde nach Norwegen, wo er in zahlreichen Wasserkraftwerken gespeichert werden kann, sowie nach Deutschland und Schweden exportiert. In Zeiten von geringer Windstromproduktion kann Dänemark wiederum auf Strom aus norwegischen und schwedischen Wasserkraftwerken zurückgreifen. Dänemark verfügt seit mindestens 2002 über Erfahrung mit einem Windstromanteil von 20 % und mehr am Strommix. So hat sich Dänemark am 22. Februar 2017 den Tag über ausschließlich mit Strom aus Windkraft versorgt.

#### Wärme
Infolge der Ölkrise verabschiedete Dänemark bereits 1979 das Wärmeversorgungsgesetz, mit dem alle Kommunen zu einer Wärmeplanung verpflichtet wurden. Im Rahmen dieser Planung müssen die Kommunen Vorranggebiete für Nah- und Fernwärmeleitungen festlegen. Dazu wird auch der Einbau von Wärmepumpenheizungen vorangetrieben. Binnen weniger Jahre kamen bis 2012 27.000 Anlagen hinzu, dazu kommen 205.000 weitere Haushalte, die bisher Ölheizungen nutzen, für Umrüstung in Frage.
Daneben soll die Fernwärme ausgebaut werden, die in Dänemark 2012 bereits etwa die Hälfte der Gebäude beheizt. Dabei wird Fernwärme in Zeiten günstiger Strompreise bereits oft mit Strom in einem Elektrodenheizkessel (Power-to-Heat) zusätzlich erzeugt. Stand 2021 werden 63 Prozent der dänischen Haushalte mit Fernwärme versorgt, in Kopenhagen sogar bis zum 98 Prozent. 68 Prozent der Fernwärme werden mit Kraft-Wärme-Kopplung erzeugt. Dänemark gilt als weltweiter Vorreiter bei der Integration von Solarwärme in Fernwärmenetze. 40 Prozent des Wärmebedarfs in Dänemark stammen bereits aus Erneuerbaren Energien, in Fernwärmenetzen sind es bereits 50 Prozent.
Im Neubau wurde der Einbau von Öl- und Erdgasheizungen bereits 2013 verboten. Seit 2016 gilt in Bestandsgebäuden ein Verbot des Austauschs alter fossiler Heizkessel gegen neue fossile Heizungen. Zugleich wurde ein Förderprogramm für den Heizungsaustausch aufgelegt.

#### Verkehr
Dänemark förderte in der Vergangenheit massiv den Kauf von Elektroautos. Beim Kauf entfielen die 25-prozentige Mehrwertsteuer sowie die Zulassungssteuer, die bis zu 180 % des Kaufpreises betragen konnte. Ende 2020 waren ca. 20.000 von 2,5 Mio. zugelassenen Fahrzeugen elektrisch. Bis 2030 sollten mindestens 775.000 und bis zu 1 Mio. Fahrzeuge elektrisch oder hybrid sein. Erreicht werden soll das in erster Linie durch das Verteuern fossiler Antriebe.
Das dänische Schienennetz soll bis 2027 weiter elektrifiziert werden.

### Estland
Das Energiesystem von Estland basiert bisher in großen Teilen auf lokal gefördertem Ölschiefer. Im Jahr 2018 entfielen 72 % der gesamten inländischen Energieerzeugung Estlands und 76 % der Stromerzeugung auf Ölschiefer. Die Energieerzeugung in Estland ist damit die CO2-intensivste unter allen Mitgliedsstaaten der IEA. Anfang 2021 verkündete die estnische Regierung Pläne, bis 2035 aus der Förderung von Ölschiefer auszusteigen und das Land bis 2050 kohlenstoffneutral zu machen. Stand 2021 verfügte Estland über eine installierte Kapazität von 414 MW an Solarenergie und 317 MW an Onshore-Wind. Pläne existieren für bis zu 7 GW an Offshore-Wind, darunter ein gemeinsames Projekt mit Lettland. Zur klimaneutralen Sicherung der Stromversorgung angesichts der Volatilität der erneuerbaren Energien brachte das estnische Parlament im Juni 2024 einen Gesetzesrahmen und eine Aufsichtsbehörde für den Betrieb von Kernkraftwerken auf den Weg.

### Finnland

Entwicklung der jährlichen CO₂-Emissionen

Finnland nimmt gemäß dem Energy Transition Index 2023 den Rang 4 ein, nach Schweden, Norwegen und Dänemark.

#### Energie- und Klimapolitik
Der Nationale Energie- und Klimaplan Finnlands sieht CO2-Neutralität bis 2035 vor und Finnland will das erste Industrieland sein, das auf fossile Energieträger verzichtet. Bis 2030 soll der Anteil erneuerbarer Energieträger an der Endenergie auf 51 % steigen. Dabei sollen die Sektoren Strom und Wärme bis 2030 nahezu ohne Treibhausgasemissionen auskommen, während der Anteil erneuerbarer Energien im Transportsektor auf 30 % steigen soll. Der Energie- und Klimaplan Finnlands sah für die 2020er Jahre vor allem den Ausbau der Kernenergie (zwei neue Kernkraftwerke) und der Windkraft vor. Die energetische Verwendung von Torf, das bei der Verbrennung mehr Treibhausgase verursacht als Kohle, soll bis 2030 mindestens halbiert werden.

#### Gesamtenergiebedarf
Im Jahr 2020 betrug der Anteil erneuerbarer Energiequellen am Endenergieverbrauch 43 %. Bioenergie (insbesondere aus Holz) und die energetische Verwertung von Abfällen dominieren mit einem Anteil von 32 % an der Energieproduktion in Finnland (2019). Jedoch haben Fossile Energiequellen mit 26 % Erdöl, 11 % Kohle und 7 % Erdgas zusammen den größten Anteil von 44 %. Der Beitrag der Kernenergie ist mit 13 % ebenfalls erheblich, während Wasserkraft und Wind-/Sonnenenergie mit 3 % bzw. 2 % einen marginalen Anteil am Energiemix haben. Bei steigender Gesamtenergieproduktion ist seit 1990 der Anteil der fossilen Energiequellen ausgehend von 61 % im Jahr 1990 gefallen, während der Anteil erneuerbarer Quellen, insbesondere von Bioenergie ausgehend von 20 % gestiegen und von Kernenergie etwa auf gleichem Niveau geblieben ist.

#### Strom
2020 deckten erneuerbare Energien 52 % des finnischen Strombedarfs. Die erneuerbare Erzeugung setzte sich zusammen aus 45 % Wasserkraft und 23 % Windkraft, im Übrigen aus Holzbrennstoffen. Der Anteil der Kernenergie an der Stromerzeugung lag 2020 bei 34 %, der Anteil von fossilen Brennstoffen und Torf zusammen bei 14 %.
Stand 2021 verfügte Finnland über eine installierte Onshore-Windkraftleistung von 3,2 GW. Ein Hindernis für den weiteren Ausbau der Windkraft sind Konflikte mit militärischen Belangen, insbesondere im Osten Finnlands, wo Windenergieanlagen militärische Radaranlagen stören können. Offshore-Wind spielt mit einer installierten Leistung von 73 MW im Jahr 2021 bisher eine untergeordnete Rolle. Für 2023/2024 ist eine erste Offshore-Windauktion für bestimmte Territorialgewässer geplant. Zudem gibt es Pläne für einen umfassenden Ausbau in den Gewässern der autonomen Region Åland. Solarenergie spielt mit 0,66 GW installierter Leistung Ende 2022 und 1,02 GW Ende 2023 bisher keine wesentliche Rolle.
Stand Juli 2022 verfügt Finnland über vier Reaktoren mit einer Gesamtleistung von 2,8 GW. Der Reaktor Olkiluoto III mit einer Nettoleistung von weiteren 1,6 GW ist nach zahlreichen Verzögerungen im April 2023 in den kommerziellen Betrieb gegangen. Der Bau des auf einem russischen Design basierenden Kernkraftwerks Hanhikivi wurde 2022 aufgrund des Russischen Überfalls auf die Ukraine aufgegeben.

#### Wärme
1970 deckte Finnland noch 90 % des Heizbedarfs mit der Verbrennung von Holz und Öl. 2012 deckten Fernwärme 40 %, Strom 21 %, Biomasse 21 %, Öl 11 % und Wärmepumpen 11 %. Nur 1 % des Heizbedarfs wurden mit Erdgas gedeckt. Eine Reihe von neuen Regulierungen seit 2003 haben die Standards für Wärmedämmung und Energieeffizienz angehoben. Seit 2014 müssen neu errichtete Häuser mit Wärmepumpen ausgestattet werden. Stand 2021 deckten Wärmepumpen ca. 15 % des privaten und gewerblichen Heizbedarfs.

### Frankreich

#### Energie- und Klimapolitik

Entwicklung der jährlichen CO₂-Emissionen

Seit 2012 entwickelten sich in Frankreich politische Diskussionen zum Thema Energiewende und wie die französische Wirtschaft davon profitieren könnte. Der Hintergrund der Diskussion war, dass sich in den kommenden Jahren mehrere französische Atomkraftwerke dem Ende ihrer 40-jährigen Laufzeit nähern.
Im September 2012 prägte die Umweltministerin Delphine Batho den Begriff „Ökologischer Patriotismus“. Die Regierung begann einen Arbeitsplan für einen möglichen Beginn der Energiewende in Frankreich. Dieser sollte bis Juni 2013 folgenden Fragen nachgehen:
- Wie kann Frankreich in Richtung Energieeffizienz und Energieeinsparung gehen? Dies umfasst Überlegungen zu veränderten Lebensstilen, Änderungen in Produktion, Verbrauch und Transport.
- Welchen Weg kann man gehen um den angepeilten Energiemix im Jahr 2025 zu erreichen? Die Klimaschutzziele Frankreichs fordern eine Reduzierung der Treibhausgasemissionen um 40 % bis 2030 und 60 % bis zum Jahr 2040.
- Auf welche erneuerbaren Energien soll Frankreich setzen? Wie sollen die Nutzung von Wind- und Sonnenenergie gefördert werden?
- Mit welchen Kosten und Finanzierungsmodellen muss für Beratung und Investitionsförderung für alternative Energien gerechnet werden? Mit welchen für Forschung, Renovierung und Erweiterung der Fernwärme, Biomasse und Geothermie? Eine Lösung könnte eine Fortführung der CSPE (Contribution au service public de l'électricité) sein, eine Steuer, die auf die Stromrechnung aufgeschlagen wird.

Die Umweltkonferenz für nachhaltige Entwicklung am 14. und 15. September 2012 behandelte als Hauptthema das Thema Umwelt- und Energiewende. Dort stellte Präsident François Hollande konkrete Ziele der Energiewende vor, die er als „strategische Entscheidung“ bezeichnete. Demnach soll der Verbrauch fossiler Brennstoffe bis 2050 halbiert werden, als Zwischenziel strebt die Regierung eine Senkung um 30 % bis zum Jahr 2030 an. Neben einer verstärkten Förderung von erneuerbaren Energien sowie von Elektrofahrzeugen soll zudem der Anteil der Atomkraft bis 2025 von heute rund 75 % auf dann 50 % reduziert werden. Auch sollte 2016 das Kernkraftwerk Fessenheim vom Netz gehen, wie Hollande vor seiner Wahl zum Präsidenten versprochen hatte. Dieser Termin wurde später aus 2017 und schließlich auf 2018 verlegt. Der letzte Block wurde 2020 abgeschaltet. Zuvor war bereits im August 2013 unter den Regierungsparteien eine Abgabe für umweltschädliche Energien vereinbart worden. Diese soll ab 2014 schrittweise für fossile Brennstoffe eingeführt werden und sich nach den von diesen verursachten Emissionen richten; auch eine Gewinnabgabe für Kernkraftwerke ist geplant.
Im April 2014 kündigte Ségolène Royal, die neue Umwelt- und Energieministerin (im Kabinett Valls) für Juli 2014 einen Gesetzesentwurf an. In diesem soll definiert werden, wie der Anteil der Kernenergie an der französischen Stromproduktion bis 2025 auf 50 % gesenkt werden soll. Der Plan umfasst eine Liste von sechs prioritären Zielen, darunter auch der weitere Ausbau der erneuerbaren Energien. Es sollen (Stand April 2014) 100.000 Arbeitsplätze in der Green Economy geschaffen werden.
Im Oktober 2014 wurde das Energiewende-Gesetz im französischen Parlament mit 314 zu 219 Stimmen beschlossen. Es sieht vor, den Anteil der Kernenergie am Strommix bis 2025 auf 50 % zu reduzieren, aktuell sind es etwa 75 %. Die Leistung der Kernkraftwerke wurde auf 63,2 Gigawatt gedeckelt. Zudem soll die Gebäudeisolation stark verbessert werden, eine Million Ladestationen für Elektroautos geschaffen werden und die erneuerbaren Energien stark ausgebaut werden. Dadurch soll der Treibhausgas-Ausstoß bis 2030 um 40 Prozent sinken. Der Gesamtenergieverbrauch soll bis 2050 auf die Hälfte des heutigen Wertes sinken.
Im Juli 2015 passierte das Gesetz endgültig die Nationalversammlung. Als Zwischenziel soll der Anteil der Atomkraft bis 2025 auf 50 % fallen und der Anteil erneuerbaren Energien bis 2030 auf 40 % steigen. Zudem soll der Kohlenstoffdioxidausstoß bis 2050 gegenüber 1990 um 75 % reduziert werden.
Im französischen Klimaplan 2050 wurde Anfang 2017 festgeschrieben, dass die CO2-Emissionen des Energiesektors auf der Basis des Jahres 1990 bis 2013 um 40 % und bis 2050 um 96 % gesenkt werden sollen. Das 75-%-Ziel über alle Sektoren hinweg wurde bestätigt.
Im Juli 2017 gab der französische Energieminister Hulot bekannt, dass Frankreich bis 2025 bis zu 17 Reaktoren schließen will. Parallel dazu solle der Energieverbrauch sinken und „die Stromproduktion diversifiziert“ werden.
Im Februar 2022 kündigte der französische Präsident Emmanuel Macron den Bau von bis zu 14 neuen Atomreaktoren zusätzlich zu dem im Bau befindlichen EPR am Standort Flamanville an. Bis 2050 sollen sechs EPR-Reaktoren der zweiten Generation gebaut und der Bau weiterer acht Kraftwerke geprüft werden. Bei einem Baubeginn im Jahr 2028 solle der erste neue Reaktor im Jahr 2035 ans Netz gehen. Die Laufzeit bestehender Atomkraftwerke solle verlängert werden, solange keine Sicherheitsbedenken bestünden. Zur Überbrückung bis zur Fertigstellung neuer Reaktoren sollten 50 Offshore-Windparks errichtet werden.
Im Februar 2023 verabschiedete Frankreich ein Gesetz zur Beschleunigung des Ausbaus der erneuerbaren Energien, das insbesondere regulatorische Hemmnisse abbauen soll.

#### Strom

Photovoltaik in Frankreich, installierte Leistung und Erzeugung

2024 erreichte die installierte Leistung der französischen Windenergieanlagen 24,38 GW, davon 1,50 GW offshore. Die Entwicklung der Windleistung und des Ertrags ist im Artikel Windenergie in Frankreich tabelliert. Windkraft deckte 2021 und auch 2022 jeweils ca. 8 % des Strombedarfs, 2023 und 2024 waren es jeweils etwa 11 %. Wasserkraft trug 2021 ca. 12 % des Strombedarfs bei.
Nach Zahlen der französischen Agentur für Umwelt und Energiemanagement haben die Küsten von Mittelmeer, Atlantik und Ärmelkanal ein Potenzial von 16 GW für im Boden fixierte Offshore-Anlagen und von 33 GW für schwimmende Windräder. Stand April 2020 lag das Ausbauziel für Offshore-Wind bis 2030 bei 9 GW. Bis 2035 sollen 18 GW installiert sein, bis 2050 40 GW. Stand Juni 2022 verfügte Frankreich nur über Pilotanlagen für Offshore-Wind. Mit dem Offshore-Windpark Banc de Guérande ging im November 2022 ein erstes Großprojekt ans Netz.
Ende 2021 erreichte die installierte Leistung der Solaranlagen 13,99 GW. Die französischen Solaranlagen lieferten im Jahr 2021 14,8 TWh an elektrischer Energie und damit 3,1 % des Stromverbrauchs. Die französische Regierung erklärte im Februar 2022, die installierte Kapazität auf 100 GW ausbauen und dafür jährlich 5 GW zubauen zu wollen.

#### Wärme
Seit 2020 bietet Frankreich über das Programm MaPrimeRénov Prämien für Haushalte mit niedrigen Einkommen eine Prämie zur Finanzierung von Arbeiten zur energetischen Sanierung (Isolierung, Heizung, Lüftung und Energieaudit). Ein weiterer Anreiz zu mehr Energieeffizienz bei Bestandsimmobilien sind Energiesparzertifikate, die seit 2006 über den Energieversorger ausgegeben werden. Energetische Sanierungsarbeiten unterliegen zudem einem niedrigeren Umsatzsteuersatz, es stehen zinsvergünstigte Darlehen zur Verfügung und in einigen Gemeinden kann bei energetischer Sanierung ein zeitweiser Erlass der Grundsteuer beantragt werden.
Seit 2021 gibt es eine Pflicht zur Energieeffizienzdiagnose, um die Energieeffizienz von Gebäuden zu bewerten, die verkauft oder vermietet werden sollen. Bei niedrigen Effizienzklassen darf die Miete nicht erhöht werden. 2022 kommt ein Energie-Audit für Mietgebäude hinzu, mit dem die Mieter über die Energieeffizienz des Gebäudes informiert werden müssen.

#### Verkehr
Der 2018 in Kraft getretene Plan Vélo soll Infrastruktur und Sicherheit des Fahrradverkehrs fördern und steuerliche Anreize zum Fahrradfahren setzen. Im August 2022 wurden bis Ende des Jahres befristet Zuschüsse für den Kauf von Fahrrädern und Elektrofahrrädern eingeführt, gestaffelt nach Einkommen und mit Boni für das Verschrotten alter Kraftfahrzeuge.

### Griechenland
Gesamtenergiebedarf

Installierte Kapazität erneuerbarer Energien in Griechenland seit 2000

Anteil der Energieerzeugung aus Quellen mit geringer CO₂-Intensität

Photovoltaik in Griechenland, installierte Leistung und Erzeugung

Griechenlands Primärenergieverbrauch basierte 2018 zu 82,6 % auf fossilen Brennstoffen, vor allem Öl. 64,2 % der Energie wurden importiert.

#### Energie- und Klimapolitik
Bis 2030 sollen erneuerbare Energien einen Anteil von 35 % am Energieverbrauch einnehmen, während der Verbrauch um 38 % sinken soll. 70 % des Stroms sollen bis 2030 aus erneuerbaren Quellen stammen. Das entspricht einem Zubau von etwa 15 GW an erneuerbaren Energien. Bis 2030 sollen 67 % des verbrauchten Stroms aus erneuerbaren Energien stammen. Stand 2024 waren es 49,7 %.
Mit einem im Juni 2022 verabschiedeten Gesetz soll das Genehmigungsverfahren für erneuerbare Energieprojekte stark beschleunigt und die benötigte Zeit von durchschnittlich 5 Jahren auf 14 Monate verkürzt werden. Für Ausschreibungen zwischen 2022 und 2025 setzt Griechenland auf Differenzverträge und hat dafür von der EU ein Budget von EUR 2,3 Mrd. beihilferechtlich genehmigen lassen.

#### Strom
Griechenland liegt in einem seismisch aktiven Gebiet und hat keine Kernkraftwerke. Während im Jahr 1995 noch mehr als 90 % des Stroms aus Kohle (70 %) und Öl (20 %) erzeugt wurden, stammte 2024 der weit überwiegende Teil des fossil erzeugten Stroms aus Gas (37,6 %). Der Anteil von Kohle sank auf unter 6 %, der Anteil von Öl auf unter 7 %.
Die Nutzung erneuerbarer Energien befindet sich im Aufbau, wobei die Windenergie besonders bedeutend ist: Die Windkraftwerke hatten Ende 2024 eine installierte Gesamtleistung von 5,35 GW. 2024 lieferten sie 22 % des genutzten elektrischen Stroms. Der bisher höchste jährliche Zubau war 727 MW im Jahr 2019. Für die Entwicklungsgeschichte der Windkraftleistung siehe den Artikel Windenergie in Griechenland. Solarenergie hatte im Jahr 2020 einen Anteil von 10,4 % am Strommix mit einer installierten Kapazität von 3,7 GW Spitzenleistung. Ende 2023 betrug die installierte Photovoltaik-Leistung 6,45 GW. Der Ausbau an Photovoltaikanlagen war ab 2010 stark angestiegen, woraufhin Griechenland im Jahr 2012 die Einspeisevergütungen gekappt hat. Ab 2013 kam der weitere Ausbau damit zunächst weitgehend zum Erliegen. Seit 2018 wird neue Kapazität von großen Anlagen per Ausschreibung vergeben. Der Ausbau nahm damit wieder Fahrt auf. Nachdem der staatliche Energieversorger angekündigt hat, sich aus der Braunkohleverstromung zurückzuziehen, plant er den Aufbau von mehr als 6 GW an zusätzlicher Solarkapazität.
Griechenland verfügte Ende 2024 über keine Offshore-Windkraftwerke. Stand Ende 2021 sollen bis 2030 zwei GW an Offshore-Kapazität ans Netz gehen. Wegen der großen Wassertiefe dürften in erster Linie schwimmende Windkraftanlagen eingesetzt werden. Die erste Auktion ist für 2024 geplant. Neben dem technischen und finanziellen Aufwand schwimmender Windenergieanlagen wird die Möglichkeit zum Ausbau durch Territorialkonflikte mit der Türkei eingeschränkt. Das Gesamtpotenzial für Offshore-Wind wird auf 40 GW geschätzt.
Bis 2030 sollen die 60 bisher mit Dieselgeneratoren versorgten bewohnten griechischen Inseln untereinander und mit dem Festland vernetzt werden. Im Oktober 2022 schlug Griechenland den Bau einer Stromleitung aus Griechenland nach Österreich und Süddeutschland vor.

### Indien

Entwicklung der jährlichen CO₂-Emissionen

Indien ist absolut gesehen weltweit der drittgrößte Emittent von Treibhausgasen nach China und den Vereinigten Staaten, wobei die Pro-Kopf-Emissionen deutlich unter dem globalen Durchschnitt liegen. Trotz des Zubaus erneuerbarer Energien in den letzten Jahren ist der Anteil erneuerbarer Energien am Gesamtenergieverbrauch von 10,6 % im Jahr 2009 auf 11,7 % im Jahr 2019 nur leicht gestiegen.

#### Energie- und Klimapolitik
Die Regierung von Indien hat 2021 im Rahmen der UN-Klimakonferenz in Glasgow das Erreichen von Netto-Null-Emissionen bis 2070 und den Bau von 500 GW an nicht-fossiler Kapazität zur Stromerzeugung bis 2030 als Ziele ausgerufen.

#### Gesamtenergiebedarf
Im Jahr 2020 deckte Kohle 55 % des Energiebedarfs in Indien, Erdöl 28 %, Erdgas 6,7 %, Wasserkraft und andere erneuerbare Energien deckten 9 % (Wasserkraft: 4,5 %, Wind: 1,7 %, Solar: 1,6 %, Biomasse, Geothermie, Sonstige: 1,2 %). Der Gesamtenergiebedarf von Indien steigt mit einer jährlichen Wachstumsrate von ca. 6 Prozent.

#### Strom

Ausbau der Solarenergie in Indien 2012–2022 auf Grundlage von Zahlen der IRENA

Ausbau der Onshore-Windenergie in Indien 2012–2022 auf Grundlage von Zahlen der IRENA

Der indische Stromverbrauch lag 2021 bei 1.276 TWh und könnte bis 2030 auf mehr als 2.100 TWh steigen.
Die indische Regierung hatte 2015 erklärt, bis 2030 einen Anteil von 40 Prozent installierter Energieleistung aus nicht-fossilen Energieträgern verwirklichen zu wollen. Dies bedeutet eine Vervierfachung gegenüber 2015. Ebenso sollten die erneuerbaren Energien bis 2022 eine installierte Leistung von 175 Gigawatt aufweisen; davon sollten 100 Gigawatt Photovoltaik sein. Für die Photovoltaik wurde 2017 das Ziel gesetzt, bis 2020 eine installierte Leistung von 40 Gigawatt in großen Solarparks zu erreichen, die durchschnittlich jeweils 500 Megawatt installierte Leistung umfassen sollen. Anfang 2017 lag der Erneuerbare-Energien-Anteil in Indien im Stromsektor bei 16 Prozent. Davon machten etwa neun Prozent Windkraft und knapp drei Prozent Photovoltaik aus.
Stand Dezember 2021 waren 151 GW an erneuerbarer Leistung zur Stromerzeugung in Indien installiert (40 GW Onshore-Wind, 50 GW Solar, 10 GW Biomasse, 5 GW kleine Wasserkraftwerke, 46 GW Großwasserkraftwerke). Bis Ende 2022 soll die Kapazität auf 175 GW anwachsen, bis 2030 auf 500 GW. Demgegenüber stehen Stand Mai 2022 über 200 GW an Kohlekraftwerken, 25 GW an Gaskraftwerken und 6,8 GW an Kernkraft. Neben dem Ausbau erneuerbarer Energien plant Indien, die installierte Leistung an Kernenergie mit dem Bau von zehn baugleichen 700 MW-Reaktoren in etwa zu verdoppeln.
Stand 2022 ist die gesamte installierte Windkapazität an Land, obwohl Indien sich das Ziel gesetzt hatte, bis 2022 5 GW und bis 2030 30 GW an Offshore-Wind zu installieren. Eine erste Auktion von Gebieten für den Bau von 4 GW an Kapazität soll noch 2022 stattfinden. Bis 2025 sollen jährlich jeweils weitere 4 GW vergeben werden, ab 2026 dann 5 GW jährlich. Die auktionierten Gebiete sollen an den Bieter gehen, der die höchste Gebühr pro ausgeschriebenem Quadratkilometer zahlt, die Netzanbindung wird zur Verfügung gestellt. Nach Zahlen der Weltbank beläuft sich das technische Potenzial indischer Gewässer auf 112 GW für festinstallierte und 83 GW für schwimmende Windenergieanlagen. Die besten Bedingungen bestehen vor den Küsten von Tamil Nadu und Gujarat.

#### Kohle
Größte Energiequelle ist zurzeit noch die Kohlekraft, die 2022 mehr als 75 % der Stromproduktion stellt. Zwischen April 2022 und März 2023 sollen 7 GW an weiterer Kapazität ans Netz gehen. Stand 2021 ist Indien der weltweit zweitgrößte Kohleproduzent nach China (das allerdings mehr als fünfmal so viel Kohle fördert).
Einer Studie aus dem Jahr 2017 zufolge braucht Indien möglicherweise keine neuen Kohlekraftwerke um den steigenden Strombedarf zu decken, da bis zum Jahr 2026 die vorhandenen oder im Bau befindlichen Kraftwerke ausreichen. Ebenso würde der steigende Strombedarf durch die weiter günstigen erneuerbaren Energien und mittels Stromspeicher gedeckt werden. Ferner sei der Kohleausstieg bis 2050 möglich. 2017 waren nach offiziellen Angaben 50 Gigawatt (nach anderen Angaben 65 Gigawatt) Kohlekraftwerke im Bau, weitere 178 Gigawatt geplant. Durch die neuen Kraftwerke könnten große Überkapazitäten auf dem indischen Strommarkt entstehen.

#### Verkehr
Der Verkehrssektor ist für 18 % des Gesamtenergiebedarfs von Indien verantwortlich. Zwischen 1980 und 2015 hat sich die Zahl der Fahrzeuge in Indien von 4,5 Mio. auf mehr als 210 Mio. vervielfacht.
Indien verbraucht 4,7 Mio. Barrel Öl pro Tag, die zum weit überwiegenden Teil importiert werden müssen. Bis 2030 sollen 30 % der verkauften Fahrzeuge elektrisch angetrieben sein. Stand 2022 waren es noch weniger als 1 %. Großen Anteil am Verkauf von Elektrofahrzeugen haben E-Rikschas, die im Vergleich zu Rikschas mit Verbrennungsmotoren erheblich günstiger in der Anschaffung und im Unterhalt sind. 2022 waren mehr als die Hälfte aller verkauften dreirädrigen Fahrzeuge in Indien elektrisch angetrieben.

### Indonesien

Entwicklung der jährlichen CO₂-Emissionen

Indonesien erzeugte 2020 62 % des Stroms aus Kohle und 18 % aus Erdgas. Indonesien ist einer der weltweit größten Produzenten von Kohle zur Verstromung. Mehr als 70 % der geförderten Kohle werden exportiert.
Wasserkraft trug im Jahr 2021 8,3 % zum Strommix bei, während Solar und Wind praktisch keine Rolle spielten. Indonesien hat weltweit das größte Potenzial für Geothermie. Stand 2021 hatte Indonesien eine installierte Kapazität von 2,3 GW an Geothermie zur Erzeugung von Strom und 6,6 GW an Wasserkraft. Die Entwicklung der Windenergie wird durch in weiten Teilen des Landes geringe Windressourcen beschränkt. Trotz hoher Sonneneinstrahlung verfügte Indonesien 2021 nur über etwas über 200 MW an Photovoltaik.

### Irak
Die installierte Kapazität zur Stromerzeugung im Irak ist bisher fast vollständig fossil (Gas: 78 %, Öl: 16 %). Wasserkraft hatte 2019 einen Anteil an der gesamten Stromerzeugung von 5,6 Prozent, Solarstrom von 0,4 Prozent, Windenergie spielte keine Rolle.
Im Irak übersteigt die Nachfrage nach Strom regelmäßig das Angebot, insbesondere bei hohen Temperaturen und entsprechendem Kühlbedarf. Grund sind Ineffizienzen, unzureichende Kraftwerkskapazitäten und Investitionsstau bei den Übertragungs- und Verteilungsnetzen. Neben geplanten weiteren Gas- und Schwerölkraftwerken soll in Zukunft auch die Solarenergie ausgebaut werden. Bis 2030 sollen der Stromsektor zu 33 % dekarbonisiert und 12 GW an Photovoltaik installiert sein.

### Iran
Der Iran deckt seinen Energiebedarf bisher fast vollständig mit Erdgas und Erdöl, wobei der Anteil von Erdgas in den letzten Jahrzehnten stark zugenommen, der Anteil von Erdöl stark abgenommen hat. Größte erneuerbare Energiequelle ist Wasserkraft mit einer Ende 2021 installierten Kapazität von 11,2 GW. Wind lag bei 310 MW, Solarenergie bei 456 MW. Ende 2021 verkündete die iranische Führung Pläne, bis 2025 neben 20 GW an konventioneller Stromerzeugung auch 10 GW an erneuerbarer Kapazität zubauen zu wollen. Mit mehr als 300 Sonnentagen pro Jahr und verschiedenen Windkorridoren besteht erhebliches Potenzial zum Ausbau von Photovoltaik und Windenergie.

### Irland

#### Klimapolitik
Irland verfügt über einen Climate Action Plan 2021, nach dem die irischen Treibhausgasemissionen bis 2030 halbiert und bis 2050 auf Null zurückgefahren werden sollen. Der Anteil erneuerbarer Energien an der Stromerzeugung soll bis 2030 auf 80 % gesteigert werden. Erreicht werden soll das u. a. durch den Bau von bis zu 5 GW an Offshore-Windkraftanlagen. 500.000 Wohngebäude sollen bis 2030 energetisch saniert und 680.000 Anlagen zur erneuerbaren Wärmeerzeugung installiert werden. Um dieses Ziel zu erreichen, sollen u. a. neue Ausbildungszentren für entsprechende Handwerker gegründet werden. Im öffentlichen Dienst sollen 20 % Heimarbeit eingeführt werden, im öffentlichen Nahverkehr bis 2035 aller Busse durch elektrische Fahrzeuge ersetzt und durch die Rehabilitation von Mooren und Aufforstung sollen neue Kohlenstoffsenken geschaffen werden. Der Plan baut auf dem vorhergehenden Climate Action Plan 2019 auf, dessen Zielsetzung noch moderater war.

#### Strom
Im Jahr 2020 erzeugte Irland Strom in erster Linie aus Erdgas und Onshore-Windkraftanlagen. Insgesamt stammten 42 % des erzeugten Stroms aus erneuerbaren Quellen, davon 88 % aus Onshore-Wind, mit einer installierten Kapazität von 4,3 GW. Bis 2030 sollen zusätzliche 4 GW an Onshore- und 5 GW an Offshore-Wind zugebaut werden. 2024 betrug die installierte Windleistung 4,86 GW; sie deckte 2024 33 % des Strombedarfs (2023: 36 %). Bis 2050 will die irische Regierung 35 GW an installierter Offshore-Windkapazität erreichen, wobei ein wesentlicher Teil der Anlagen schwimmend ausgelegt sein müsste. Eine erste Ausschreibung für 3,1 GW Offshore-Wind fand im Mai 2023 statt.
Ende 2020 ging das letzte reine Torfkraftwerk vom Netz, ein weiteres wird bis 2023 auf Biomasse umgerüstet. Das einzige irische Kohlekraftwerk Moneypoint sollte 2025 abgeschaltet werden. 2023 wurde beschlossen, es bis 2029 als Reservekraftwerk betriebsbereit zu halten.
Um Erzeugungsengpässe zu kompensieren und Überproduktion exportieren zu können, ist Irland mit dem britischen Stromnetz über zwei Gleichstrom-Interkonnektoren mit einer Übertragungsleistung von jeweils 500 MW verbunden. 2026 soll mit dem Celtic Interconnector ein Unterseekabel zur Bretagne mit einer Kapazität von 700 MW in Betrieb gehen. Bis 2030 sollen Batteriespeicher mit einer Kapazität von 1,65 GW aufgebaut werden. Weitere abrufbare Leistung soll durch Schwungräder und flexible Gaskraftwerke zur Verfügung gestellt werden.

#### Wärme
Irland hatte sich das Ziel gesetzt, bis 2020 die Wärmeversorgung zu 12 % aus erneuerbaren Energien sicherzustellen. Das Ziel wurde mit 6,3 % deutlich verfehlt. Knapp 14 % der Haushalte nutzen Stand 2022 zum Heizen noch Torf, davon 4 % als primäre Wärmequelle.

#### Verkehr
Nach Plänen der irischen Regierung aus dem Jahr 2021 sollen bis 2030 eine Million Elektrofahrzeuge in Irland zugelassen sein (zum Vergleich: 2019 waren insgesamt 2,2 Mio. Pkw in Irland zugelassen). Dazu soll ein öffentliches Netz an Ladepunkten entstehen und private Ladepunkte gefördert werden. Elektrofahrzeuge werden zudem mit einer Kaufprämie belegt.

### Island
Island strebt bis 2040 Treibhausgasneutralität an. Stand 2021 wurden bereits 85 % des isländischen Primärenergiebedarfs aus erneuerbaren Quellen gedeckt, der Rest mit Erdöl.
Im Jahr 2020 stammte annähernd der gesamte Strom in Island aus erneuerbaren Energien (Wasserkraft: 13,15 TWh, Geothermie: 5,96 TWh). Die installierte Kapazität liegt Stand 2021 bei 756 MW für Geothermie und 2,1 GW für Wasserkraft.
Geothermie stellt auch 90 % der benötigten Wärme zur Verfügung. Windenergie spielt bisher keine relevante Rolle. Seit 2022 untersucht eine Arbeitsgruppe einen möglichen Ausbau.
Island verfolgt seit den 1990er Jahren die Strategie, energieintensive Unternehmen anzuwerben, die dann damit werben können, mit erneuerbarer Energie zu produzieren. Das betrifft insbesondere Aluminiumhersteller. Als Mitglied des EWR nimmt Island am Handel für Herkunftsnachweise von erneuerbarem Strom teil. Obwohl Island nicht mit dem europäischen Netz verbunden ist, können europäische Stromanbieter so Ökostrom aus isländischer Produktion verkaufen. Von den 19 TWh isländischem Strom aus Wasserkraft und Geothermie werden für 14 TWh Herkunftszertifikate exportiert.

### Israel

#### Klimapolitik
Im Rahmen der COP26 versprach Israel, bis 2025 aus der Kohleverstromung auszusteigen und bis 2050 kohlenstoffneutral zu sein. Voraussetzung für das Erreichen der Ziele ist neben Investitionen in entsprechende Kraftwerke insbesondere auch der Ausbau des Stromnetzes samt Speichersystemen. Ein erstes Klimaschutzgesetz wurde im Mai 2022 in die Knesset eingebracht. Der Entwurf sieht bis 2030 eine Reduktion der Treibhausgasemissionen um 45 % und einen 50%igen Anteil erneuerbarer Energien an der Stromerzeugung vor.

#### Strom
Stand 2018 wurden 70 % der Elektrizität in Israel mit Erdgas erzeugt und 4 % aus erneuerbaren Energien. Bis Ende 2020 sollten 10 % erreicht werden, bis 2030 30 %. Tatsächlich erreichten erneuerbare Energien im Jahr 2020 nur 6 %. 2021 stammen 90 % der erneuerbaren Energie in Israel aus Solarenergie,. Zwischen 2019 und 2022 hat sich die installierte Kapazität an Solarenergie mehr als verdoppelt, von 2,1 GW auf 4,4 GW.
Einem weiteren Ausbau der Solarenergie stehen insbesondere Streitigkeiten über den Landverbrauch und der unzureichende Netzausbau im Weg.

#### Wärme
Solarenergie spielt auch bei der Warmwassererzeugung eine wichtige Rolle. Bereits 1976 wurde die Installation von Solarkollektoren auf allen Wohngebäuden bis zu acht Stockwerken vorgeschrieben, um nach dem Yom-Kippur-Krieg die Unabhängigkeit von Ölimporten zu verringern. 90 % der israelischen Haushalte verwenden inzwischen solare Warmwassererhitzer.

#### Verkehr
2018 erklärte die israelische Regierung, ab 2030 den Verkauf von benzin- und dieselbetriebenen Fahrzeugen verbieten zu wollen. Im ersten Quartal 2021 lag der Anteil von Elektrofahrzeugen an den Gesamtverkäufen bei weniger als 1 %.

### Italien

Entwicklung der jährlichen CO₂-Emissionen

In Italien stammten 2020 20,36 % des Brutto-Energieverbrauchs aus erneuerbaren Energien, gegenüber 13,02 % im Jahr 2010.

#### Strom
Italien strebt bis 2030 einen Anteil erneuerbarer Energien am Strommix von 55 % an. Italien bleibt mit dieser Zielsetzung hinter anderen großen europäischen Staaten zurück.
Den größten Anteil an der Stromerzeugung hatte 2021 Erdgas mit 47,3 % vor Wasserkraft (14,2 %), Wind (8,5 %) und Solar (7,9 %). Kohle spielte mit 5,4 % eine vergleichsweise kleine Rolle. Die installierte Leistung erneuerbarer Energien liegt mit Stand 2021 für Wasserkraft bei 18,8 GW, für Solar bei 22,7 GW und für Wind bei 11,3 GW.
2022 wurde mit dem Beleolico-Windpark der erste Offshore- bzw. Nearshore-Windpark in Betrieb genommen.
Das letzte italienische Atomkraftwerk wurde 1990 abgeschaltet. Ein Wiedereinstieg in die Atomkraft wurde 2011 bei einer Volksabstimmung abgelehnt. Stand 2023 prüft die aktuelle Regierung einen Wiedereinstieg.

#### Verkehr
Ab 2035 sollen in Italien keine Fahrzeuge mit Verbrennungsmotoren mehr zugelassen werden.

### Japan

#### Energie- und Klimapolitik

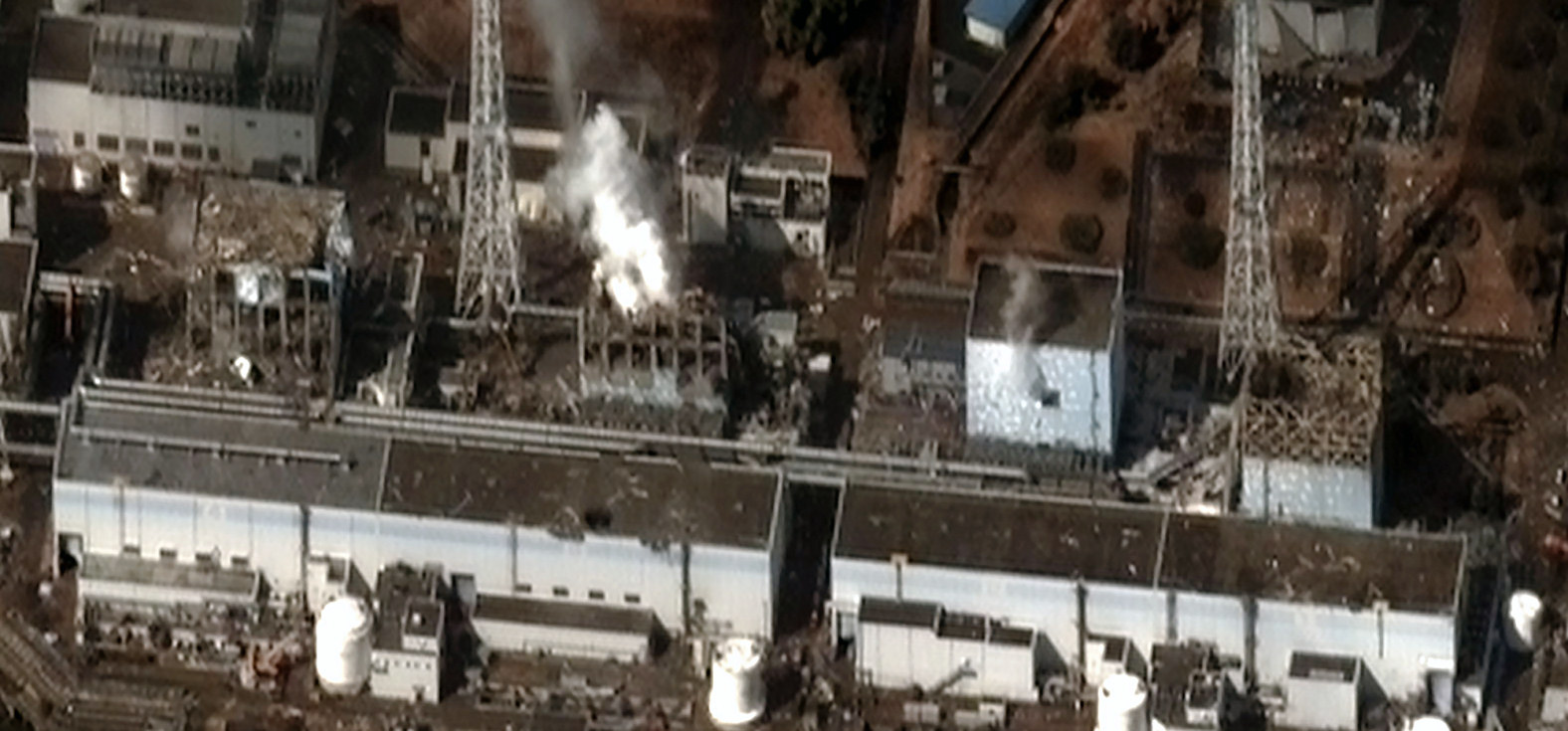
Das zerstörte Kernkraftwerk Fukushima Daiichi; v. l. n. r. Reaktorblöcke 4 bis 1 (5 und 6 sind nicht im Bild). Die Kernschmelzen in drei Kernreaktoren waren Auslöser für mehrere Staaten, ihre Atompolitik zu verändern bzw. ganz auf die Kernenergienutzung zu verzichten: In Deutschland, Belgien und der Schweiz wurde ein Atomausstieg beschlossen.

Am 11. März 2011 ereignete sich in Japan das Tōhoku-Erdbeben 2011, das einen Tsunami auslöste, durch den mehr als 18.000 Menschen getötet wurden. Dieser Tsunami löste die Nuklearkatastrophe von Fukushima aus, bei der es zu mehreren Kernschmelzen im Kernkraftwerk Fukushima Daiichi kam. Daraufhin wurde die Energiepolitik in Japan neu überdacht. Der Anteil der Kernenergie am Strommix sollte sinken, zudem erneuerbare Energien deutlich ausgebaut werden.
Am 18. Juni 2012 bestätigte der damalige Wirtschafts- und Industrieminister Yukio Edano das ab dem 1. Juli gültige Einspeisegesetz für erneuerbare Energien nach deutschem Vorbild. Die gewährten Fördersätze liegen erheblich über denen in anderen Ländern, weshalb ein Solarboom ausbrach.
Am 14. September 2012 beschloss die japanische Regierung auf einem Ministertreffen in Tokio einen schrittweisen Ausstieg aus der Atomenergie bis in die 2030er-Jahre, spätestens aber bis 2040. Die Regierung teilte mit, man wolle „alle möglichen Maßnahmen“ ergreifen, um dieses Ziel zu erreichen. Wenige Tage später schränkte die Regierung den geplanten Atomausstieg wieder ein, nachdem die Industrie gedrängt hatte, die Pläne zu überdenken. Angeführte Argumente waren, dass ein Atomausstieg die Wirtschaft belasten und es aufgrund des Imports von Öl, Kohle und Gas zu hohen Mehrkosten kommen würde. Daraufhin billigte die Regierung die Energiewende, ließ aber den Zeitpunkt für die Stilllegung der Kernkraftwerke offen. Im April 2014 machte das Kabinett Abe den vollständigen Kernenergieausstieg rückgängig. Es wurde ein neuer Energieplan beschlossen, nach dem weiter Kernkraftwerke betrieben werden sollen, wobei jedes Kraftwerk zunächst auf die Sicherheit überprüft werden soll. Allerdings soll der Anteil der Kernenergie am Energiemix insgesamt zurückgefahren und stattdessen verstärkt erneuerbare Energien zum Einsatz kommen.
Angestrebt wurde vom Kabinett Abe ein Atomstromanteil von knapp 20 %; vor Fukushima waren es ca. 30 % gewesen. Mit Stand April 2015 erhielten insgesamt 4 der 48 Kernkraftwerksblöcke nach Überprüfen der neu eingeführten erhöhten Sicherheitsbestimmung durch die staatliche Atomaufsichtsbehörde die Genehmigung für ein Wiederanfahren. Zuvor waren bis 2013 alle Kernkraftwerke sukzessive vom Netz genommen worden. Stand März 2021 hatten fünf Kraftwerke mit neun Reaktoren wieder eine Betriebserlaubnis. Vor dem Nuklearunfall in Fukushima waren 54 Reaktoren in Japan am Netz gewesen.
Japan hatte sich 2020 verpflichtet, bis 2030 die Emissionen um 26 % gegenüber 2013 zu senken und bis 2050 kohlenstoffneutral zu sein. Im April 2021 wurde das Reduktionsziel für 2030 auf 46 % angehoben.
2023 verabschiedete das japanische Parlament die grundlegenden Züge der im Februar 2022 erstmals vorgestellten „Green Transformation“-Politik. Elemente sind Maßnahmen zur Verbesserung der Energieeffizienz, der Ausbau der Erneuerbaren, das Wiederhochfahren der Kernenergie und ein in Stufen eingeführtes System zur Bepreisung von Emissionen. Ab 2028 sollen fossile Brennstoffe mit einer Abgabe belegt, ab 2033 ein Emissionshandelssystem eingeführt werden.

#### Strom

Installierte Kapazität erneuerbarer Energien in Japan seit dem Jahr 2000

Im Jahr 2019 lag der Anteil erneuerbarer Energien an der Stromerzeugung in Japan bei 18,6 %, im Jahr 2020 (bei durch die COVID-19-Pandemie gesunkenem Verbrauch) bei 21,7 %. Der Anteil von Gas und Kohle lag im Jahr 2021 bei 35,1 % bzw. 32,5 %.
Im Jahr 2021 verfügte Japan über insgesamt ca. 112 GW an installierter erneuerbarer Leistung, davon ca. 74 GW Photovoltaik und 28 GW Wasserkraft. Der Anteil fossiler Energieträger am Strommix insgesamt sollte in Japan nach Plänen aus dem Jahr 2020 bis 2030 von 77 % im Jahr 2020 auf 56 % sinken. Im Jahr 2021 wurden die Ziele höher gesetzt: Erneuerbare Energien sollen bis 2030 36 bis 38 % der Stromerzeugung ausmachen, eine Verdopplung gegenüber 2019. Das Ausbauziel für Solarenergie bis 2030 liegt bei 108 GW. Kernenergie soll 20–22 % beitragen, was das Wiederanfahren zahlreicher nach Fukushima außer Betrieb genommener Reaktoren erfordern würde.
Windenergie spielt mit ca. 4 GW installierter Kapazität (davon 65 MW Offshore) bisher noch eine geringe Rolle. Großes Potenzial hat die Offshore-Windkraft mit 92 Gigawatt Potenzial für festinstallierte Turbinen und wegen des an der japanischen Küste steil abfallenden Meeresbodens einem Vielfachen an Potenzial für schwimmende Turbinen. Ein im April 2019 erlassenes Gesetz soll die Voraussetzungen für einen Ausbau schaffen. Stand März 2022 hat Japan sich Ausbauziele für Offshore-Wind von 10 Gigawatt bis 2030 und von 30 bis 45 Gigawatt bis 2040 gesetzt.
Japan hat sich bisher nicht zu einem Ausstieg aus der Kohleverstromung verpflichtet. Alte, ineffiziente Kohlekraftwerke sollen aber abgeschaltet werden.
Japan verfügt hinter den USA und Indonesien weltweit über das drittgrößte Potenzial für Geothermie, nutzt davon bisher aber nur einen geringen Teil.
Japanische Unternehmen waren Vorreiter bei Batterie-Speicherkraftwerken für Systemdienstleistung im Stromnetz und bauten bereits 2013 Demonstrationsanlagen mit einer Speicherkapazität von 20 MWh und 60 MWh.

#### Verkehr
Während japanische Hersteller Vorreiter bei Hybridfahrzeugen waren, ist der Absatz rein elektrischer Fahrzeuge in Japan bisher verhältnismäßig gering. Nach 2035 sollen jedoch keine (rein) kraftstoffbetriebenen Fahrzeuge mehr zugelassen werden. Hybridfahrzeuge sind von dem geplanten Verbot auf Betreiben der japanischen Automobilhersteller nicht umfasst. Stärker als andere Staaten setzt Japan auf Wasserstoffantriebe.
Japan hat sich das Ziel gesetzt, den Bedarf an flüssigem Ammoniak bis 2030 auf 3 Mio. Tonnen festzusetzen und eine Versorgungskette aus Ländern mit hoher Elektrolysekapazität oder dem Vorkommen von Erdgas einzurichten. So hat Mitsui & Co 2024 damit begonnen, zusammen mit ADNOC aus den Vereinigten Arabischen Emiraten (UAE), einem langjährigen Partner bei der Versorgung mit LNG, eine Anlage zu errichten. Sie soll ab 2027 eine Mio. Tonnen Ammoniak pro Jahr herstellen. Kritiker bemängeln, dass Japan blauen bzw. grauen Wasserstoff zur Ammoniaksynthese einsetzt. Auch werden von der Industrie, ähnlich wie in Europa, Ammoniak-getriebene Zweitaktmotoren oder ganze Frachter gebaut bzw. entwickelt. So wird Nihon Shipyard, ein Joint-Venture zwischen Japans größtem Schiffbauer Imabari und Japan Marine United, 2026 einen 200.000-Tonnen-Frachter mit einem solchen Motor auf den Markt bringen.

### Jordanien

#### Energie- und Klimapolitik
Jordanien importierte 2017 etwa 97 % seiner Energie und gab dafür 2016 ca. 20 % seines Bruttoinlandsproduktes aus. Das Land plante 2017, den Anteil der erneuerbaren Energien von zwei Prozent (2011) auf zehn Prozent bis 2020 zu erhöhen, indem 600 MW Solar- und 1.200 MW Windenergie ausgebaut werden. Insgesamt soll die Abhängigkeit von Energieimporten auf 65 % gesenkt werden und Maßnahmen zur Energieeffizienz, bspw. im Gebäudesektor, umgesetzt werden.

#### Strom
Im Jahr 2019 wurden in Jordanien 20,2 TWh Strom erzeugt, davon 16,6 TWh (81 %) aus Erdgas, 2.1 TWh (10 %) aus Solarenergie, 0,9 TWh (4 %) aus Öl und 0,9 TWh (4 %) aus Wind. Ende 2018 lag die Gesamtleistung der in Jordanien installierten erneuerbaren Energiequellen bei 1.130 MW; sie erzeugten etwa 11 % des Gesamtverbrauchs an elektrischer Energie. Ende 2021 waren mehr als 2.100 MW installiert, davon ca. 1,5 GW an Solar- und 600 MW an Windenergie. Verschiedene angedachte Pläne zur Nutzung von Kernenergie wurden Stand 2022 bisher nicht verwirklicht.

#### Wärme
Ca. 14 % der jordanischen Haushalte waren Stand 2021 mit Solar-Wassererhitzern ausgestattet.

### Kanada

Entwicklung der jährlichen CO₂-Emissionen

Kanada hat sich verpflichtet, bis 2030 30 % weniger Treibhausgase auszustoßen als 2005 und bis 2050 klimaneutral zu sein.
Stand 2017 bezog Kanada ca. 19 % seines Energieverbrauchs aus erneuerbaren Quellen. Dazu trägt im Wesentlichen die Stromerzeugung bei, von der 59,3 % aus Wasserkraft stammten. Wind (3,5 % der Stromerzeugung) und Biomasse (1,4 % der Stromerzeugung) spielten eine vergleichsweise geringe Rolle. Wind und Solar waren jedoch die am schnellsten wachsenden Energiequellen. 2019 lag die Kapazität der Onshore-Windräder bei 13,4 Gigawatt (5 % der Stromerzeugung), die Photovoltaik-Kapazität bei drei Gigawatt (0,6 % der Stromerzeugung). Kanada verfügt bisher über keine Offshore-Windparks, hat aber Stand Februar 2022 verschiedene Projekte an der Ost- und Westküste sowie auf dem Lake Ontario in Vorbereitung.
Die kanadische Regierung prognostiziert für 2040 einen Anteil von 9,5 % für Windkraft und 1,2 % für Photovoltaik am Strommix. Geplant ist ein Ausstieg aus der Kohleverstromung (2019: 7 % der Stromerzeugung), bei einem gleichzeitigen Ausbau der Kernenergie (2019: 15 % der Stromerzeugung). Kanada will bis 2050 rund 31 Prozent des eigenen Endenergieverbrauchs mithilfe von grünem bzw. blauem Wasserstoff (mit Abscheidung des CO2) decken.

### Kenia
Kenia erzeugte 2022 fast 90 Prozent des Stroms aus erneuerbaren Quellen, davon die Hälfte aus Geothermie, den Rest in erster Linie aus Wasserkraft und Wind mit einem geringen Anteil Solarenergie.

### Kolumbien
Kolumbien ist Südamerikas größter Produzent von Kohle und zweitgrößter Produzent von Öl hinter Brasilien. Die geförderte Kohle wird in erster Linie exportiert und nur zu einem geringen Teil im Land selbst verwendet. Erdgas wird in erster Linie als Nebenprodukt der Ölförderung erzeugt und zur Erhöhung der Ölausbeute reinjiziert bzw. neben Importgas im Inland verwendet.

#### Energie- und Klimapolitik
Kolumbien hat sich nach dem Pariser Übereinkommen unter Bedingungen verpflichtet, die Treibhausgasemissionen bis 2030 um mindestens 30 % zu senken.

#### Strom
Der Stromverbrauch von Kolumbien hat sich zwischen 1990 und 2019 von 28 TWh auf 75 TWh annähernd verdreifacht. Der Bedarf wurde 2020 zu 66 % durch Wasserkraft gedeckt, mit einer installierten Leistung von 12 GW. Die installierte Kapazität von Windenergie lag Ende 2021 bei 18 MW, Solarenergie bei 184 MW. Gas (16,6 %), Kohle (7,2 %) und Öl (6,1 %) stellten die größten fossilen Quellen dar. Insgesamt waren 2020 17 GW an Kapazität installiert. Neben einem weiteren Ausbau der Wasserkraft sollen bis 2030 4 GW an weiterer erneuerbarer Kapazität zur Stromerzeugung am Netz sein. Voraussetzung ist insbesondere ein Ausbau der Infrastruktur zum Stromtransport. Ein geplanter massiver Ausbau der Onshore-Windenergie auf der Guajira-Halbinsel trifft auf Kritik der örtlichen indigenen Bevölkerung.
Im Mai 2022 präsentierte Kolumbien eine „Offshore Wind Roadmap“, in der das Potenzial für Offshore-Wind auf knapp 50 GW beziffert wurde, davon 27 GW an im Boden fixierten Anlagen und 21 GW an schwimmenden Anlagen. Eine erste Ausschreibung soll im zweiten Halbjahr 2023 erfolgen.

### Katar
Katar deckte seinen Energiebedarf Stand 2019 noch praktisch vollständig aus fossilen Quellen (70,1 % aus Erdgas, 29,6 % aus Erdöl). Katar ist weltweit das Land mit den höchsten Treibhausgasemissionen pro Einwohner, wobei die Zahlen durch die kleine Bevölkerung (weniger als 3 Mio. Einwohner) und die große und exportorientierte Gasindustrie verzerrt sind.
Katar hat sich zum Ziel gesetzt, bis 2030 einerseits größter Exporteur von Flüssigerdgas zu werden, andererseits 25 % Treibhausgase gegenüber einem Business-as-Usual-Szenario einzusparen. Erreicht werden soll das insbesondere durch Carbon Capture and Storage.
Strom wird in Katar zu praktisch 100 % aus Erdgas erzeugt. Der Stromverbrauch pro Kopf lag 2021 bei mehr als 18 MWh, fast dem Dreifachen des deutschen Verbrauchs. Strom wird an katarische Bürger kostenlos abgegeben, für Expats im Land wird er subventioniert.
Bis 2035 will Katar 5 GW an Solarleistung installieren. Im Oktober 2022 ist mit dem Al Kharsaah-Projekt ein erstes Großsolarprojekt mit 800 MW Leistung ans Netz gegangen. Zwei weitere Projekte (Ras Laffan und Mesaieed) mit zusammen 800 MW sollen bis 2024 ans Netz gehen.

### Kroatien

#### Gesamtenergiebedarf
Der Primärenergiebedarf von Kroatien in Höhe von 91 TWh wurde 2020 zu 76 % aus fossilen Quellen gedeckt.

#### Strom
Der Stromverbrauch von Kroatien lag 2020 bei 13,2 TWh. Davon stammten 32 % aus Wasserkraft, 19 % aus Gas, knapp 7 % aus Kohle, 9,5 % aus Windenergie und 5,5 % aus Biomasse. Solarenergie, Geothermie und Öl trugen jeweils weniger als ein Prozent zum Strommix bei. Kroatien bezieht zudem Strom aus dem slowenischen Kernkraftwerk Krško.
Stand 2022 waren in Kroatien 1,1 GW an Wasserkraft, 1 GW Wind und 0,2 GW Solarenergie installiert. Das Potenzial an wettbewerbsfähiger Photovoltaik wird von der IRENA auf über 3 GW geschätzt, das von Wind auf über 14 GW. Nachdem der Ausbau von Solarenergie über Jahre durch niedrige Einspeisevergütungen gehemmt war, hat Kroatien inzwischen auf Auktionen und Marktprämien umgestellt. Für Ausschreibungen im Zeitraum 2021–2023 hat Kroatien dafür ein Budget von ca. EUR 783 Mio. bei der EU-Kommission angemeldet. Bis Ende 2024 sollen 1,5 GW an erneuerbarer Kapazität am Netz sein, wofür Kroatien insbesondere die Genehmigungsverfahren vereinfachen will. Eine erste Auktion für 638 MW an erneuerbarer Leistung erhielt nur Gebote für 150 MW, nachdem die Gebühren für die Netzanbindung noch nicht festgelegt waren und die Börsenstrompreise auf ein Vielfaches der höchsten ausgeschriebenen Vergütung gestiegen waren.
Ein Kohleausstieg ist in Kroatien bis spätestens 2033 geplant. Aktuell betreibt Kroatien nur noch ein Kohlekraftwerk, Plomin 2, das mit importierter Kohle betrieben wird.

### Lettland
In Lettland betrug im Jahr 2020 der Anteil erneuerbarer Energiequellen am Endenergieverbrauch 41 %. Das ist in Europa der drittbeste Wert nach Schweden mit 56 % und Finnland mit 43 %. Im Klimaschutz-Index 2021 wird Lettland bezüglich der erneuerbaren Energien sogar mit dem besten Rang gewürdigt, da hier auch der aktuelle Trend berücksichtigt wird.
In den Sektoren Elektrizität und Wärme kommt bereits mehr als die Hälfte der Energie aus erneuerbaren Quellen.
Die Stromproduktion erfolgte im Jahr 2018 zu 44,5 % (2.432 GWh) in Wasserkraftwerken (installierte Kapazität 2021: 1,6 GW) und zu 1,9 % (122 GWh) in Windkraftanlagen (installierte Kapazität 2021: 81 MW). Bei den erneuerbaren Energiequellen, insbesondere im Wärmesektor, dominiert in Lettland Holz (81 % der erneuerbaren Energien). Für die Steigerung des Anteils erneuerbarer Energien auf 45 % bis zum Jahr 2030 wird neben dem Ausbau der Wasserkraft vor allem die verstärkte Nutzung der Windenergie an und vor der Ostseeküste geplant. In dem Maße, wie die Nutzung erneuerbarer Energien zunimmt, sollen die Importe fossiler Energiequellen reduziert werden.
Von 2005 bis 2016 ist der Anteil der Energieimporte bereits von 64 % auf 47 % reduziert worden. Im stark von Energieimporten abhängigen Transportsektor soll der Anteil erneuerbarer Energien von 2,8 % im Jahr 2016 auf 14 % im Jahr 2030 steigen. Dies soll besonders mittels Elektrifizierung (besonders der Bahn) und Einsatz von Biokraftstoffen gelingen.

### Litauen
Die EU-Energieziele für 2020 erreichte Litauen bereits 2014.

#### Strom
Der in Litauen selbst produzierte Strom setzte sich im Jahr 2021 zusammen aus Onshore-Wind (36,1 %), Erdgas (31,4 %), Biomasse (11,6 %) Laufwasser (9,3 %), Müllverbrennung (4,2 %), Solar (3,5 %) und Sonstigen (3,8 %). Litauen ist jedoch seit der Schließung des Kernkraftwerks Ignalina im Jahr 2009 Netto-Importeuer von Strom, u. a. auch aus Russland, das 2021 noch 16 % des in Litauen verbrauchten Stroms lieferte. Im Mai 2022 stellte Litauen den Import aus Russland vollständig ein.
Stand 2021 verfügte Litauen über eine installierte Kapazität erneuerbarer Energien von 1.266 MW, davon 126 MW Wasserkraft, 671 MW Onshore-Wind und 338 MW Solarenergie. Der weitere Ausbau von Onshore-Wind stößt aufgrund von Widerstand aus der Bevölkerung an Grenzen. Im September 2023 soll ein erstes Offshore-Projekt mit 700 MW Leistung ausgeschrieben werden, ein weiteres Projekt mit gleicher Leistung im Jahr 2024.

### Luxemburg

#### Energie- und Klimapolitik
Luxemburg unterstützt einen europaweiten Atomausstieg und setzt sich für einen Verzicht auf Kohle, Fracking und Kohlenstoffabscheidung ein. Die Treibhausgasemissionen sollen bis 2030 um 55 % gegenüber 2005 sinken, erneuerbare Energien einen Anteil von 25 % am Bruttoendenergieverbrauch erreichen. Neben dem Ausbau erneuerbarer Energien soll insbesondere die Energieeffizienz gefördert werden, u. a. durch den Aufbau eines Energieeffizienzinvestitionsmarktes und ein großangelegtes Schulungsprogramm für Architekten und Handwerker.

#### Strom
Der Strombedarf von Luxemburg wurde 2019 zu 84 % aus Importen, hauptsächlich aus Deutschland, gedeckt. Weitere 12 % des Bedarfs wurden in Luxemburg durch erneuerbaren Energien erzeugt. Im Jahr 2020 musste das Großherzogtum 80,7 Prozent importieren und konnte 19,3 Prozent des nationalen Verbrauchs durch einheimische Produktion aus Wind, Biomasse, Erdgas und Photovoltaik decken. 2021 waren es 18,5 %. Der importierte Strom stammte zu 57,6 % aus Deutschland zu 21,2 % aus Frankreich und zu 21,1 % aus Belgien. Die installierte Leistung an erneuerbaren Energien im Inland lag Ende 2021 bei 35 MW für Wasserkraft, 157 MW für Wind und 209 MW für Solarenergie.

#### Wärme
Luxemburg plant, jedes Jahr 2,7 % des Altbaubestands energetisch zu sanieren und setzt auf den Ausbau von Wärmepumpen. Der gesamte Energiebedarf der Haushalte soll bis 2040 um 65 Prozent gesenkt werden, der Energiebedarf im Sektor Gewerbe, Handel und Dienstleistungen soll durch Gebäudesanierung und weitere Maßnahmen bis 2040 um 34 % sinken. Luxemburg plant zudem den Ausbau von Tiefengeothermie und den Aufbau von Wärmenetzen, die Abwärme nutzen.

#### Verkehr
Seit 1. März 2020 ist in Luxemburg der öffentliche Verkehr ohne Ticket nutzbar. Die Kapazität soll in den nächsten Jahren deutlich gesteigert werden. Durch die Verringerung des motorisierten Individualverkehrs und die Umstellung auf Elektrofahrzeuge soll bis 2040 der Energiebedarf des Verkehrssektors um 49 Prozent sinken.

### Malaysia
Malaysia war 2020 der viertgrößte Hersteller weltweit von Solarmodulen mit einem Weltmarktanteil von 4,2 % hinter China (69,8 %), Vietnam und Südkorea.

#### Energie- und Klimapolitik
Malaysia plant, bis 2025 seine Stromerzeugung zu 31 % mit erneuerbarer Energie zu bestreiten. Malaysia will keine weiteren Kohlekraftwerke errichten, schreibt Solar-Kapazitäten zur Auktion aus und stellt Anreize für die Einspeisung von Strom aus Dachsolaranlagen zur Verfügung (Net Metering).

#### Strom
2018 verfügte Malaysia über 34 GW an installierter Kapazität zur Stromerzeugung. Davon nutzten 78 % fossile Energieträger, insbesondere Kohle (43 %) und Erdgas. Mehr als 90 % des Kohlebedarfs wurden importiert. Wasserkraft stellte 2018 mit 6,2 GW etwa 18 % der installierten Kapazität. Ein weiteres Wassergroßkraftwerk mit einer Leistung von 1,3 GW (Baleh Hydroelectric Project) ist im Bau. Ende 2021 waren 1,8 GW an Photovoltaik installiert. Windenergie spielt wegen niedriger Windgeschwindigkeiten und fehlender staatlicher Unterstützung eine untergeordnete Rolle.

### Malta
Malta lag Stand 2018 mit einem Anteil erneuerbarer Energien am Gesamtenergieverbrauch von 5,4 % an letzter Stelle in der Europäischen Union, hinter den Niederlanden (5,9 %).

#### Strom
Strom wurde in Malta nach dem Ende der Kohleverfeuerung im Jahr 1996 in erster Linie durch die Verbrennung von Schweröl erzeugt. Seit 2017 sind mehrere mit LNG betriebene Gaskraftwerke in Betrieb. Zudem ist Malta seit 2015 mit einer Leistung von 200 MW über Sizilien an das italienische Stromnetz angebunden.
Malta verfügt Stand 2021 über keine Windkraftwerke und knapp 200 MW an installierter Photovoltaik-Kapazität. Das technische Potenzial für Offshore-Wind in den Gewässern von Malta liegt bei 25 GW, die jedoch aufgrund der großen Wassertiefe schwimmend ausgeführt werden müssten. Dem Ausbau der Onshore-Windkraft steht die geringe Fläche und hohe Bevölkerungsdichte der maltesischen Inseln entgegen, ein erstes Offshore-Windprojekt (Sikka l-Bajda) scheiterte insbesondere aus Umweltschutzgründen. Auch der Solarausbau wird durch fehlenden Platz für Freiflächenanlagen begrenzt. Die Integration in das maltesische Netz wird zudem durch die geringe geographische Ausdehnung von Malta erschwert, da vorbeiziehende Wolken zu starken Schwankungen der Erzeugung führen, die aufwendig kompensiert werden müssen.
Bis 2030 soll Malta über 50 MW an Offshore-Windkraft und 65 MW an Offshore-Solarenergie verfügen. Erste Prototypen von Offshore-Solaranlagen sollen ab 2023 getestet werden.

#### Verkehr
Seit Oktober 2018 können Jugendliche und Studenten bis 20 Jahre den öffentlichen Nahverkehr kostenfrei benutzen. Ebenfalls seit 2018 existiert ein staatliches Car-Sharing-System mit Elektrofahrzeugen. Der Kauf von Elektrofahrrädern wird staatlich bezuschusst. Seit November 2018 verfügt Malta über einen National Cycling Strategy and Action Plan.

### Marokko
Marokko ist ein klima- und energiepolitischer Vorreiter in Afrika und auch weltweit. Nach dem Klimaschutz-Index befand sich Marokko seit 2015 bis 2021 stets unter den Top 10. Im Jahr 2019 war das nordafrikanische Land sogar das zweitbeste Land nach Schweden.

#### Energie- und Klimapolitik
Die Energiewende in Marokko zielt auf die Umstellung von fossilen auf erneuerbare Energien bei gleichzeitiger Steigerung der Energieeffizienz und Unabhängigkeit von Energieimporten. Das Land will zudem Weltmarktführer bei der Produktion von grünem Wasserstoff werden und zielt damit auf künftigen Energie-Export.
So wurde im Juni 2020 zwischen Marokko und Deutschland ein Abkommen über die gemeinsame Entwicklung der Erzeugung von grünem Wasserstoff, den Bau einer Wasserstoffproduktionsanlage sowie die Einrichtung von Forschungs- und Investitionsprojekten unterzeichnet.
Die Energiewende wird zentral gesteuert, im Wesentlichen durch die Nationale Elektrizitäts- und Wasserbehörde (ONEE – Office national de l'électricité et de l'eau potable), die das marokkanische Stromnetz betreibt und über ein großes Portfolio an fossilen Kraftwerken verfügt, und die Marokkanische Agentur für nachhaltige Energie (MASEN – Moroccan Agency for Sustainable Energy), die 2010 für den Bau und Betrieb von Solar- und Windkraftwerken gegründet wurde.
Klimapolitisch ist Marokko von großer Bedeutung, da das Land zur Koalition besonders von der Klimakrise betroffener Länder gehört und sich bei den internationalen Klimaverhandlungen für die am wenigsten entwickelten Länder (Least Developed Countries, LDCs) einsetzt.

#### Strom
Marokko hatte 2009 eine ehrgeizige nationale Energiestrategie eingeführt. Die installierte Kapazität der Solar- und Windenergieanlagen stieg nachfolgend erheblich von 2 % im Jahr 2009 über 13 % im Jahr 2016 auf 16 % im Jahr 2019. Für das Jahr 2030 wird ein Anstieg der Kapazität von Erneuerbare-Energie-Anlagen auf 52 % geplant. Im Jahr 2019 stammten 20 % des produzierten Stroms aus erneuerbaren Quellen: 4 % aus Solar- (1.581 GWh), 12 % aus Windkraft- (4.587 GWh) und 4 % aus Wasserkraftanlagen (1.654 GWh).
Das solarthermische Kraftwerk Ouarzazate, dessen Finanzierung unter anderem von Deutschland gefördert wurde, gilt als das größte seiner Art.
Die installierte Leistung von Erneuerbare-Energie-Anlagen würde einen deutlich höheren Anteil von etwa 40 % ermöglichen, der jedoch nicht ausgeschöpft wird aufgrund der wirtschaftlichen Dominanz der fossilen Energiequellen.
Das deutsche Bundesministerium für wirtschaftliche Zusammenarbeit und Entwicklung hat mit dem staatlichen Energieerzeuger und Netzbetreiber ONEE ein Projekt mit der Laufzeit 2020 bis 2023 aufgelegt, um die erneuerbaren Energien künftig besser in das marokkanische Stromnetz zu integrieren. Mit einem weiteren Projekt soll die Liberalisierung und Dezentralisierung des marokkanischen Strommarktes gefördert werden.

### Mexiko

Entwicklung der jährlichen CO₂-Emissionen

Mexiko deckt seinen Energiebedarf Stand 2020 in erster Linie mit Öl und (mit zunehmender Tendenz) Gas. Das Gas wird größtenteils aus den USA importiert.

#### Strom
2019 wurden 327,97 TWh elektrische Energie bereitgestellt, davon 26,6 % aus CO2-armen Quellen, wobei hier neben den erneuerbaren auch Kernkraftwerke und Anlagen mit effizienter Kraft-Wärme-Kopplung mitgerechnet wurden. Der Strombedarf von Mexiko hat sich seit 1990 mehr als verdreifacht.
Mexiko verfügt über großes technisches Potenzial zur Erzeugung erneuerbarer Energie, in erster Linie für Photovoltaik (25.000 GW) und Wind (3.600 GW). Stand 2021 lag die Kapazität für Solarenergie bei 7 GW (peak), und es waren Windkraftwerke mit einer Gesamtleistung von 7,69 GW in Betrieb (2020: 6,50, 2019: 6,05 GW). Wasserkraft lag bei 12,6 GW, Geothermie bei 1 GW. Die mexikanische Regierung plant die Erhöhung des Erneuerbaren-Energien-Anteils im Stromsektor von 16 % (2016) auf 50 % im Jahr 2050. Ein 2015 verabschiedetes Gesetz sieht vor, bis 2024 einen Anteil der Erneuerbaren von 35 % zu erreichen. Stand 2021 lag Mexiko bei 26,7 %.
Mexiko betreibt ein Kernkraftwerk, das Kernkraftwerk Laguna Verde mit zwei Reaktoren und einer Bruttoleistung von 1.640 MW. Stand 2021 gab es keine Pläne, die Kernkraft weiter auszubauen.
Neben dem Ausbau erneuerbarer Energien baut Mexiko weitere Gaskraftwerke. Stand 2021 waren zusätzlich zu den installierten 35 GW an Kapazität weitere 10 GW im Bau oder in der Entwicklung. Die Regierung von Andrés Manuel López Obrador möchte entgegen dem bisherigen Trend statt dem Import von Erdgas die Verwendung von Ölprodukten forcieren, die bei der Raffination mexikanischen Öls in den vergleichsweise ineffizienten mexikanischen Raffinerien anfallen.

### Moldawien
Moldawien deckt Stand 2020 etwa 20 % des eigenen Bedarfs mit erneuerbaren Energien, in erster Linie Biomasse. Im Jahr 2020 hat Moldawien sich verpflichtet, bis 2030 die Treibhausgasemissionen um 70 % gegenüber 1990 zu senken. Aus Russland importiertes Erdgas deckten 2018 53 % des Bedarfs und Öl 23 %. Wind- und Solarenergie und Wasserkraft deckten 6 % des Strombedarfs. Der weit überwiegende Teil des Stroms stammt aus einem Gaskraftwerk in Transnistrien, über das die Regierung Moldawiens keine Kontrolle hat. Das Potenzial für erneuerbare Energien liegt nach einer Analyse aus dem Jahr 2019 bei 27 GW Kapazität, davon 20,9 GW Wind und 4,6 GW Solarenergie. Seit März 2022 ist das moldawische Stromnetz mit dem europäischen Netz synchronisiert.

### Montenegro
Montenegro hat sich zum Ziel gesetzt, seine Emissionenen von Treibhausgasen gegenüber dem Niveau von 1990 bis zum Jahr 2030 um mindestens 35 % zu senken. Im Jahr 2021 erklärte das Land, die bis dahin geltenden Einspeisevergütungen für erneuerbare Energien aussetzen zu wollen, nachdem in den Jahren 2019 und 2019 jeweils das gesetzte Ziel eines Anteils von mehr als 33 % der Erneuerbaren am Gesamtenergieverbrauch erreicht worden war. 2022 wurde die Umstellung auf Auktionen für erneuerbare Kapazitäten verkündet.
Montenegro wird in erster Linie durch das Braunkohlekraftwerk Pljevlja (225 Megawatt) und die Wasserkraftwerke Perućica (307 Megawatt) und Piva (342 Megawatt) sowie insbesondere in Jahren mit Wassermangel durch Importe mit Strom versorgt. Montenegro verfügt über zwei Windfarmen (Krnovo, 72 Megawatt und Možura, 46 Megawatt). Der Bau eines im Jahr 2018 ausgeschriebenen Solarparks mit einer Leistung von 250 Megawatt in Ulcinj steht noch aus. Nachdem Dürre im Sommer 2022 die Erzeugung von Wasserkraft stark eingeschränkt hat, musste Montenegro zu hohen Preisen Strom importieren. In Reaktion auf die Energiekrise wurde die Umsatzsteuer auf Solarmodule abgeschafft und ein Programm zum Bau von Dachsolaranlagen aufgesetzt.

### Namibia
Strom wird in Namibia Stand 2021 in erster Linie aus Wasserkraft (351 MW, 70 % der Erzeugung) und Solarenergie (145 MW, 24 % der Erzeugung) erzeugt. Wind spielt mit 5 MW installierter Leistung bisher keine relevante Rolle. Nur etwa die Hälfte der 2,5 Mio. Einwohner hat Zugang zu elektrischem Strom.
Namibia plant ein über 8 Mrd. Euro teures Projekt zur Erzeugung von grünem Wasserstoff aus 5 GW an Wind- und Solarenergieanlagen. Den Zuschlag für das Projekt hat Hyphen Hydrogen Energy erhalten.

### Neuseeland
Neuseeland hat 2021 ca. 40 % seines Primärenergiebedarfs aus erneuerbaren Quellen gedeckt.

#### Strom
Elektrizität in Neuseeland stammte bereits 2021 zu ca. 84 % aus erneuerbaren Quellen, insbesondere aus Wasserkraft (5,4 GW installierte Leistung), Geothermie (1 GW), Onshore-Wind (0,9 GW) und Biomasse (0,1 GW). Bis 2030 soll der Elektrizitätssektor zu 100 % erneuerbar sein. Netto-Null-CO2-Emissionen werden bis 2050 angestrebt. Zur Stromerzeugung in niederschlagsarmen Jahren, in denen bisher auf die Verstromung fossiler Rohstoffe gesetzt wird, untersucht Neuseeland den Bau von großen Speicherkraftwerken unter dem Namen „New Zealand Battery Project“.

#### Verkehr
Im Mai 2022 verkündete die neuseeländische Regierung einen Plan, öffentliche Verkehrsmittel auszubauen und Bürger finanziell beim Kauf lokal emissionsfreier Fahrzeuge zu unterstützen.

### Niederlande

Entwicklung der jährlichen CO₂-Emissionen

#### Klimapolitik
Die Niederlande bleiben bisher bei der Energiewende hinter anderen europäischen Staaten zurück. Nach dem Koalitionsvertrag der Stand 2022 regierenden Koalition vom 15. Dezember 2021 wurden die Klimaziele verschärft und liegen nun bei einer CO2-Reduktion gegenüber 1990 von 55 % bis 2030 (vorher 49 %), 70 % bis 2035 und 80 % bis 2040. Bis 2050 soll das Land CO2-neutral sein. Im Jahr 2021 lagen die Emissionen 23,9 % unter dem Niveau von 1990. Die Regierungskoalition hat einen auf zehn Jahre angelegten und mit EUR 35 Mrd. ausgestatteten Klima-Fonds angekündigt, der vom ersten Klimaminister des Landes überwacht werden soll. Die 2024 neu gebildete Regierung unter Geert Wilders plant einen Ausbau der Stromproduktion aus Atomkraftwerken. Sie bekennt sich zu den bereits vereinbarten internationalen Klimazielen, plant aber einen Ausbau der Offshore-Erdgasförderung.

#### Gesamtenergieverbrauch
2018 stammten 7,4 % des Gesamtenergieverbrauchs aus erneuerbaren Quellen. 93 % der Energieerzeugung stammten aus fossilen Quellen. 2021 stammten bereits 12,4 % des Energiebedarfs aus Erneuerbaren, der fossile Anteil sank auf 86,6 %.

#### Strom

Installierte Kapazität erneuerbarer Energien in den Niederlanden

Im Jahr 2019 stammten 19 % des erzeugten Stroms aus erneuerbaren Energien, davon 4 % aus Solarenergie und 10 % aus Wind. Die erneuerbare Kapazität wuchs von 2019 auf 2020 um 41,2 %. Nach starkem Zubau in den letzten Jahren stehen die Niederlande Stand 2023 an erster Stelle in Europa bei der installierten Solarenergie je Einwohner. Die erneuerbare Kapazität wuchs allein von 2019 auf 2020 um 41,2 %. Im Jahr 2023 stammten bereits 47,8 % des erzeugten Stroms aus erneuerbaren Energien, davon 17,3 % aus Solarenergie und 23,7 % aus Wind.
Die Offshore-Windkapazität lag 2021 bei 2,5 Gigawatt und sollte bis 2030 auf 11 Gigawatt anwachsen. Im März 2022 beschloss die niederländische Regierung Pläne, dieses Ziel auf 22,2 Gigawatt annähernd zu verdoppeln. Offshore-Wind soll damit bis 2030 größter Stromlieferant der Niederlande sein.
Die Niederlande verfügen mit dem Kernkraftwerk Borssele über einen Reaktor mit einer Leistung von 482 MW. Stand 2023 stammten ca. 3 % des in den Niederlanden produzierten Stroms aus Kernenergie. Es gibt keine konkreten Pläne, weitere Kernkraftwerke zu errichten.  Nach dem Koalitionsvertrag der Stand 2022 regierenden Koalition vom 15. Dezember 2021 sollen jedoch zwei weitere Kernkraftwerke gebaut werden, um die Niederlande unabhängiger von Gasimporten zu machen, erneuerbare Energien zu ergänzen und Wasserstoff herzustellen. Zudem soll die Laufzeit des bestehenden Kraftwerks verlängert werden. Stand Ende 2024 werden zum Neubau von zwei Reaktoren Machbarkeitsstudien durchgeführt.

#### Wärme
Die Niederlande sind Vorreiter bei der seriellen energetischen Sanierung von Wohngebäuden (Energiesprong). Der Einbau von Gasheizungen in neue Gebäude ist seit 2018 untersagt. Ab 2026 ist der Einbau konventioneller fossiler Heizungen in Neu- und Bestandsbauten verboten.

### Nordmazedonien
Nordmazedonien produziert Strom in erster Linie durch die Verbrennung von Braunkohle und importiertem Gas. Das Land importiert zudem einen erheblichen Teil seines Strombedarfs.
An erneuerbaren Energien verfügte Nordmazedonien Stand 2021 über eine installierte Kapazität von 822 MW Wasserkraft, einen Windpark in Bogdanci mit einer Leistung von 37 MW und 94 MW an Solarenergie. Das Land plant den weiteren Ausbau der Wasserkraft und der Windenergie. Auch die Solarenergie wird weiter ausgebaut. Ein Kohleausstieg ist bis 2030 geplant.

### Norwegen

Entwicklung der jährlichen CO₂-Emissionen

Norwegen hat im Jahr 2020 mehr als 50 % seines Gesamtenergieverbrauchs aus erneuerbaren Energien bezogen und lag damit weltweit auf Platz drei hinter Island (82,0 %) und Schweden (51,4 %). Norwegen exportiert in großem Umfang fossile Energieträger, neben Öl insbesondere Erdgas, in erster Linie per Pipeline in andere europäische Staaten. Bis 2030 wollen Deutschland und Norwegen die Voraussetzungen für den Export von Wasserstoff aus Norwegen im großen Stil schaffen. Eine Machbarkeitsstudie dazu soll im Frühjahr 2023 fertiggestellt werden. Bei der weiter stattfindenden Ausbeutung fossiler Energieträger in Norwegen versucht der staatliche Energiekonzern Equinor Treibhausgasemissionen zu verringern, z. B. indem Förderanlagen vom Festland mit erneuerbarem Strom versorgt werden.
Die norwegische Regierung hat 2016 ein Gesetz beschlossen, das das Land zur Klimaneutralität durch Ausgleichszahlungen ab 2030 verpflichtet. Bis 2050 sollen die CO2-Emissionen um 80 bis 95 Prozent im Vergleich zu 1990 reduziert werden.

#### Strom
Die norwegische Stromerzeugung basiert nahezu vollständig auf Wasserkraft mit einer installierten Kapazität von 34 GW im Jahr 2022. Über viele Jahre lag ihr Anteil am erzeugten Strom zwischen 95 und 99 %, während der restliche Strom aus Gas stammte. In den letzten Jahren kam Windkraft hinzu, die 2021 auf einen Anteil von 7,5 % kam. 2022 waren 5,1 GW an Windkapazität installiert, davon 66 MW Offshore. Der Ausbau der Offshore-Windenergie auf 4,5 Gigawatt ist geplant. Eine erste Ausschreibung von 1,5 Gigawatt wurde im Februar 2022 angekündigt. Bereits 2020 begann der Bau eines Offshore-Windparks, der mit insgesamt 88 Megawatt der weltgrößte schwimmende Windpark werden soll. Bis 2040 sollen 1.500 Offshore-Windenergieanlagen mit einer Kapazität von insgesamt 30 GW installiert werden. Solarenergie spielt mit einer installierten Kapazität von 311 MW im Jahr 2022 keine nennenswerte Rolle.
Norwegen betreibt keine Kernkraftwerke. Pläne für Reaktoren auf Thorium-Basis wurden nie umgesetzt.
Über die Übertragungsleitung NordLink ist das norwegische Stromnetz seit 2021 mit dem deutschen verbunden. Ziel ist es, durch überschüssigen norddeutschen Windstrom in norwegischen Wasserkraftwerken Wasser zur späteren Stromerzeugung einzusparen. Bereits seit 1977 verbindet Cross-Skagerrak das norwegische Stromnetz mit dem dänischen und seit 2008 NorNed mit dem niederländischen. Angesichts stark steigender Strompreise in Norwegen gerieten die Verbindungen in andere europäische Stromnetze im Dezember 2021 in die öffentliche Kritik mit dem Vorwurf, der Export würde die norwegischen Verbraucherpreise steigern.
Norwegen hat ein hohes Potenzial für Pumpspeicherkraftwerke, mit denen überschüssiger Strom gespeichert werden könnte. Die aktuelle Kapazität beträgt 85 TWh, mehr als 15 % des deutschen jährlichen Stromverbrauchs.

#### Wärme
Norwegen hat innerhalb Europas die meisten Wärmepumpen je Einwohner, die für die Wärmeversorgung von 60 % aller Haushalte sorgen. Ölheizungen sind seit 2020 verboten.

#### Verkehr
Norwegen hat die höchste Dichte an Elektroautos je Einwohner. Batterieelektrische Fahrzeuge hatten 2022 einen Anteil von 79,3 % an den Neuzulassungen (2021: 64 %), gefördert durch zahlreiche staatliche Vergünstigungen. Weitere 8,5 % waren Plug-in-Hybride (2021: 22 %). Ab 2025 soll die Neuzulassung von Autos mit Verbrennungsmotor verhindert werden, wobei eher auf Anreize als auf ein striktes Verbot gesetzt werden soll. Auch zahlreiche Fährverbindungen innerhalb Norwegens sind bereits elektrifiziert. Bis 2028 soll der öffentliche Nahverkehr emissionsfrei sein.

### Oman
Oman erzeugt Stand 2022 noch fast seinen gesamten Strom aus im Land gefördertem Erdgas (siehe auch die Liste von Kraftwerken in Oman). Der einzige andere relevante Energieträger ist ebenfalls im Inland gefördertes Erdöl. Ca. 70 % des in Oman geförderten Erdgases werden im Land verbraucht. Die nachgewiesenen Gasreserven des Oman decken den aktuellen Verbrauch noch für etwa 30 Jahre.
Die Oman Vision 2040 steckt gegenüber der aktuell fast vollständig fossilen Energieerzeugung Ziele für eine schrittweise Energiewende ab: Bis 2030 sollen 20 % des Endenergieverbrauchs mit erneuerbarer Energie bestritten werden, bis 2040 35 bis 39 %. Der Strombedarf soll bis 2025 zu 16 % und bis 2030 zu 30 % aus erneuerbaren Energien gedeckt werden.
Nachdem Oman 2021 nur über einen Windpark mit 50 MW installierter Leistung und 138 MW an installierter Solarleistung verfügte, ging 2022 mit Ibri 2 ein erstes Photovoltaik-Großkraftwerk mit 500 MW installierter Leistung ans Netz. Bis 2027 sollen weitere 2,1 GW an Photovoltaik und 560 MW an Wind zugebaut werden. Es gibt Pläne für den Bau großer Kapazitäten zur Erzeugung von grünem Wasserstoff und grünem Ammoniak.

### Österreich

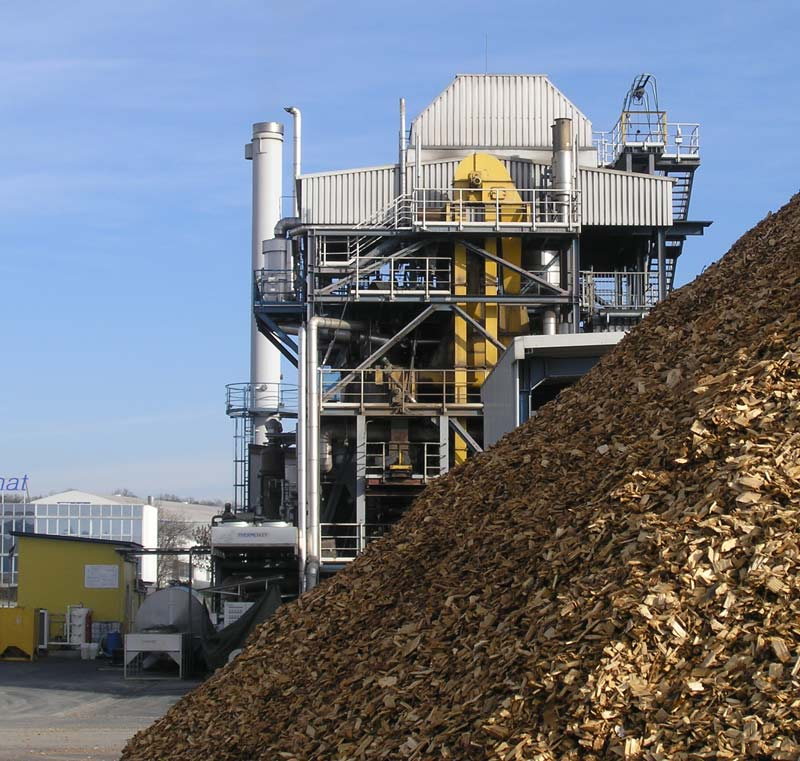
Holzvergasungsanlage zur Deckung des Wärme- und Strombedarfs in Güssing

#### Gesamtenergiebedarf
Der Anteil der erneuerbaren Energien am Bruttoendenergieverbrauch von Österreich lag im Jahr 2018 bei 33,4 %, im Stromsektor lag ihr Anteil bei 77 % der Inlandsproduktion. Der Gesamtenergieverbrauch wurde 2022 gedeckt durch 35,0 % Öl, 21,3 % Gas, 19,6 % Biomasse und Müll, 9,2 % Wasserkraft, 7,5 % Kohle und 2,9 % Wind und Solar.
Nach EU-Vorgaben sollte der Anteil erneuerbarer Energien am Gesamtenergieverbrauch in Österreich bis 2020 auf 35 % zulegen. Der tatsächliche Ökostromanteil nahm in Österreich jedoch stetig ab. Auch wenn die Stromerzeugung durch Ökostromanlagen laufend wuchs (von 37 TWh 1997 auf 45,4 TWh 2010) sank der relative Anteil der Ökostromanlagen am Gesamtstromverbrauch (von 66 % 1997 auf 61 % 2010). Die von der EU in der Richtlinie 2001/77/EG für Österreich vorgeschriebenen Ziele für den Anteil an erneuerbaren Energien am (Brutto-)Stromverbrauch von 78,1 % für 2010 wurden somit deutlich verfehlt. Österreich drohte daher ein Vertragsverletzungsverfahren, welches am 20. November 2013 eingeleitet wurde.

#### Energie- und Klimapolitik
Österreich hat sich in seiner Klima- und Energiestrategie auf eine Reduktion der Treibhausgase um 46 Prozent bis 2030 im Vergleich zum Jahr 2005 verpflichtet. 2017 einigte sich die österreichische Regierung darauf, den Stromsektor bis 2030 auf 100 % erneuerbare Energien umzustellen; ein Ziel das Österreich bereits bei der UN-Klimakonferenz in Paris 2015 zugesagt hatte. Bis 2040 soll der Ausstoß klimaschädlicher Treibhausgase vollständig gestoppt und die Klimaneutralität erreicht werden.

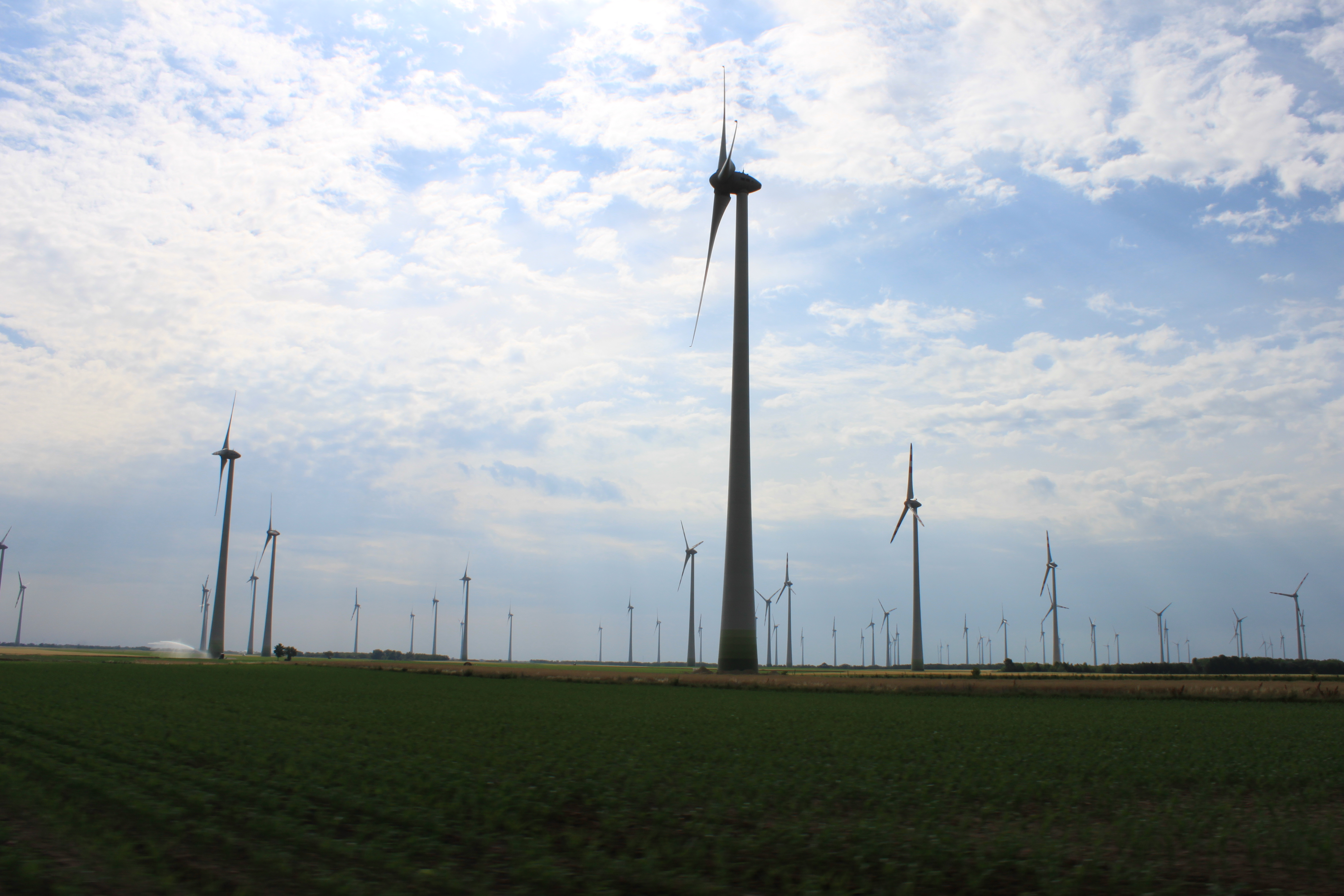
Windpark Andau/Halbturn im Burgenland

#### Strom
Die Stromerzeugung in Österreich ist traditionell auf Grund der geographischen Gegebenheiten stark geprägt durch erneuerbare Energien, insbesondere Wasserkraft.
2021 stammten ca. 78 % des in Österreich erzeugten Stroms aus erneuerbaren Energien, davon 60,2 % aus Wasserkraft, 9,8 % aus Wind, 6,1 % aus Biomasse und 1,9 % aus Solarenergie. Gas trug 16,4 % bei, andere fossile Energieträger 5,6 %. Etwa 27 % des verbrauchten Stroms wurde jedoch aus dem Ausland importiert.
Ende 2023 war in Österreich eine Photovoltaikleistung von 5,20 GW installiert (2021: 2,8 GW, 2022: 3,79 GW). Bis 2030 sollen 13 GW erreicht werden. Im Osten Österreichs wird die Windenergie stark ausgebaut. Ende 2023 waren insgesamt 1.426 Windkraftanlagen mit einer Gesamtleistung von 3.885 MW in Betrieb. Das Regelarbeitsvermögen der Windkraftanlagen lag 2017 bei mehr als 7 TWh, was etwa 11 % des österreichischen Strombedarfs entspricht. Der meisten dieser Anlagen stehen in Niederösterreich (Ende 2023: 2081,7 MW); für weitere Details wie die Verteilung der Anlagen siehe auch den Abschnitt im Artikel Windenergie.
Ende 2021 waren in Österreich 3.107 Wasserkraftwerke mit einer installierten Gesamtleistung von rd. 14,7 GW in Betrieb, davon 2.992 Laufkraftwerke und 115 Speicherkraftwerke. Durch schwankende Erzeugungsbedingungen deckte Wasserkraft zwischen 2005 und 2020 zwischen 55 % und 67 % der österreichischen Stromerzeugung.
Auf Grund des Atomsperrgesetzes sind in Österreich keine Kernkraftwerke in Betrieb.

#### Wärme
Die Nutzung von Wärmepumpen hat sich in Österreich zwischen 2005 und 2020 verfünffacht und 2020 waren über 300.000 Anlagen in Betrieb. 2022 stieg die Zahl um 61.600 (49.000 Heizungswärmepumpen und 11.150 Brauchwasserwärmepumpen), so dass Ende 2022 insgesamt 441.000 Wärmepumpen im Einsatz waren.

### Pakistan
Im Jahr 2023 wurden in Pakistan noch 58,7 % des elektrischen Stroms aus fossilen Brennstoffen produziert: 18 % aus Kohle, 34,1 % aus Gas und 6,6 % aus anderen fossilen Quellen. Wasserkraft trug 24 %bei, Kernenergie 13,9 %, Wind- und Sonnenenergie zusammen 2,7 %. 2024 kam es zu einem plötzlichen und massiven Anstieg der installierten Photovoltaikleistung.
Basierend auf Daten aus der VR China zum Export von Solarmodulen wurde im November 2024 für das Jahr 2024 ein Anstieg um 17 GW bzw. um 15 bis 20 GW erwartet.
In einer neueren Auswertung wurde die im Jahr 2024 installierte Photovoltaikleistung mit 22 GW angegeben, davon ein beträchtlicher Anteil von privater Hand finanziert und ausgeführt.

### Palau
Der Inselstaat Palau erzeugte 2022 einen Großteil seines Stroms mit Dieselgeneratoren und verbrannte dazu jährlich über 20 Mio. Liter an Diesel. Stand 2020 deckte Photovoltaik 2,5 % des Strombedarfs, bis Mitte 2022 waren es 4 % und bis Mitte 2023 waren es 6 %. Palau möchte bis 2050 100 % des im Land erzeugten Stroms aus erneuerbaren Quellen beziehen. Im Sommer 2023 wurde ein Solarpark mit einer Photovoltaikleistung von 15,3 MW in Betrieb genommen, wodurch der Solaranteil am erzeugten elektrischen Strom auf 20 bis 25 % anstieg. Der lokale Energieversorger gibt an, 2024 sei ein Solarstromanteil von 30 % erreicht worden.

### Paraguay
Die Energieversorgung in Paraguay war 2019 geprägt von Wasserkraft (41 %) und Bioenergie (36,8 %), zusammen 77,8 %.
Strom wurde zu 99,5 % mit Wasserkraft erzeugt. Paraguay hatte im Jahr 2020 eine installierte Leistung von 8.832 MW an erneuerbaren Energien. Davon lieferten die Wasserkraftwerke Itaipú, Yacyretá und Acaray 7.000 MW (79,1 %), 1.600 MW (18,1 %) bzw. 210 MW (2,26 %), zusammen also 8.810 MW (99,5 %). Die Stromproduktion aus Biomasse hatte mit 22 MW einen Anteil von 0,25 %. Einen etwa gleichkleinen Anteil hatten Wärmekraftwerke mit 26 MW. Die in Paraguay produzierte elektrische Energie wurde in den Jahren von 2001 bis 2018 etwa verdreifacht, von 6 TWh auf 17 TWh. Der Endenergieverbrauch im Stromsektor stieg während dieser Zeit (bis 2019) von 4,5 TWh auf 12,8 TWh. Paraguay exportiert Strom nach Brasilien und Argentinien.
Trotz des dominierenden Anteils an erneuerbaren Energiequellen steigen die Treibhausgasemissionen des Landes wegen des Einsatzes von fossilen Kraftstoffen im Verkehrssektor. In den Jahren 2010 bis 2019 stieg der Import an Erdöl jährlich durchschnittlich um 5,1 %. Die Nationale Energiepolitik für die Jahre bis 2040 (Dekret Nr. 6092 aus dem Jahr 2016) ist deshalb gerichtet auf eine Diversifizierung der Nutzung erneuerbarer Energiequellen, einschließlich der Nutzung von Wind-, Sonnen-, und Bioenergie sowie Geothermie, der Elektromobilität und der Wasserstoffwirtschaft sowie die Verbesserung der Energieeffizienz.

### Philippinen
Die Philippinen erzeugten Stand 2020 ihren Strom vorrangig durch fossile Energien, namentlich Kohle (47 %), Erdgas (22 %) und Erdölprodukte (6,2 %). Erneuerbare Energien deckten 24 % des Strombedarfs. Die installierte Kapazität an erneuerbaren Energien betrug im Jahr 2021 für Wasserkraft 3.049 MW, für Windenergie 443 MW und für Solarenergie 1.370 MW. Geothermie lag bei 1.928 MW. Das Potenzial für Offshore-Wind wird auf 178 GW geschätzt. Davon liegen 90 Prozent in Wassertiefen von über 50 Metern und könnten nur über schwimmende Windparks erschlossen werden. Im Oktober 2022 wurden Aufträge zu Entwicklung von Offshore-Windprojekten mit einem Gesamtvolumen von ca. 30 GW erteilt.
Der Strombedarf steigt schnell an und die lokalen Erdgasvorkommen nähern sich der Erschöpfung. Zum Ersatz des bis 2027 versiegenden Malampaya-Gasfelds sollen ab 2023 mehrere Terminals für Flüssigerdgas in Betrieb gehen.
Im Jahr 2011 hatten die Philippinen sich zum Ziel gesetzt, bis 2030 ca. 50 % des Stroms aus erneuerbaren Quellen zu beziehen. Bis dahin sollen mehr als 15 GW an erneuerbarer Kapazität installiert sein.

### Polen

Anteil der Energieerzeugung aus Quellen mit geringer CO₂-Intensität

In Polen dominiert Kohle weiterhin den Elektrizitätssektor, allerdings mit stark abnehmender Tendenz. Der Anteil von Stein- und Braunkohle an der Stromerzeugung lag im Jahr 1990 noch bei 97 %, und sank bis 2017 auf 78 %, gefolgt von erneuerbaren Energien (14 %, davon Windkraft 9 %), Gas und andere (8 %). 2020 sank der Anteil von Kohle auf 70 %. Polen produzierte dennoch so viel Kohlestrom wie alle anderen Mitgliedsländer der EU – Deutschland ausgenommen – zusammen. Kohle ist zudem auch die größte Quelle für polnische Treibhausgasemissionen (64 %). Nach dem Energieplan Polens bis 2040 (PEP2040) soll der Anteil von Kohle an der Stromerzeugung bis 2030 auf maximal 56 % reduziert und der Anteil der Erneuerbaren von 17 % (2020) auf 32 % erhöht werden.
Der Ausstieg Polens aus der Kohleverstromung ist deshalb der Hauptbeitrag zum Klimaschutz und zur Energiewende. Drei große polnische Gewerkschaften hatten von der polnischen Regierung gefordert, bei der UN-Klimakonferenz in Katowice 2018 den Schwerpunkt auf „Klimaneutralität“ statt auf „Dekarbonisierung“ zu legen. Sie forderten neben der Emissionsreduzierung in gleichem Maße für Klimaneutralität durch CO2-Absorption durch Böden, Wälder und Moore zu sorgen.
Polnische Kohle ist jedoch im Vergleich zu importierter Kohle nicht wettbewerbsfähig. Die Wirtschaftlichkeit der polnischen Kohlekraftwerke, die zu den ältesten in Europa zählen, wird zudem durch die Zertifikatspreise des europäischen Emissionshandels gefährdet. Die polnische Regierung vereinbarte Ende September 2020 mit Bergarbeitergewerkschaften, bis zum Jahr 2049 alle Kohlebergwerke Polens zu schließen.
Der bis 2016 starke Ausbau der Onshore-Windenergie war mit der Einführung von strengen Abstandsregeln zur Wohnbebauung (10H-Regelung) stark eingeschränkt worden. Diese Regelung soll 2022 abgeschwächt werden, um den Onshore-Ausbau wieder zu fördern. Im Jahr 2022 trug Wind 11 % der Stromerzeugung im Land bei, Solarenergie 4,5 %. Die installierte Kapazität lag bei 8 GW für Wind und 11 GW Solar. Bis 2030 sollen 5,9 GW an Offshore-Windenergie ans Netz gehen. Die ersten Turbinen in der polnischen Ostsee könnten 2025 Strom ins Netz einspeisen. Bis 2040 sollen insgesamt 18 GW Offshore-Wind in der Ostsee am Netz sein.
Über Kernkraftwerke verfügt Polen bisher nicht. Geplant ist der Bau von sechs Reaktoren, die zwischen 2033 und 2043 ans Netz gehen sollen. Standort für das erste Kraftwerk soll Choczewo nahe der Ostsee ca. 75 km nordwestlich von Danzig sein. Gebaut werden sollen dort drei AP-1000-Reaktoren von Westinghouse. Zwei südkoreanische APR-1400 sollen in Pątnów errichtet werden.

### Portugal
Der ehemals staatliche Energieversorger EDP, ab 1997 schrittweise privatisiert, ist als Marktführer wesentlicher Akteur im Land. Der Umbau des Stromnetzes im Land wird vom teilprivatisierten Betreiber Redes Energéticas Nacionais betrieben. Die inzwischen ebenfalls vollständig privatisierte Galp ist derweil weiterhin das wichtigste portugiesische Unternehmen für fossile Energieträger und Kraftstoffe.

#### Energie- und Klimapolitik
Portugal möchte bis 2050 klimaneutral werden. Bis 2030 soll 80 % des elektrischen Stroms aus erneuerbaren Energien stammen. Dazu soll die Photovoltaik-Kapazität bis 2030 auf bis zu 9,3 GW verfünffacht werden, Windkraft von 5,4 GW auf 9,2 GW ausgebaut. Seit Juni 2019 werden neu zu bauende erneuerbare Kapazitäten per Auktion vergeben.

#### Strom
Portugal deckte in den 1950er Jahren bereits etwa die Hälfte seines Strombedarfs aus Wasserkraft. Im Zuge der wirtschaftlichen Entwicklung sank der Anteil der erneuerbaren Energien in den folgenden Jahrzehnten zunächst stark, bevor er seit den 1990er Jahren und 2000er, besonders aber den 2010er Jahren wieder anstieg, neben der Wasserkraft nun mit zusätzlichen Schwerpunkten auf Windkraft und Photovoltaik. Im Jahr 2022 deckte das Land 60 % seines Elektrizitätsbedarfs aus Erneuerbaren, insbesondere Wind (28,3 %), Wasserkraft (16,2 %), Biomasse (8,5 %) und Solar (6,5 %).
Im Januar 2021 wurde das vorletzte Kohlekraftwerk in Sines vom Netz genommen, das letzte Kohlekraftwerk in Pego ging planmäßig im November 2021 vom Netz. Damit wurde Portugal als viertes Land in Europa frei von Kohleverstromung. Das Land baut nun u. a. seine Photovoltaik stark aus, so dass sich die Stromerzeugung im Land noch weiter hin zu Erneuerbaren verschieben wird. Die installierte Photovoltaikleistung stieg von 2,68 GW Ende 2022 auf 3,90 GW Ende 2023. Am ehemaligen Kohlekraftwerk Sines wird zukünftig Wasserstoff hergestellt, während Pego vorerst auf Gas umgestellt wurde.
Nach einer 2011 errichteten ersten Pilotanlage und einem 2020 ans Netz gegangenen ersten kleinen Offshore-Windpark mit 25 MW Leistung (Windfloat Atlantic), plant Portugal im dritten Quartal 2023 eine erste Auktion für schwimmende Offshore-Windparks, die bis 2030 errichtet werden und eine Kapazität von bis zu 10 GW erreichen sollen. Nach einer Schätzung aus dem Jahr 2021 hat das Land ein Potenzial von 14 GW an fest installierten Offshore-Windenergieanlagen und 117 GW für schwimmende Anlagen.

### Rumänien

Entwicklung der jährlichen CO₂-Emissionen

Anteil der Energieerzeugung aus Quellen mit geringer CO₂-Intensität

Fossile Energiequellen mit 29 % Erdöl, 29 % Erdgas und 15 % Kohle haben Stand 2018 dominante Anteile an der Energieproduktion in Rumänien. Mit einem Anteil von 9 % trägt die Kernenergie ebenfalls wesentlich zur Energieversorgung bei. Bei den erneuerbaren Energien dominiert Stand 2018 die Bioenergie (12 %) die Energieerzeugung, gefolgt von Wasserkraft (4 %) sowie Sonnen- und Windenergie (2 %).

#### Energie- und Klimapolitik
Der Nationale Energie- und Klimaplan Rumäniens sieht bis 2030 die Steigerung der erneuerbaren Energien auf 32 % des Endenergieverbrauchs vor. Die Energieeffizienz soll um 32,5 % verbessert werden. Der Primärenergieverbrauch soll bezogen auf das Jahr 2007 bis 2030 um 45,1 % sinken, der Endenergieverbrauch um 40,4 %. Die Stromproduktion mittels Photovoltaik soll von 2020 bis 2030 um 130 % steigen (Zubau von 3.692 MW) und die mittels Windkraftanlagen an Land um 60,7 % (Zubau 2.302 MW). Damit sollen schrittweise Kohlekraftwerke stillgelegt werden. Die auf Braunkohle basierenden Kraftwerke in den Kreisen Hunedoara (Kraftwerk Mintia-Deva) und Gorj (Kraftwerk Rovinari) emittieren etwa 90 % der Treibhausgase, die auf der Kohleverstromung in Rumänien zurückzuführen sind, und 30 % der Treibhausgasemissionen, die durch den Energiesektor und die Industrie bedingt sind. Hiermit sind 18.600 Arbeitsplätze direkt und weitere 10.000 verbunden, so dass der Ausstieg aus der Kohleverstromung in diesen Regionen arbeitsmarktpolitisch herausfordernd ist. Das Kraftwerk Mintia sollte bereits Ende 2021 abgeschaltet werden, weil es ab 2022 keine Umweltgenehmigung mehr hat. Ein vollständiger Kohleausstieg ist für 2032 geplant. Geplant ist neben dem Ausbau erneuerbarer Energien eine Transformation bisheriger Kohlekraftwerke zu GuD-Anlagen. Zudem ist ein Ausbau bei der Kernenergie in Rumänien geplant. Geplant sind eine Erneuerung eines der zwei bestehenden Blocks des einzigen rumänischen Kernkraftwerks und eine Erweiterung um zwei weitere Blöcke.

#### Strom
Stand Ende 2021 verfügte Rumänien über 6,5 GW Wasserkraft, 3 GW Onshore-Wind und 1,4 GW Solarenergie. Offshore-Windenergieanlagen werden in Rumänien Ende 2024 nicht betrieben. Die Weltbank schätzt das technische Potenzial im rumänischen Teil des Schwarzen Meeres auf 76 GW (22 GW am Boden fixiert, 54 GW schwimmend).

### Russland

Entwicklung der jährlichen CO₂-Emissionen

Fossile Energien und Kernenergie sind für die Russische Föderation von größter wirtschaftlicher und politischer Bedeutung. Dementsprechend sind Schritte in Richtung Energiewende sehr klein. Russland ist der viertgrößte Emittent von Treibhausgasen, hinter China, den USA und Indien.
Am weltweit größten Erdgasförderunternehmen Gazprom, einem der größten Arbeitgeber des Landes, hält der russische Staat die Mehrheit der Aktien. Das Unternehmen lebt zu einem Großteil von Erdgasexporten nach Europa. Insgesamt ist Russland mit Stand 2020 der weltgrößte Exporteur von Erdgas vor den USA, Katar, Norwegen und Australien. Auch am Ölunternehmen Rosneft hält der russische Staat die Mehrheit. Russland war Stand 2020 insgesamt der drittgrößte Ölproduzent nach Saudi-Arabien und den USA. Die staatliche Behörde Rosatom tritt sowohl in Russland selbst als auch im Ausland als Anbieter von Atomenergie auf und baut Stand 2021 in zahlreichen Ländern neue Kernkraftwerke.

#### Gesamtenergiebedarf
Fossile Energiequellen haben Stand 2018 dominanten Anteil an der Energieproduktion in Russland, wobei 54 % auf Erdgas, 20 % auf Erdöl und 16 % auf Kohle entfallen, gefolgt von 7 % Kernenergie. Die verbleibenden 3 % werden durch Wasserkraft (2 %) und Bioenergie (1 %) bereitgestellt. Erneuerbare Energien wie Wind- und Sonnenenergie sind von marginaler Bedeutung (0,02 %).

#### Energie- und Klimapolitik
Anfang April 2020 hat Russlands Regierung die „Energiestrategie bis 2035“ verkündet. Bevorzugt werden weiterhin die fossilen Energierohstoffe Kohle, Erdöl und Erdgas. Fossile Energieträger sollen nach diesem Konzept bis 2035 einen Anteil von über 92 % an der Primärenergieerzeugung behalten. Die „Energiestrategie bis 2035“ sieht den Ausbau der Kernkraft vor. Das Potenzial der Stromerzeugung mit großen Wasserkraftwerken ist aufgrund natürlichen Gegebenheiten weitgehend ausgeschöpft. Zahlenmäßig erfasst werden unter den erneuerbaren Energien „sonstige Naturstoffe“, also Biomasse (Holzpellets) und kommunaler Müll sowie landwirtschaftliche und industrielle organische Abfälle, deren Aufkommen die Energiestrategie mit rund einem Prozent der gesamten Energieerzeugung als konstant bleibend darstellt. Für die künftige Entwicklung von Sonnen- und Windenergie, kleiner Wasserkraft, Erdwärme und Gezeitenenergie gibt es in der „Energiestrategie bis 2035“ keine zahlenmäßigen Angaben. Einen Beitrag zum Kampf gegen den Klimawandel sollen und können diese Energieformen nach der in der Energiestrategie vertretenen Auffassung nicht leisten. Am 23. März 2020 publizierte das Ministerium für wirtschaftliche Entwicklung den Entwurf einer „Strategie der langfristigen Entwicklung der Russischen Föderation mit niedrigem Niveau der Treibhausgase bis 2050“. Es wird darin festgestellt, dass das Potential der nichttraditionellen erneuerbaren Energien (Photovoltaik, Windenergie …) das Fünffache der gegenwärtigen Stromerzeugung beträgt. Gemäß dem Basisszenario der Strategie wird ihr Anteil an der Stromerzeugung allerdings nur auf 1,9 % im Jahr 2030 und 4,4 % im Jahr 2050 prognostiziert.
Bis 2030 will Russland die Emissionen von Treibhausgasen um 25 bis 30 % verglichen zum Niveau von 1990 senken. Tatsächlich liegen die Emissionen mit Stand 2021 bereits je nach Berechnungsart zwischen 30 und 50 % unterhalb des Niveaus von 1990. Hintergrund ist der Einbruch wirtschaftlicher Aktivität nach dem Zusammenbruch der Sowjetunion. Kohlenstoffneutralität soll bis 2060 erreicht werden. Russland plant nach einem im August 2021 veröffentlichten Konzept, 20 % des globalen Wasserstoffmarktes zu bedienen, wobei insbesondere die Produktion von blauem Wasserstoff aus Erdgas unter Abscheidung des CO2 wettbewerbsfähig sein könnte.

#### Strom
2020 stammten 47 % des in Russland erzeugten Stroms auf Erdgas, jeweils 20 % aus Wasserkraft und Kernkraft, insgesamt 13 % aus Kohle und Öl und 0,3 % aus anderen erneuerbaren Energien als Wasserkraft. Zwischen 2013 und 2020 wurden 5,6 GW an erneuerbarer Leistung ausgeschrieben, davon 3,6 GW Wind, 1,8 GW Solar und 200 MW Kleinwasserkraft. Ab 2021 werden weitere 6,7 GW ausgeschrieben, darunter 4,1 GW Wind, 2,4 GW Solar und weitere 200 MW an Kleinwasserkraft. Die Ausschreibungen unterliegen zur Industrieförderung strengen Anforderungen was die einheimische Produktion von Komponenten angeht.

### Saudi-Arabien

Entwicklung der jährlichen CO₂-Emissionen

#### Energiepolitik
Die Regierung von Saudi-Arabien plante Stand 2013 bis 2032 insgesamt 100 Mrd. Dollar an Investitionen in die Solarenergie. Es sollten 41 GW an Photovoltaik installiert werden. Bis 2023 sollten insgesamt 9.500 Megawatt an Wind- und Solarparks installiert werden. So sollten zehn Prozent der installierten Erzeugungskapazitäten aus erneuerbaren Energien bestehen. 2013 verfügte das Land lediglich über 16 MW an Photovoltaik. Eine erste Windkraftanlage wurde Anfang 2017 errichtet.
Im März 2018 wurden von dem Unternehmen Softbank und dem saudi-arabischen Kronprinzen Mohammed bin Salman noch deutlich umfangreichere Ausbaupläne für die Photovoltaik vorgestellt. Demnach soll in Saudi-Arabien bis 2030 ein Solarpark entstehen, der nach und nach auf eine Leistung von 200 GW ausgebaut wird. Die Investitionssumme für das Projekt wurde mit ca. 200 Mrd. Dollar angegeben. Gegenüber dem gegenwärtigen, aus Öl und Gas bestehenden Strommix Saudi-Arabiens, soll der Solarstrom etwa 40 Mrd. Dollar an Stromkosten einsparen. Das Projekt wurde im September 2018 abgebrochen.
Im Januar 2021 erklärte Energieminister Prinz Abdulaziz bin Salman Al Saud, dass sich das Land verpflichtet, kohlenstoffneutral zu werden, und dass es bis 2030 50 % seines Stroms aus erneuerbaren Energien und die restlichen 50 % aus Erdgas erzeugen will.

#### Strom
Saudi-Arabien hat im Stromsektor bisher in erster Linie durch die Substitution von Öl durch Gas die CO2-Emissionen verringert. Die Stromerzeugung von Gaskraftwerken hat sich in den vergangenen zehn Jahren auf über 200 Terawattstunden (TWh) im Jahr 2020 verdoppelt, während die ölbefeuerte Stromerzeugung von einem Höchststand von 183,7 TWh im Jahr 2015 um 28 Prozent auf 132,8 TWh im Jahr 2020 gesunken ist. Dennoch ist Saudi-Arabien das Land mit dem weltweit höchsten Anteil von Öl an der Stromerzeugung.
Im Jahr 2020 erzeugte Saudi-Arabien nur 0,3 % seiner Elektrizität durch erneuerbare Energien. Ende 2020 verfügte Saudi-Arabien über 412 MW an installierter erneuerbarer Leistung, davon 409 MW an Solarenergie. Im Jahr 2021 kamen 400 MW dazu, die der Windpark Dumar al-Jandal produziert. Im Jahr 2023 erzeugte Saudi-Arabien 1,36 % des Stroms durch Erneuerbare.
Saudi-Arabien hat weiterhin ambitionierte Ausbaupläne: Bis 2030 soll der Anteil erneuerbarer Energien an der Stromerzeugung auf 50 % steigen. Bis 2024 sollen dazu insgesamt 27,3 GW an erneuerbarer Kapazität installiert werden, bis 2030 von 58,7 GW. Die Windenergie soll bis 2025 auf 10 GW ausgebaut werden. Das Land verfügt zudem über erhebliches Potenzial für Offshore-Wind (bis zu 28 GW festinstalliert, bis zu 78 Gigawatt schwimmend). Ziel des Ausbaus erneuerbarer Energien ist insbesondere die Einsparung fossiler Brennstoffe, die für den Export zur Verfügung stehen, wenn sie nicht lokal zur Verstromung benötigt werden.
Stand 2022 verfügte Saudi-Arabien entgegen bereits 2013 verkündeter Ausbaupläne über keine Kernkraftwerke. Im Mai 2022 fragte das Land bei Südkorea, Frankreich, China und Russland Angebote für den Bau von zwei Kernreaktoren mit einer Stromerzeugungskapazität von jeweils 1,4 GW an.
Der Stromverbrauch je Einwohner lag 2021 bei 9,9 MWh pro Jahr, etwa dem Dreifachen des weltweiten Durchschnitts von 3,6 MWh.

#### Verkehr
Im April 2022 unterzeichnete Saudi-Arabien eine Vereinbarung mit Lucid Motors für den Kauf von 50.000 bis 100.000 Elektrofahrzeugen über zehn Jahre. Lucid wurde ausgewählt, weil das Unternehmen in Saudi-Arabien eine Fahrzeugfabrik eröffnet, die jährlich bis zu 150.000 Elektroautos fertigen soll. Bis 2030 sollen 30 % der Fahrzeuge in der Hauptstadt Riad elektrisch angetrieben sein.

### Serbien
Die Stromerzeugung in Serbien erfolgt in erster Linie durch die Verbrennung von Kohle (2021: 64,2 %) und Wasserkraft (2021: 29,7 %). Windenergie trägt mit einer installierten Leistung von 0,4 GW ca. 2,4 % bei, Solarenergie spielt bisher keine Rolle. Bis 2024 sollen mehr als 8 GW zugebaut werden, die dann 20 % des im Land verbrauchten Stroms erzeugen könnten. Serbien hat erklärt, bis 2050 klimaneutral werden zu wollen. Für die Förderung des Ausbaus erneuerbarer Energien setzt Serbien auf Differenzverträge.

### Schweden
Schweden wird regelmäßig als Vorreiter der Energiewende gehandelt.

#### Energie- und Klimapolitik

Entwicklung der jährlichen CO₂-Emissionen

Im Juni 2016 einigten sich die regierenden Sozialdemokraten und Grünen mit den Oppositionsparteien der Christdemokraten, der Moderaten und der Zentrumspartei auf den Ausbau der erneuerbaren Energien auf 100 % bis 2040.
Im Energieabkommen von 2016 einigten sich Regierung und Opposition darauf, dass die Stromproduktion bis 2040 zu 100 Prozent fossilfrei sein sollte, dass 4 der 10 Kernreaktoren bis 2020 abgeschaltet würden und dass man den Rest des Atomkraftausstiegs dem Markt überlassen wolle. Die 2022 ins Amt gekommene schwedische Regierung spricht sich für ein Wiederanfahren von zwei in den Jahren 2019 und 2020 stillgelegten Reaktoren und den Bau weiterer Kernkraftwerke aus. Im Juni 2023 änderte Schweden seine energiepolitische Zielsetzung von „100 Prozent erneuerbar“ zu „100 % fossilfrei“, um den Weg für neue Kraftwerke frei zu machen.

#### Strom
Der schwedische Strommix ist der am wenigsten CO2-intensive in der EU. 2017 deckte Schweden 58 % seines Strombedarfs aus erneuerbaren Energiequellen, in erster Linie Wasserkraft. Die Kernenergie trug 2020 noch 29,8 % zur Gesamtstromerzeugung in Schweden bei. Stand 2022 sind keine weiteren Kernkraftwerke im Bau. Die schwedische Energie- und Klimaministerin erklärte allerdings im August 2023, es müssten bis 2045 mindestens zehn neue Reaktoren ans Netz gehen, um den steigenden Strombedarf zu decken.
Im April 2020 wurde das letzte schwedische Kohlekraftwerk stillgelegt, zwei Jahre früher als geplant.
Ende 2024 lag die gesamte installierte Windkapazität bei 17,20 GW und Wind lieferte 2024 etwa 31 % des schwedischen Strombedarfs. Für die historischen Daten dazu siehe im Artikel Windenergie in Schweden. Offshore-Windkraft spielt bisher nur eine kleine Rolle mit Stand 2024 nur 192 MW an installierter Leistung. Weitere 15 GW befinden sich im Genehmigungsprozess. Die schwedische Regierung beabsichtigte Stand Februar 2022, Gebiete für Offshore-Windkraft zu identifizieren, mit denen jährlich 120 TWh, also rechnerisch annähernd der gesamte Strombedarf des Landes gedeckt werden könnte. Der Bau von Offshore-Windparks in Küstennähe stößt jedoch auf erheblichen Widerstand bei örtlichen Kommunen.
Es wird erwartet, dass der schwedische Strombedarf von Stand 2020 134 TWh/Jahr sich im Rahmen des Ausstiegs aus fossilen Brennstoffen bis 2045 verdoppelt.

### Schweiz
Aufgrund des hohen Wasserkraftanteils ist die Stromproduktion in der Schweiz bereits vergleichsweise nachhaltig. Da der Stromverbrauch aber nur 24 % des Gesamtenergieverbrauchs ausmacht, sind Mobilität/Logistik und Wärmeproduktion sehr viel relevanter für die Bilanz der Nachhaltigkeit, da die entsprechende Nachfrage primär durch fossile Brennstoffe befriedigt wird.
Der Schweizer Finanzplatz investiert insgesamt viermal mehr Mittel in Firmen, die Strom aus fossilen Quellen erzeugen, als in Produzenten von erneuerbarem Strom (Stand 2020).

#### Energiepolitik
Am 21. Mai 2017 stimmte die Schweizer Bevölkerung der Energiestrategie 2050 mit 58,2 % Ja-Stimmen zu. Dies hat zur Folge, dass der Bau neuer Atomkraftwerke verboten ist. Des Weiteren sollen erneuerbare Energien und die effizientere Nutzung von Energie gefördert werden (siehe Maßnahmen der Energiestrategie 2050). Ein vom Bundesrat vorgeschlagenes revidiertes CO2-Gesetz, mit dem der Treibhausgas-Ausstoß der Schweiz bis 2030 gegenüber dem Wert von 1990 halbiert werden sollte, wurde am 13. Juni 2021 in einer Volksabstimmung abgelehnt. Seit Oktober 2022 gilt eine Solarpflicht beim Bau neuer Gebäude ab 300 Quadratmetern anrechenbarer Gebäudefläche.

#### Strom
2020 stammte der in der Schweiz verbrauchte Strom zu 76 % aus erneuerbaren Energien, davon 66 % aus Grosswasserkraft und 10 % aus Photovoltaik, Wind, Kleinwasserkraft und Biomasse. 20 % stammten aus Kernenergie und knapp 2 % aus Abfällen und fossilen Energieträgern. Für 2 % des gelieferten Stroms waren Herkunft und Zusammensetzung nicht überprüfbar. Insbesondere im Winter importiert die Schweiz wegen der niedrigeren Erzeugung aus Wasserkraft Strom aus Nachbarländern.
Die Schweiz verfügt Stand 2021 über 3,45 GW an installierter Solar-Kapazität und 15 GW an Wasserkraft. Windenergie spielt bisher keine relevante Rolle.
Stand 2022 sind vier Schweizer Reaktorblöcke am Netz, die mit 3,1 GW an installierter Brutto-Leistung ca. 33 % (Stand 2020) der Schweizer Stromproduktion realisieren. Nach der Nuklearkatastrophe von Fukushima haben Bundesrat und Parlament den Atomausstieg im Grundsatz beschlossen. Das Kernkraftwerk Mühleberg wurde am 20. Dezember 2019 abgeschaltet. Für die übrigen Reaktoren wurden keine verbindlichen Termine zur Abschaltung ausgehandelt. Gemäß Bundesrat sollen die Atomkraftwerke am Netz bleiben, solange sie sicher sind. Für die Energieproduktion aus Kernkraft ist die Schweiz von ausländischen Uran-Zulieferern abhängig, die teilweise beschuldigt werden, große Umweltschäden in den Abbaugebieten zu verursachen.

#### Verkehr
Die Schweiz verfolgt seit 2018 eine Roadmap Elektromobilität. Von 2018 bis 2022 wurde das Ziel verfolgt, den Anteil der Elektroautos und Plug-in-Hybride an den Pkw-Neuzulassungen bis 2022 auf 15 % zu steigern. In den ersten Monaten des Jahres 2022 erreichten Elektroautos einen Anteil von 13,4 %, Plugin-Hybride von 8,2 %. Bis 2025 soll der Anteil der Elektroautos und Plug-in-Hybride an den Neuzulassungen 50 % erreichen.

### Singapur

#### Energie- und Klimapolitik
Als Stadtstaat hat Singapur nur begrenzte Möglichkeiten zur Erzeugung erneuerbarer Energie. Dennoch sollen die Treibhausgasemissionen bis 2030 gegenüber 2005 um 36 % gesenkt werden.

#### Strom
Strom wird in Singapur bisher (Stand 2021) zu 95 % durch mit importiertem Gas betriebene Gaskraftwerke erzeugt. In Singapur selbst erzeugte Solarenergie soll bis 2030 4 % zum Energiemix beitragen. Das entspricht einer Kapazität von ca. 2 GWpeak. Für einen weiteren Ausbau mangelt es an Fläche, hinzu kommen Abschattungen durch andere Gebäude und häufig starke Bewölkung. Wegen niedriger Windgeschwindigkeiten und geringem Tidenhub sind Wind- und Gezeitenenergie keine Option. Singapur plant, bis 2035 30 % seiner erneuerbaren Energie aus anderen Ländern zu beziehen. Angedacht ist insbesondere ein Unterseekabel für den Transport von erneuerbarem Strom aus Nord-Australien (Australia-ASEAN Power Link).

#### Verkehr
Singapur will die Transportemissionen bis 2050 um 80 % senken. Bis 2030 sollten 60.000 Ladepunkte eingerichtet werden und die Hälfte der Bus- und Taxiflotte elektrifiziert sein.

### Slowakei
Fossile Energien mit 24 % Erdgas, 23 % Erdöl und 20 % Kohle haben neben 22 % Kernenergie dominante Anteile an der Energieproduktion in der Slowakei (Stand 2017). Der Anteil erneuerbarer Energien beträgt 11 %. Er soll nach den Plänen der Regierung bis 2030 auf 19 % gesteigert werden.
Die Slowakei muss den größten Teil des Energiebedarfs durch Importe decken. Einheimische Energiequellen sind Kohle und erneuerbare Energien. Auch Kohle wird zu 68 % importiert. Die Energiegewinnung aus einheimischer Kohle ist für das Land ein Verlustgeschäft. Deshalb sollen bereits 2023 alle Kohlekraftwerke stillgelegt werden. Stattdessen soll die Nutzung der Kernenergie verstärkt werden. Beim Neubau von Kernkraftanlagen ist jedoch die Rentabilität problematisch.

#### Strom
Die Slowakei erzeugte 2018 54,7 % ihres Stroms aus Kernenergie aus den zwei Kernkraftwerken Bohunice und Mochovce, gefolgt von fossiler Energie mit 21,7 % und Wasserkraft mit 14,4 %. Ein weiterer Reaktorblock in Mochovce sollte Ende 2022 ans Netz gehen.
Nach den Plänen der Regierung soll bei der Stromproduktion die Kernkraft zunehmend dominieren, gefolgt von Beiträgen aus den erneuerbaren Quellen der Wasserkraft (4.8 TWh/a im Jahr 2030) und Bioenergie (2,5 TWh/a). Photovoltaik und Windkraft sollen nach diesen Plänen auch im Jahr 2030 vergleichsweise geringe, aber besonders bei der Windkraft markant steigende Beiträge leisten (von 530 GWh im Jahr 2019 steigend auf 1.260 GWh im Jahr 2030 bei Photovoltaik und von 5,5 GWh/a steigend auf 1.000 GWh/a bei Windkraft).
Stand 2021 waren 1,6 GW an Wasserkraft und 535 MW an Photovoltaik installiert. Die installierte Photovoltaikleistung stagniert seit 2012. Windkraft spielt mit 3 MW keine relevante Rolle, nachdem der weitere Ausbau seit 2003 gestoppt worden war und erst 2021 wieder freigegeben wurde.

### Slowenien

#### Energie- und Klimapolitik
Slowenien will den Ausstoß von Treibhausgasemissionen bis 2050 um 80 bis 90 Prozent reduzieren.

#### Strom
2021 stammten 36,7 % des in Slowenien verbrauchten Stroms aus Atomkraft, 30,1 % aus Wasserkraft, 25,0 % aus Kohle und 4,1 % aus Erdgas. Solarenergie machte 2,4 % aus, Windenergie spielte praktisch keine Rolle. Slowenien will die Stromerzeugung aus Kohle bis 2033 endgültig einstellen. Erdgas soll als „Übergangstechnologie“ dienen, zeitgleich sollen die Stromerzeugung aus Wasser-, Wind- und Solarenergie ausgebaut werden. Die Photovoltaik-Kapazität soll von 370 MW im Jahr 2022 bis 2030 auf 1.650 Megawatt erhöht werden, die Windkapazität von nur 3,3 MW im Jahr 2020 auf 150 MW im Jahr 2030. Große Energievorhaben werden dadurch erschwert, dass knapp 38 Prozent der Landesfläche von Slowenien unter Naturschutz stehen.
Am Kernkraftwerk Krško soll ein zweiter Block errichtet und die Laufzeit des bestehenden Blocks bis 2043 verlängert werden. Die Investitionsentscheidung soll 2027 fallen.

### Spanien

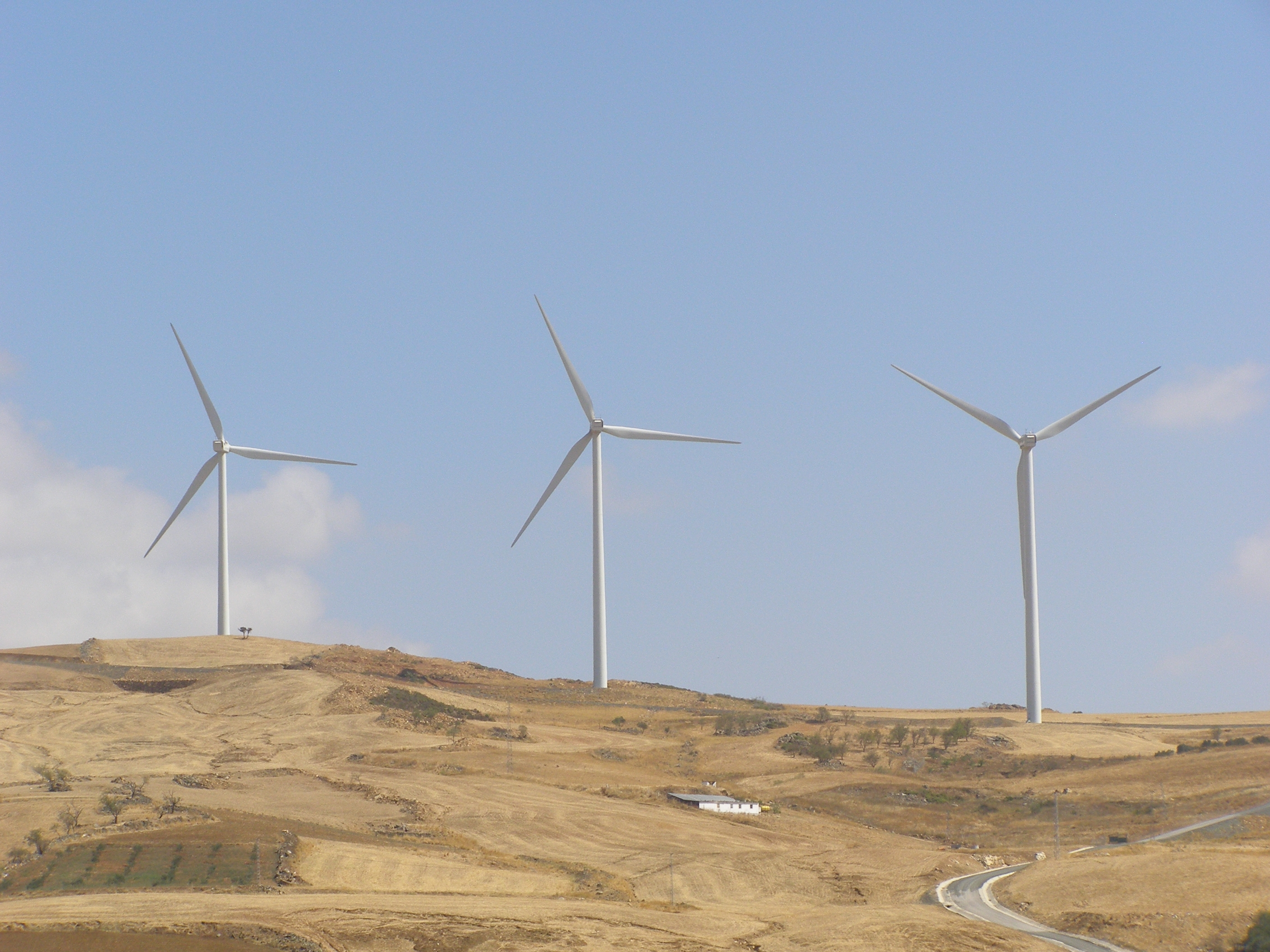
Windpark in Spanien

Entwicklung der jährlichen CO₂-Emissionen

Das spanische Unternehmen Siemens Gamesa gehört zu den weltweit größten Herstellern von Windkraftanlagen. Die Unternehmen Iberdrola, Acciona und EDP Renováveis sind weltweit aktive Unternehmen, die auch weltweit Windparks entwickeln und betreiben.

#### Energie- und Klimapolitik
Mit einem Anteil von 32 % an der Stromerzeugung im Jahr 2012 lag der Anteil der erneuerbaren Energien in Spanien europaweit auf hohem Niveau. Das war vor allem auf die große Bedeutung der Wasserkraft sowie der Windenergie zurückzuführen. Die Wasserkraft (ohne Pumpspeicher) trug mit 7,6 % zur Gesamtstromerzeugung, die Windenergie (41,8 TWh 2011) kam 2012 auf einen Anteil von 18,2 % und lag damit hinter der Kernenergie (22,1 %) und GuD-Kraftwerken (19,3 %) auf dem dritten Platz in der Erzeugungsstatistik. Vergleichsweise geringe Bedeutung hatten dagegen die Erzeugung aus Biomasse (1,8 %) sowie aus Solarenergie (4,3 %), die wiederum in Photovoltaik (3 %) und Solarthermische Kraftwerke (1,3 %) aufgeteilt werden kann.
Die Entwicklung von Windkraftwerken begann in Spanien ab 1992 und beschleunigte sich seit 1997, als staatliche Förderungen eingeführt wurden.
1999 wurde ein Ausbauziel von 9 GW für 2011 beschlossen; dieses Ziel wurde bereits 2005 übertroffen, und Ende 2005 waren 9,5 GW installiert. Im Jahr 2013 war die Windenergie nach vorläufigen Zahlen des Netzbetreibers Red Eléctrica de España der wichtigste spanische Stromproduzent. Mit einem Anteil von 21,1 % lag sie demnach knapp vor der Kernenergie mit 21,0 %, der Kohlekraft mit 14,6 % und der Großwasserkraft (14,4 %). Die geographischen Bedingungen für die Windkraft sind günstig, Widerstände durch die Bevölkerung sind selten, unter anderem auch wegen der geringen Siedlungsdichte. Ende 2012 waren in Spanien Windkraftanlagen mit einer Gesamtleistung von 22,8 GW installiert, womit Spanien hinter China, den USA und Deutschland weltweit auf dem vierten Rang lag.
Die Nutzung der Wasserkraft hat in Spanien wie in vielen Staaten mit entsprechenden Ressourcen eine lange Tradition. Die Photovoltaik, die zuvor ein Nischendasein fristete, erfuhr 2007 einen starken Anstieg, nachdem zuvor von der Regierung Zapatero eine Einspeisevergütung eingeführt worden war, die den Investoren hohe Renditen garantierte. Anschließend wurde die Solarförderung durch ein Moratorium wegen der großen Nachfrage auf eine bestimmte Anzahl von Sonnenstunden pro Jahr und eine Laufzeit von 25 Jahren begrenzt. Ende 2012 führte die konservative Regierung Rajoy eine Stromsteuer auch für Solarenergie ein und kündigte weitere Renditesenkungen an. Laut einem Bericht der EU-Kommission von 2012 sind hierfür jedoch vor allem „exzessive“ Ausgleichszahlungen für bereits abgeschriebene Kernkraftwerke und für die unrentablen spanischen Kohlebergwerke verantwortlich. Zukünftig sollen Betreiber von Erneuerbare-Energien-Anlagen zusätzlich zu den Strommarktpreisen eine zusätzliche Zahlung und eine Investitionszulage erhalten. Damit soll eine „vernünftige Rentabilität“ ermöglicht werden.

Installierte Kapazität erneuerbarer Energien in Spanien ab 2000

Nachdem der Ausbau der erneuerbare Energien unter der Vorgängerregierung zeitweise fast zum Erliegen gekommen war, kündigte die sozialdemokratisch geführte Regierung 2018 an, dass die Stromversorgung in Spanien bis 2050 vollständig auf erneuerbare Energien umgestellt werden soll. Ebenfalls bis 2050 sollen die Treibhausgasemissionen um 90 % reduziert werden, kurze Zeit darauf soll die vollständige Dekarbonisierung der Wirtschaft erreicht werden. Ein Enddatum für den Kohleausstieg und den Atomausstieg wurde nicht verlautbart, jedoch sollen keine neuen Genehmigungen mehr für Projekte zur Förderung fossiler Energieträger erteilt werden. Um die Ziele zu erreichen, sollen im kommenden Jahrzehnt pro Jahr mindestens je 3.000 MW Wind- und Solarenergie installiert werden. Ab 2040 sollen zudem keine neuen Fahrzeuge mit Verbrennungsmotor zugelassen werden. Bereits bis 2030 sollen die Treibhausgasemissionen gegenüber 1990 um 23 % sinken (Stand 2020: knapp 4 %), erneuerbare Energien einen Anteil von 42 % am Gesamtenergiebedarf erreichen (Stand 2020: ca. 20 %), die Energieeffizienz um knapp 40 % verbessert werden und ein Anteil von 74 % an erneuerbarer Energie im Strommix erreicht werden (Stand 2021: 46,3 %).

#### Strom
Für die Entwicklung der Leistung der spanischen Windkraftwerke und ihres Beitrags zur Stromversorgung siehe
2024 deckten die Windkraftwerke mit einer installierten Gesamtleistung von 31,18 GW rund 25 % des spanischen Strombedarfs. Bis 2030 sollen bis zu 3 GW an Offshore-Wind zugebaut werden. Wegen der großen Wassertiefen wird vor allem auf schwimmende Anlagen gesetzt. Die erste Ausschreibung sollte 2023 stattfinden, wurde aber auf 2024 verschoben.
Im Februar 2022 lag die installierte Solarleistung bei 15,2 GW, davon 2,3 GW Solarthermie. Zwischen 2022 und 2025 wird ein Ausbau um mehr als 19 GW erwartet. Die installierte Photovoltaikleistung lag Ende 2022 bei 23,31 GW und Ende 2023 bei 30,61 GW. Bei der aus Sonnenenenergie erhaltenen elektrischen Energie lag Spanien 2023 mit 42,92 TWh nach Deutschland auf Platz zwei in Europa.
Die fünf spanischen Kernreaktoren deckten 2020 etwa 22 % des Strombedarfs. Nach einem Moratorium aus dem Jahr 1983 wurden keine Neubauprojekte mehr gestartet, der letzte Reaktor ging 1988 ans Netz.

#### Verkehr
Am 13. Mai 2021 wurde vom Spanischen Parlament das „Gesetz zum Klimawandel und für die Energiewende“ beschlossen. Danach soll der Verkauf von Autos mit Verbrennungsmotoren soll ab 2040 verboten werden, ab 2050 sollen sie gar nicht mehr in Spanien fahren dürfen.

### Südafrika
Südafrika verfügt Stand 2021 über eine Kapazität von 750 MW an Wasserkraft (0,66 % der Stromproduktion), knapp 3 GW an Windenergie (3,75 % der Stromproduktion) und 6,2 GW Solarenergie (davon 5,7 GW Photovoltaik, 500 MW Solarthermie, insgesamt knapp 3 % der Stromproduktion). Kernenergie trug über 5 % zur Stromproduktion bei, Kohle mehr als 86 %.
Südafrika verfügt über erheblich zu wenig Erzeugungskapazität, um den Strombedarf zu decken. 2022 kam es zu mehr als 2.400 Stunden an Stromausfällen. Zahlreiche Kohlekraftwerke nähern sich zudem dem Ende ihrer Lebenszeit. Gleichzeitig verfügt Südafrika über großes Potenzial für Wind und Solarenergie. Dem Ausbau erneuerbarer Energien stehen jedoch ein Mangel an Kapital und die Interessen der etablierten Kohleindustrie entgegen.

### Südkorea

#### Energie- und Klimapolitik

Entwicklung der jährlichen CO₂-Emissionen

Der südkoreanische Präsident Moon Jae-in kündigte im Juni 2017 an, Südkorea werde innerhalb der nächsten 40 Jahre komplett aus der Atomkraft aussteigen. Darüber hinaus kündigte Moon Jae-in an, zehn Kohlekraftwerke bis 2021 schließen und keine neuen Kohlekraftwerke bauen zu wollen. Der Anteil erneuerbarer Energien am Strommix soll bis 2030 von 6,6 auf 20 % gesteigert werden, gleichzeitig soll der CO2-Ausstoß um 37 % gesenkt werden. Mehr als die Hälfte soll aus Solarenergie stammen (36 GW), ein Drittel aus Windkraft (17 GW). Bei der UN-Klimakonferenz COP26 verpflichtete sich Südkorea im Jahr 2021, bis zum Jahr 2030 seine Treibhausgasemissionen um 40 Prozent gegenüber 2017 zu senken. Bis 2050 soll Südkorea klimaneutral sein.
Der Nachfolger von Moon Jae-in, Yoon Suk-yeol, hat angekündigt, die Entscheidung zum Atomausstieg rückgängig zu machen und den Anteil der Kernkraft am Energiemix bei etwa 30 % halten zu wollen.

#### Strom
Im Jahr 2020 stammte der südkoreanische Strom zu 17,4 % aus Erdgas, zu 36,3 % aus Kohle und zu 27,9 Prozent aus Kernkraft. Erneuerbare Energien kamen auf 6,4 Prozent. Die installierte Leistung an Windkraftanlagen lag Ende 2020 bei 1,52 GW (2018: 1,33 GW; 2019: 1,42 GW), die der Solaranlagen bei 14,5 GW nachdem allein im Jahr 2020 4 Gigawatt zugebaut wurden. Der Ausbau der Windenergie soll in erster Linie offshore stattfinden: Bis 2030 sollen 12 Gigawatt an zusätzlicher Kapazität gebaut werden. Unter anderem wird mit dem 8,2 Gigawatt-Windprojekt Shinan vor der Südwestküste des Landes der weltweit bisher größte Offshore-Windpark geplant. Ein schwimmender Windpark mit einer Leistung von 6 Gigawatt soll vor Ulsan entwickelt werden.
Nach der Fertigstellung zweier APR-1400-Reaktoren am Kernkraftwerk Hanul plant Südkorea den zwei weitere Reaktoren am gleichen Standort. Zwei weitere Reaktoren sind am Kernkraftwerk Kori im Bau.

#### Verkehr
Die Elektromobilität in Südkorea wächst stark: Die Zahl neu zugelassener batterieelektrischer Fahrzeuge hat sich von 2020 zu 2021 mehr als verdoppelt. Der Staat fördert Elektrofahrzeuge mit Kaufprämien und plant, das Ladenetz stark auszubauen. Die Anzahl von Ladestellen für Elektroautos soll stark ausgebaut werden und von etwa 59.000 Stück Mitte 2021 bis zum Jahr 2025 auf 500.000 erhöht werden. Dazu kommen Schnelllader, die ebenfalls stark ausgebaut werden sollen. Südkorea fördert zudem Wasserstoffantriebe mit Kaufprämien und plant, bis 2030 rund 660 Wasserstofftankstellen bereitzustellen.

### Taiwan

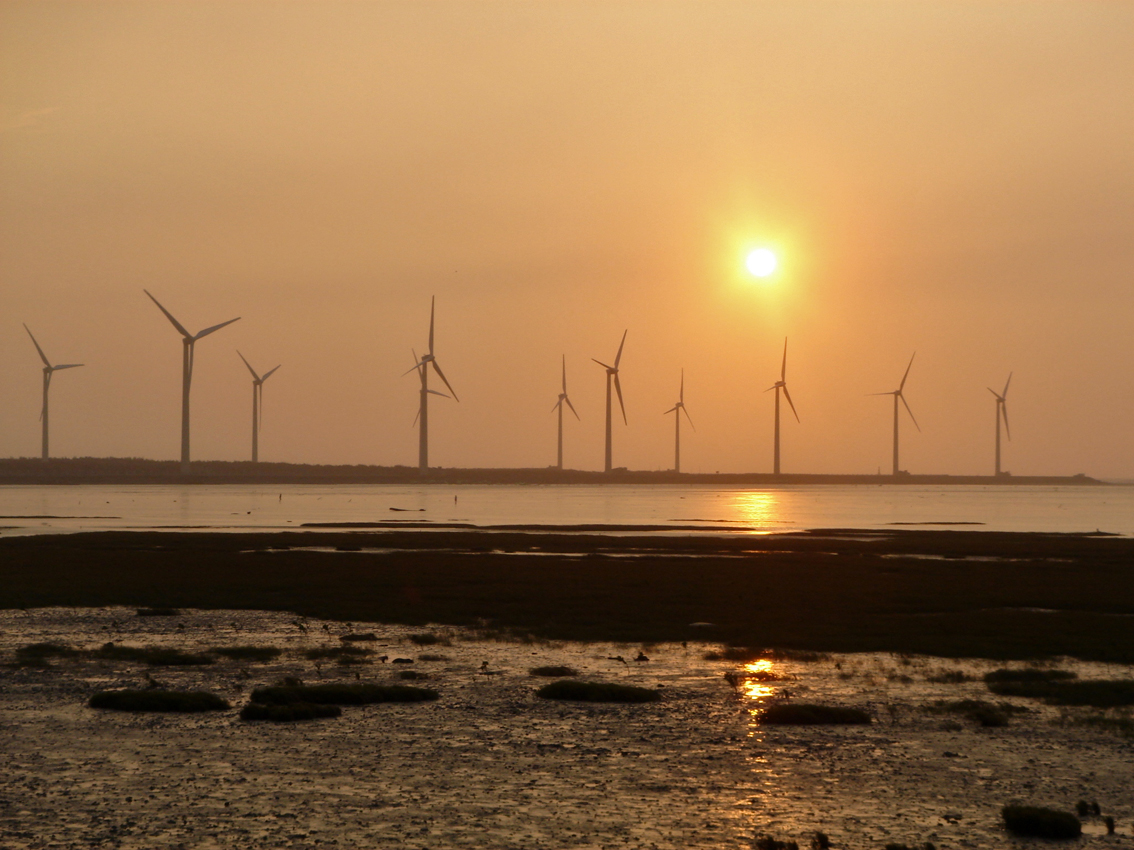
Windkraftanlagen vor Kaohsiung (2009)

#### Energie- und Klimapolitik
Der Anteil erneuerbarer Energien an der gesamten Energieerzeugung Taiwans (der Republik China) war bis vor wenigen Jahren noch gering und lag bei etwa 5 bis 10 Prozent. Die Energieversorgung von Taiwan wurde bisher durch das weitgehend in staatlichem Besitz befindliche Unternehmen Taiwan Power Company („Taipower“) gewährleistet. Seit Ende der 1970er Jahre/Anfang der 1980er Jahre waren auch drei Kernkraftwerke in Betrieb (siehe dazu Kernenergie in Taiwan). Ein weiteres viertes Kernkraftwerk wurde weitgehend fertiggestellt, ist aber bisher nicht in Betrieb gegangen, da in Taiwan seit den 1990ern eine engagierte Anti-Atomkraft-Bewegung herangewachsen ist, deren Proteste und Lobbyismus dies verhindert haben. Insbesondere seit der Nuklearkatastrophe von Fukushima 2011 waren die Kernkraftbefürworter stark in die Defensive geraten. Politiker alle Couleur betonten die Notwendigkeit des Ausbaus regenerativer Energien.
Bei der Parlamentswahl 2016 gewann die kernkraftkritische Demokratische Fortschrittspartei (DPP) die absolute Mandatsmehrheit und zugleich wurde die DPP-Kandidatin Tsai Ing-wen ins Präsidentenamt gewählt. Am 20. Oktober 2016 verabschiedete die taiwanische Regierung einen Plan, nach dem Taiwan bis zum Jahr 2025 vollständig aus der Kernenergierzeugung aussteigen soll. Der Plan sah einen deutlichen Ausbau der Solarstromproduktion bis zum Jahr 2025 auf 20 GW vor. Weitere 3 GW sollten durch Windenergie in Offshore-Windparks erzeugt werden. Stand September 2021 hatte Taiwan das Ausbauziel für Offshore-Windenergie auf 5,7 Gigawatt bis 2025 und 15 Gigawatt bis 2035 erhöht.

#### Strom
Taiwan strebt bis 2025 einen Anteil erneuerbarer Energien an der Stromversorgung von 20 % an, Erdgas (50 %) und Kohle (30 %) sollen den restlichen Bedarf decken.
Wasserkraft lag Ende 2022 bei ca. 2,1 GW installierter Leitung, Wind bei ca. 1,6 GW, davon 0,8 GW an Land, Solarenergie lag bei 9,7 GW. Erneuerbare Energien hatten mit einer Produktion von 17,4 TWh im Jahr 2021 einen Anteil von ca. 7 % an der Stromproduktion. Erneuerbare lagen damit hinter Kernkraft (9,6 %), Erdgas (36,4 %) und Kohle (44,9 %). Der Ausbau erneuerbarer Energien wird durch die Knappheit an verfügbaren Flächen beschränkt. Taiwan plant daher den Aufbau großer Offshore-Windkapazitäten. Ende 2022 waren 745 MW am Netz, was sich bis 2026 vervielfachen soll.
Stand August 2022 sind noch drei Reaktorblöcke mit einer Nettoleistung von ca. 2,8 GW in Betrieb, die aber bis 2025 das Ende ihrer ursprünglich geplanten Lebenszeit erreichen und abgeschaltet werden sollen. Mit der Abschaltung der verbleibenden Reaktoren wird voraussichtlich die Erzeugung von Strom aus LNG zunehmen, was angesichts des angespannten Marktes für LNG zu steigenden Strompreisen führen dürfte.

#### Verkehr
Ein wichtiges Verkehrsmittel in Taiwan sind Motorroller. 2020 waren bei einer Bevölkerung von 23 Mio. fast 14 Mio. Roller zugelassen. Zwischen 2016 und 2020 hat sich die Zahl der verkauften Elektromotorroller jährlich verdoppelt, bis zu einem Marktanteil von 10 %. Der Kauf von Elektromotorrollern wird staatlich gefördert und der größte taiwanesische Hersteller Gogoro betreibt ein Netzwerk von Stationen zum Batterietausch.

### Thailand

#### Gesamtenergieverbrauch
Der Gesamtenergieverbrauch in Thailand stieg zwischen dem Jahr 2000 und 2013 rapide an mit einem durchschnittlichen Wachstum von 4,7 % pro Jahr. Zwischen 2013 und 2019 verlangsamte sich das Wachstum auf etwa 1 %. Stand 2020 werden 39 % des Energieverbrauchs durch Öl gedeckt, 29 % durch Gas, 18 % durch Biomasse und 13 % durch Stein- und Braunkohle.

#### Strom
Bisher ist Thailand in hohem Maße von Energieimporten abhängig. Aus Öl, Gas und Kohle werden mit Stand 2012 über 80 % des Stromes erzeugt. Zusätzlich wurde eine Verdopplung des Strombedarfes bis 2022 erwartet. Die Regierung wollte deshalb den Anteil der erneuerbaren Energien im Stromsektor bis 2021 auf 25 % steigern. Dies sollte unter anderem mit einer Stromeinspeiseverordnung passieren. Im Jahr 2023 lag der Anteil erneuerbarer Energien an der Stromversorgung jedoch nur bei 15,6 %. Bis zum Jahr 2036 soll der Anteil an erneuerbaren Energien nach Plänen aus dem Jahr 2017 bei 30 % liegen.
Das Land besitzt 25 Wasserkraftwerke, jedoch wird der weitere Ausbau von Stauseen von der Bevölkerung abgelehnt. Die Kapazität liegt bei 3,1 GW. Bisher wird die Kernkraft im Land nicht genutzt, es liegen jedoch Pläne für fünf Kernkraftwerke vor. Ende 2020 waren Windkraftwerke mit einer Gesamtleistung von 1,54 GW in Betrieb. Die installierte Photovoltaik-Leistung lag bei knapp 3 GW. Weder Wind- noch Solarenergie wurden seit 2019 nennenswert weiter ausgebaut.

#### Verkehr
Thailand fördert seit 2022 den Kauf und die Herstellung von Elektrofahrzeugen, mit dem Ziel, bis 2030 die Hälfte der inländischen Fahrzeugproduktion auf Elektrofahrzeuge umzustellen. Bangkok plant zudem die Einführung von mehr als 200 elektrisch betriebenen Passagierfähren. Nur im Raum Bangkok gibt es verschiedene elektrifizierte Nahverkehrssysteme. Die Thailändische Staatseisenbahn verbessert und erweitert ihr Eisenbahnnetz, dass jedoch nicht elektrifiziert ist. Hier wurden 2022 moderne dieselelektrischen Lokomotiven angeschafft. Außerdem werden seit August 2022 Akku-betriebene Elektrolokomotiven aus China getestet. Seit 2020 wird an einer Hochgeschwindigkeitsstrecke mit chinesischer Unterstützung gearbeitet. Der erste Streckenabschnitt des Thailand High-speed Rail Project soll 2027 in Betrieb gehen.

### Tschechische Republik
Fossile Energien mit 33 % Kohle, 22 % Erdöl und 17 % Erdgas haben neben 18 % Kernenergie den weitaus größten Anteil an der Energieproduktion in der Tschechischen Republik. Erneuerbare Energien und hier vor allem die Bioenergie haben einen Anteil von 10 % (Jahr 2019). Wasserkraft (0,4 %) sowie Wind- und Sonnenenergie sind bisher von marginaler Bedeutung.

#### Strom
Installiert waren Ende 2021 1,1 GW an Wasserkraft, 339 MW Wind und 2,1 GW Solarenergie. Das Potenzial bis 2030 wird auf 7 GW Photovoltaik und 1,6 GW Wind geschätzt, die Ambitionen der tschechischen Regierung liegen allerdings mit geplanten 4 GW Photovoltaik und 1 GW Wind deutlich niedriger.
Der Nationale Energie- und Klimaplan der Tschechischen Republik sieht bis 2040 die Reduktion der Kohleverstromung um etwa den Faktor drei (von 50 % im Jahr 2016 auf 11 – 21 %) und die Verdopplung der Stromproduktion mittels Kernenergie (von 29 % auf 46 % – 58 %) als auch eine Verdopplung der Stromproduktion aus erneuerbaren Energiequellen (von 13 % auf 18 – 25 %) vor. Bis 2030 soll die Elektrizität aus Photovoltaik etwa verdoppelt (von 2,1 TWh im Jahr 2016 auf 4,2 TWh) und aus Windenergie verdreifacht (von 0,5 TWh im Jahr 2016 auf 1,8 TWh) werden, während das Niveau der Stromproduktion aus Bioenergie erhalten bleiben soll bei Werten um 4,7 TWh und damit als erneuerbare Energiequelle dominant bleiben soll. Zum Vergleich: Der Gesamtverbrauch an Strom in der Tschechischen Republik lag 2020 bei 67 TWh. Im Januar 2022 erklärte die tschechische Regierung, bis 2033 auf Kohle verzichten zu wollen.
Stand 2023 betreibt Tschechien vier Reaktoren des russischen Typs WWER-440 in Dukovany und zwei Reaktoren des russischen Typs WWER-1000 in Temelín. Im März 2022 wurde eine Ausschreibung für einen neuen Reaktor am Kernkraftwerk Dukovany gestartet. Der Bau soll im Jahr 2029 beginnen und 2036 abgeschlossen sein. Im Juli 2024 setzte sich die südkoreanische KEPCO als bevorzugter Bieter für zwei Reaktoren durch.

### Tunesien
97 % des in Tunesien verbrauchten Stroms stammen bisher aus Erdgas. Bis 2030 sollen 30 % des Stroms aus erneuerbaren Quellen stammen. Die Regierung plant eine Erhöhung der installierten Leistung erneuerbarer Energien von 300 MW (Anfang 2017) auf 4.700 MW im Jahr 2025. 3,8 GW davon sollen aus Solarenergie stammen. Ende 2022 waren erst 0,5 GW an erneuerbaren Kapazitäten installiert, davon 66 MW Wasserkraft, 245 MW Wind und 197 MW Solarenergie.
Tunesien und Italien planen mit Elmed ein Unterseekabel zwischen Tunesien und Sizilien mit einer Kapazität von 600 Megawatt. Ziel ist, das nordafrikanische mit dem europäischen Stromnetz zu verbinden, um einerseits den Export von Solarstrom aus Nordafrika in die EU zu ermöglichen, andererseits die Energiesicherheit von Tunesien zu verbessern. Durch das ELMED-Kabel könnten 16 % des tunesischen Energiebedarfs gedeckt werden.

### Türkei

#### Energie- und Klimapolitik

Entwicklung der jährlichen CO₂-Emissionen

Die Türkei möchte bis 2053 treibhausgasneutral sein.

#### Strom
Die Türkei verfügt Stand 2021 über 31,5 GW an installierter Wasserkraft, über 50 % mehr als noch 10 Jahre zuvor. Die installierte Photovoltaik-Leistung lag bei 7,8 GW.
Ende 2024 waren in der Türkei Windkraftanlagen mit einer Gesamtleistung von 13,79 GW installiert. Sie lieferten 11 % des in der Türkei verbrauchten Stroms Frühere Windleistungswerte und Anteile am Strombedarf sind im Artikel Windenergie in der Türkei tabelliert. Nach dem nationalen Energieplan sollen bis 2035 Windenergieanlagen mit einer Leistung von 29,6 GW installiert sein, davon 5 GW Offshore. Die Kapazität für Solarenergie soll 59,9 GW erreichen, 50 GW mehr als 2022.
Im Jahr 2018 wurden in der Türkei mehrere Geothermiekraftwerke in Betrieb genommen, so dass die Gesamtleistung dieser Kraftwerke um 219 MW (der weltweit größte Zuwachs in diesem Jahr) auf 1,3 GW stieg. Stand 2021 verfügt die Türkei mit 1.676 MW.
Mit dem Kernkraftwerk Akkuyu ist das erste türkische Kernkraftwerk im Bau. Das Kraftwerk russischer Bauart soll ca. 10 % des türkischen Strombedarfs decken und ab 2023 in Betrieb genommen werden. Bis 2050 möchte die Türkei insgesamt 20 GW an Nuklearenergie aufbauen.

#### Wärme
In der Türkei werden besonders viele Sonnenkollektoren zur Warmwassererzeugung genutzt.

### Ukraine

#### Strom
Die Ukraine deckt mehr als 50 % ihres Strombedarfs durch vier Kernkraftwerke mit insgesamt 15 Reaktoren und einer installierten elektrischen Leistung von mehr als 13 GW, die 2020 ca. 70 TWh an Strom produziert haben. 2020 stammten ca. 11 % des erzeugten Stroms aus erneuerbaren Energien, aufgeschlüsselt nach 5 % Wasserkraft, 2 % Windenergie und 4 % Solarenergie. Seit März 2022 ist das ukrainische Stromnetz mit dem europäischen Netz synchronisiert. Die Ukraine hat sich zum Ziel gesetzt, bis 2035 25 % ihres Energiemixes mit erneuerbaren Energien zu bestreiten. Stand 2021 verfügte die Ukraine über eine installierte Kapazität von 4,8 GW an Wasserkraft, 1,7 GW an Windenergie und 8 GW an Solarenergie. Die besten Gebiete der Ukraine für den Ausbau erneuerbarer Energien befinden sich im Süden des Landes, der im Rahmen des russischen Überfalls auf die Ukraine im Jahr 2022 stark umkämpft ist.

### Ungarn
Fossile Energiequellen mit 33 % Erdgas, 31 % Erdöl und 8 % Kohle haben neben 17 % Kernenergie dominante Anteile an der Energieproduktion in Ungarn. Erneuerbare Energien und hier vor allem die Bioenergie haben einen Anteil von 11 % (Jahr 2019). Wasserkraft (0,08 %) sowie Wind- und Sonnenenergie sind bisher von marginaler Bedeutung. Das Potenzial zur Energieeinsparung und Effizienzsteigerung wird auf 20 bis 30 % geschätzt.

#### Energie- und Klimapolitik
Der Nationale Energie- und Klimaplan Ungarns sieht bis 2030 die Steigerung der erneuerbaren Energien von 14 % des Gesamtstromverbrauchs (Jahr 2016) auf 20 % vor. Für die Stromproduktion aus erneuerbaren Quellen (mehr als 6.500 GWh/a) soll vorwiegend (70 %) Photovoltaik genutzt werden, wobei die installierte Leistung von 168 MW (Jahr 2015) auf 6.645 MW im Jahr 2030 gesteigert werden soll. Für die Wärmeerzeugung und Kühlung wird vor allem auf Bioenergie (von 375 MW im Jahr 2015 auf 529 MW im Jahr 2030) und in geringem Maße auch auf Geothermie (von Null auf 20 MW) gesetzt. Beim Verkehr wird auf Biokraftstoffe und Elektromobilität auf der Grundlage erneuerbarer und Kernenergie gesetzt.
Ein wichtiges Ziel der ungarischen Energiepolitik ist neben dem Klimaschutz die Verringerung der Abhängigkeit von Importen fossiler Energiequellen.

#### Strom
Im Jahr 2021 wurden 44 % des Stroms vom einzigen ungarischen Kernkraftwerk Paks produziert. Von ehemals elf Kohlekraftwerken ist in Ungarn im Jahr 2020 nur noch eins am Netz (Mátrai Erőmű). Es produzierte 2021 noch 8,4 Prozent des ungarischen Stroms. 2030 ist mit dem Ausbau der Kernenergie der Ausstieg aus der Kohleverstromung geplant. Zwischen 2025 und 2030 ist in Kooperation mit Russland der Bau des Kernkraftwerks Paks 2 mit zwei neuen Blöcken von jeweils 1.200 MW Leistung geplant. Damit soll die Kernenergieproduktion in Ungarn verdoppelt und die Kohleverstromung beendet werden.
Die installierte Kapazität an Photovoltaik stieg von 159 MW im Jahr 2015 bis 2021 auf über 2,1 GW; sie wurde dann von 4,24 GW Ende 2022 auf 5,84 GW Ende 2023 erhöht. Ende 2024 waren es über 7 GW. 2021 trug Solarenergie mehr als 10 % zur Stromproduktion bei, 2023 waren es bereits 18,4 %.
Windenergie liegt seit Jahren stabil bei etwas über 300 MW und trug 2023 ca. 1,8 % zur Stromproduktion bei. Alle aktiven Windkraftwerke wurden vor 2007 genehmigt. Nach einer im September 2016 eingeführten Regel durften Windkraftwerke nicht an Orten errichtet werden, die für Bebauung geeignet sind, oder im Umkreis von 12 km um solche Orte: Die Regelung schloss das gesamte Staatsgebiet von Ungarn aus. Zudem dürften Anlagen nicht mehr als 2 MW Leistung haben und 100 m Höhe nicht überschreiten. Ein Förderregime für Windstrom existiert nur auf dem Papier: Einspeisevergütungen sollen in Ausschreibungen vergeben werden, von denen seit 2010 keine mehr durchgeführt wurde. Zum 1. Januar 2024 wurde der gesetzliche Rahmen für Windenergie reformiert und die Anforderungen für den Bau neuer Anlagen wurden abgesenkt.
Wasserkraft spielt in Ungarn eine untergeordnete Rolle (0,6 % der Stromerzeugung im Jahr 2023).

### Uruguay
Uruguay erzeugt bereits 98 % seines Stroms aus erneuerbaren Quellen, davon etwa die Hälfte Wasserkraft und die andere Hälfte Wind, Biomasse und Solar. Das Land soll bis 2050 kohlenstoffneutral sein und arbeitet Stand 2022 an der Dekarbonisierung des Verkehrs. Diskutiert werden zudem Projekte zur Herstellung von grünem Wasserstoff für den Export.

### Vereinigte Staaten

#### Energie- und Klimapolitik

Entwicklung der jährlichen CO₂-Emissionen

Im Jahr 2016 wurde von der Obama-Administration der Klimaplan 2050 beschlossen, der auf Basis des Jahres 2005 eine CO2-Reduktion um 80 % bis 2050 vorsieht. Erreicht werden soll dieses Ziel durch eine Verringerung des Primärenergieverbrauchs um 20 Prozent, durch eine Stromerzeugung, die zu 55 Prozent auf erneuerbaren Energien basiert, sowie durch die Nutzung der CCS-Technik für Kohlekraftwerke. Nachdem die USA unter Donald Trump noch aus dem Pariser Übereinkommen ausgestiegen waren, trat sie unter Joe Biden an dessen erstem Amtstag wieder ein und soll nun bis 2035 den Stromsektor vollständig dekarbonisieren. Bis 2050 sollen Netto-Null-Emissionen erreicht werden.
Im August 2022 wurde ein Gesetzespaket verabschiedet, mit dem die USA mehr als USD 370 Mrd. in Klima- und Energieprogramme investieren sollen. Mit dem Paket könnten die Treibhausgasemissionen der USA bis Ende des Jahrzehnts um über 40 Prozent gegenüber jenen aus dem Jahr 2005 sinken. Das Paket umfasst Steuererleichterungen für Projekte zur Erzeugung erneuerbarer Energien, Elektrofahrzeuge, wasserstoffbetriebene Fahrzeuge, Tankstellen für alternative Kraftstoffe, Kernenergie, Energieeffizienzmaßnahmen, Biokraftstoffe, die langfristige Bindung von Kohlenstoff und die Erzeugung von grünem Wasserstoff. Die inländische Produktion von Solarzellen, Windturbinen, Batterien und die Verarbeitung wichtiger Mineralien wird gefördert. Enthalten ist zudem ein Maßnahmenpaket zur Verringerung der Methanemissionen bei Erdgasförderung und -transport.
Das Engagement der USA beim Ausbau erneuerbarer Energien ist heterogen von Bundesstaat zu Bundesstaat. Unter den Bundesstaaten möchte Kalifornien eine Vorreiterrolle einnehmen: Hier wurde 2018 beschlossen, dass bis 2045 der Strom zu 100 % aus erneuerbaren Energien geliefert werden muss. Dazu sollen bis 2045 unter anderem 45 GW an schwimmenden Offshore-Windenergieanlagen installiert werden. Einige US-amerikanische Städte, wie Burlington (Vermont), Georgetown (Texas) und Rock Port (Missouri) werden bereits (2019) zu 100 % mit Strom aus erneuerbaren Energien versorgt, die Großstadt Seattle zu über 70 %. Der Anteil erneuerbarer Energien am Gesamtenergieverbrauch der USA lag 2020 bei knapp 5 %.

#### Strom

Installierte Kapazität an Wasserkraft, Onshore-Wind, Solarenergie und Geothermie in den USA

Die Nutzung von Kohle für die Gewinnung elektrischer Energie hatte in den USA in den Jahren 2005 bis 2008 ihr Maximum mit einer jährlichen Erzeugung von rund 2000 TWh aus Kohle; seitdem ist sie drastisch zurückgegangen und lag 2020 bei 774 TWh. Dabei wurde vor allem auf Erdgas umgestellt und der Bedarf nicht weiter erhöht, aber auch erneuerbare Energien genutzt.
Erneuerbare Energien sind die am schnellsten wachsende Energiequelle in den USA. Im Jahr 2020 wurde zum ersten Mal mehr elektrische Energie aus erneuerbaren Energien gewonnen als aus Kohlekraftwerken: Die Erneuerbaren kamen auf einen Anteil von 20 %, Kohle auf 19 %, 40 % kamen aus Erdgas und 20 % aus Kernenergie. Die USA liegen hinsichtlich der Investitionen für erneuerbare Energien auf Rang 3 (17 % der weltweiten Investitionen) nach China (32 %) und Europa (21 %), ebenso hinsichtlich der Kapazität zur Stromproduktion mit erneuerbaren Energien (Stand 2021: USA: 325 GW, nach China mit 1020 GW und Europa mit 511 GW). Bei der geothermalen Stromproduktion sind die USA führend (2,5 GW, 16,7 TWh) ebenso wie bei der Produktion von Biokraftstoffen.
2019 war Windenergie (300 TWh) vor Wasserkraft (274 TWh) erstmals die größte Quelle erneuerbarer Energie. Am schnellsten wächst Stand 2021 die Kapazität für Solarenergie mit 46 Prozent der gesamten neu installierten (Peak-)Leistung im Jahr 2021. Die geschätzte Produktion an Solarstrom lag 2019 107 TWh, im Jahr 2021 bereits bei 163 TWh.
Im März 2022 gab es in den USA nur zwei Offshore-Windparks mit einer Kapazität von insgesamt 41 Megawatt. Bis 2030 ist der Ausbau auf mehr als 30 Gigawatt an Offshore-Kapazität geplant. Bis 2050 stellt die Regierung Biden eine installierte Leistung von 110 GW in Aussicht. Das ökonomisch nutzbare technische Potenzial für Offshore-Windkraft vor den Küsten der USA und in den Great Lakes wird auf 2000 GW Kapazität oder 7.200 TWh jährlicher Erzeugung geschätzt, was annähernd das Doppelte des Stromverbrauchs der USA im Jahr 2016 darstellt. Ein erster großer Offshore-Windpark mit einer Kapazität von mehr als 800 MW (Vinyard Wind 1) sollte 2023 ans Netz gehen.
Die USA sind mit knapp 97 GW installierter Kapazität der weltgrößte Erzeuger von Strom aus Kernenergie. Stand 2024 sind nach der Fertigstellung der Blöcke 3 und 4 am Kernkraftwerk Vogtle keine Reaktoren mehr im Bau. Große Teile des Kraftwerkparks wurden vor 1990 gebaut, so dass der Anteil der Kernenergie am Strommix ohne weitere Neubauten in den nächsten Jahrzehnten stark sinken wird.

### Vereinigte Arabische Emirate
Die Vereinigten Arabischen Emirate haben sich im Jahr 2021 als erster Staat im Nahen Osten das Ziel gesetzt, bis 2050 treibhausgasneutral zu sein.
Im Jahr 2017 hatten sich die VAE noch als Ziel gesetzt, bis 2050 44 % ihres Stroms aus erneuerbaren Energien zu erzeugen, 6 % aus Kernkraft, 12 % aus „sauberer Kohle“ und den Rest aus Erdgas. Die Energieeffizienz sollte bis 2050 um 40 % gesteigert werden. Stand 2020 stammte noch fast der gesamte Strom in den Emiraten aus Gas.
Die VAE wollten nach den im 2020 aktualisierten Nationally Determined Contributions die Kapazität an erneuerbarer Energie und Kernkraft von 2,4 auf 14 GW ausbauen. Es wurde erwartet, dass dieses Ziel übererfüllt wird. Stand 2022 verfügten die Emirate über 3 GW installierter Solarenergie, davon 100 MW Solarthermie und 2,9 GW Photovoltaik. Im November 2023 ging der Solarpark Al Dhafra mit einer Leistung von 2,1 GW in Betrieb. Wind- und Wasserkraft spielten keine Rolle. Stand April 2023 waren am Kernkraftwerk Barakah drei Reaktorblöcke mit zusammen 4 GW Nettoleistung am Netz, ein weiterer Block ist im Bau. Der Standort bietet Platz für vier weitere Blöcke.
Die VAE haben Pläne zur Erzeugung von Wasserstoff für den Export, wobei der für die Elektrolyse nötige Strom auch aus Kernkraftwerken und aus Erdgas bei Abscheidung des CO2 (blauer Wasserstoff) stammen soll.
Das staatliche Unternehmen Masdar investiert weltweit in erneuerbare Energien.

### Vereinigtes Königreich
Energie- und Klimapolitik

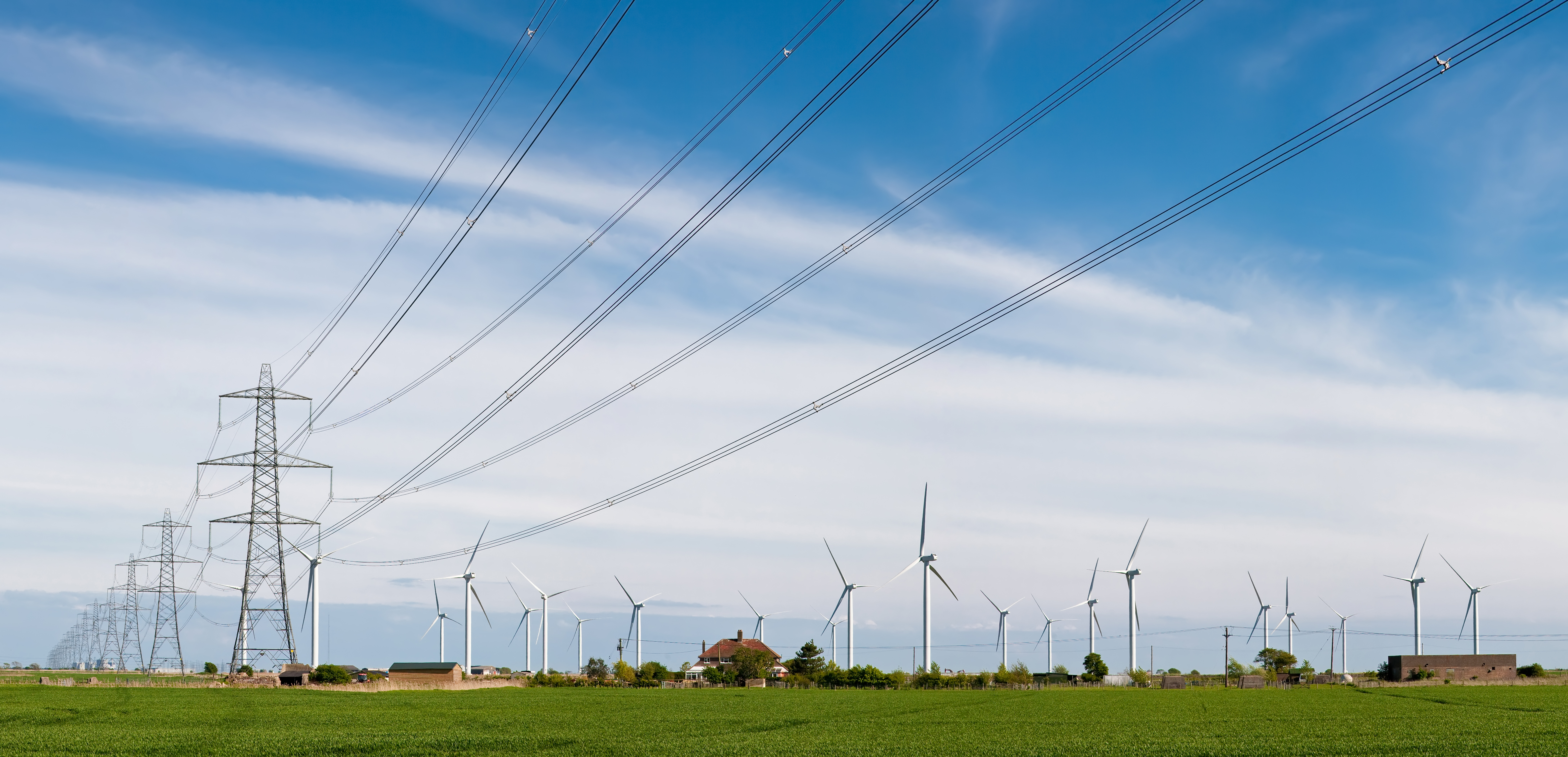
Eine Stromtrasse vor einem Windpark nahe Rye, Ost Sussex, England

Anteil der Energieerzeugung aus Quellen mit geringer CO₂-Intensität

Großbritannien setzte sich 2008 per Gesetz das Ziel, bis 2050 den Kohlenstoffdioxidausstoß gegenüber 1990 um 80 % zu reduzieren. Das Ziel der Reduktion bis 2050 wurde im Jahr 2019 auf 100 % angehoben. Das 2021 beschlossene CO2-Ziel von sieht vor, die Emissionen bis 2035 um 78 % zu verringern. Bis in die 2030er Jahre soll der Elektrizitätssektor dekarbonisiert, d. h. CO2-frei werden. Um die Umstellung zu fördern, wurde 2015 der Mindestpreis für die Produktion von Kohlendioxid auf £18,08/Tonne (20,9 Euro/Tonne) angehoben. Dieser Mindestpreis wird zusätzlich zu den sich aus dem EU-Emissionshandel ergebenden Kosten berechnet und soll unter den aktuellen Marktbedingungen hoch genug sein, um einen Umstieg von emissionsintensiven Kohle- auf emissionsschwächere Gaskraftwerke zu bewirken. Unter anderem aufgrund dieser Regelung sowie der Schließung mehrerer Kohlekraftwerke sank der Anteil der Kohleverstromung am britischen Strommix im Jahr 2016 auf 9,2 %. 2015 waren es noch 22,6 % gewesen. Großbritannien hat seinen Kohlestromanteil von 143 TWh im Jahr 2012 auf 7 TWh im Jahr 2019 reduziert. 2017 war geplant, bis spätestens 2025 gänzlich aus der Kohleverstromung auszusteigen. Nachdem im Frühjahr 2023 zwei Kohlekraftwerke und im September 2023 ein nordirisches Kraftwerk geschlossen wurden, ist in Großbritannien 2024 nur noch ein einziges Kohlekraftwerk in Betrieb. Dieses soll im Oktober 2024 stillgelegt werden.
Nachdem die Förderung der erneuerbaren Energien zunächst auf einer Quotenregelung („Renewables Obligation“) basiert hatte, wobei allerdings die Ausbauziele immer wieder verfehlt wurden, stellte man das Fördersystem auf Einspeisevergütung um. Die mangelnde Versorgungssicherheit sowie der Ausfall existierender Kraftwerkskapazität waren Gegenstand verschiedener Kontroversen. Im Jahr 2020 lag der Anteil Erneuerbarer Energien an der Stromerzeugung bereits bei über 40 %, nachdem er nur zehn Jahre zuvor noch bei 7 % lag.
Großbritannien gibt der Kernenergie einen Anteil an der zukünftigen Energieversorgung. Bis 2050 sollen nach Plänen aus dem April 2022 Reaktoren mit 24 GW elektrischer Leistung am Netz sein und 25 % des Strombedarfs decken.

#### Forschung
Laut 2023 veröffentlichten Forschungen der Universität Oxford wäre es durchaus möglich, den Energiebedarf Großbritanniens 2050 nur mit Hilfe von Wind und Sonne zu decken, wobei angenommen wurde, dass dabei der Elektrizitätsbedarf dann fast zehnmal höher sei als heute.

#### Strom
Für Großbritannien waren Ende 2023 Offshore-Windparks mit einer installierten Gesamtleistung von 14,7 GW im Betrieb (2016: 5,2 GW; 2019: 9,95 GW, 2021: 12,74 GW, 2022: 13,92 GW). Die 10,43 GW im Jahr 2020 waren rund 30 % der weltweit installierten Offshore-Leistung von etwa 35,3 GW (2016: 36 % von 14,4 GW). Großbritannien war damit damals der Staat mit der größten Offshore-Windleistung. Ein großer Anteil dieser Windparks steht auf Flächen, die im Besitz der britischen Krone, dem Crown Estate, sind. Bis 2030 soll die installierte Offshore-Windleistung nach Plänen aus dem April 2022 auf 50 Gigawatt ansteigen. Zusammen mit den an Land errichteten Turbinen mit einer Leistung von 14,76 GW waren Ende 2023 Windkraftanlagen mit einer Gesamtleistung von 29,62 GW installiert, womit Großbritannien nach installierter Leistung im europäischen Vergleich nach Deutschland und Spanien den dritten Platz einnahm. Die Windkraftanlagen lieferten 2024 etwa 30 % des britischen Strombedarfs. Für weitere Daten zur Windenergie (erzeugte Energiemengen, historische Anteil am Bedarf u. a.) siehe die Tabelle im Artikel Windenergie im Vereinigten Königreich.
2013 veröffentlichte die Regierung eine neue Solarstrategie, mit der in den folgenden zehn Jahren die Solarkapazität von 2,5 auf 20 Gigawatt gesteigert werden sollte. Im August 2015 kündigte die Regierung an, die Förderung von Photovoltaikanlagen um 90 Prozent zu kürzen. 2019 lief der bisherige Einspeisetarif aus, außerdem musste die vergünstigte Mehrwertsteuer abgeschafft werden. Dennoch werden umweltfreundliche Anlagen weiter gefördert, indem spezielle Einspeisevergütungen („Smart Export Guarantee SEG“) bezahlt werden. Ende 2019 lag die Gesamtleistung der Photovoltaikanlagen Großbritanniens bei 13.616 MW. Es gab über eine Million einzelner Solaranlagen. Sie lieferten 2019 insgesamt 12,677 TWh an Strom; das war der dritthöchste Wert in Europa nach Deutschland und Italien. 2018 hatten die Solaranlagen 3,9 % des in Großbritannien erzeugen Stroms geliefert, 2022 waren es 4,4 % und 2023 4,9 %. Im März 2023 gab die britische Regierung das Ziel aus, bis 2035 insgesamt 70 GW an Solarkapazität aufzubauen.

#### Kernkraft
Anders als in Deutschland sollte in Großbritannien die Energiewende nicht mit dem Ausstieg aus der Nutzung der Kernenergie verbunden werden. Durch den Neubau von mehreren Kernkraftwerken sollte die in den nächsten Jahren anstehende Stilllegung zahlreicher alter Kernkraftwerke ausgeglichen werden. Im Mai 2012 hatte die Regierung daher beschlossen, durch langfristig festgelegte Strompreise den Bau neuer Atomkraftwerke zu subventionieren. Allerdings ziehen sich wegen der hohen Kosten der Kernkraft und der immer weiter sinkenden Kosten von Windkraft und Fotovoltaik immer mehr Investoren wegen fehlender Wirtschaftlichkeit aus den geplanten Kernkraftprojekten zurück. Nachdem sich RWE, E.ON, Toshiba und Hitachi trotz hoher Subventionsangebote aus verschiedenen Bauprojekten zurückgezogen haben, war Hinkley Point C das einzige der ursprünglich fünf angekündigten Kernkraftwerke, das tatsächlich gebaut wird. Die Subventionen für Hinkley Point C betragen voraussichtlich über die ersten 35 Jahre ab Inbetriebnahme der Reaktoren 100 Mrd. € und die garantierten Abnahmepreise liegen beim Dreifachen der Kosten für Onshore-Wind und Freiflächen-Fotovoltaik. Wegen der hohen Kosten der Kernkraft zeichnete sich ein Umdenken in Richtung eines stärkeren Ausbaus Erneuerbarer Energien ab. Im Juli 2022 wurde mit Sizewell C der Bau zweier weiterer Reaktoren genehmigt.

#### Schottland

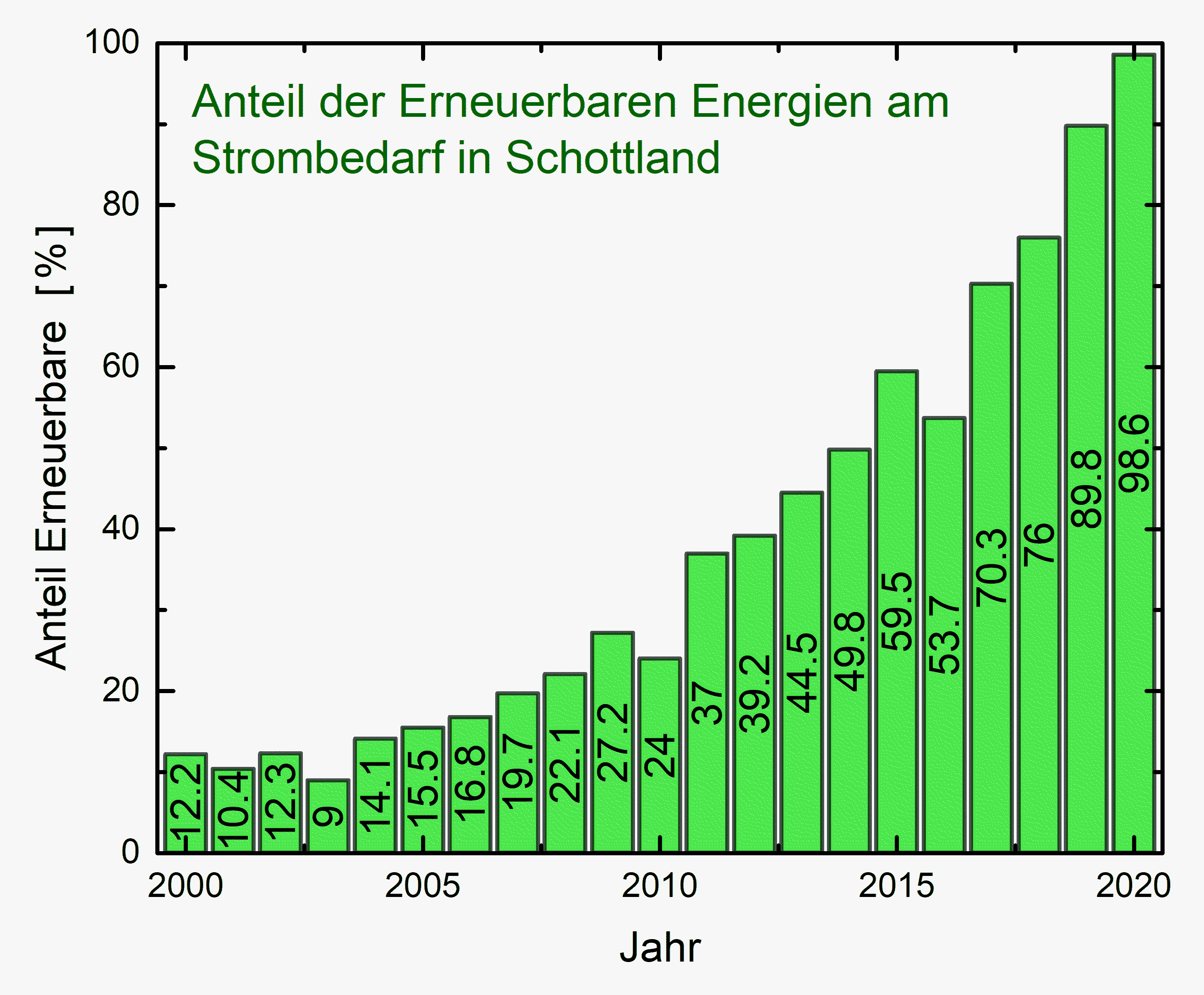
Anteil der Erneuerbaren Energien am Stromverbrauch in Schottland (2000 bis 2020)

Die schottische Regierung hatte für Schottland das Ziel gesetzt, die Stromversorgung im Jahr 2020 zu 100 % mit Erneuerbaren Energien zu decken. Dieses Ziel wurde 2020 fast erreicht, da in diesem Jahr rechnerisch soviel Strom aus erneuerbaren Quellen erzeugt wurde, dass sich damit 98,6 % des schottischen Strombedarfs decken ließen. Der überwiegende Teil davon, nämlich 70,9 %, stammte aus Windkraftanlagen: 60,2 % aus Windkraft an Land und 10,7 % aus Windkraft auf See. 19,0 % kamen aus den Wasserkraftwerken. Da Schottland allerdings Elektrizität exportiert, ergibt sich basierend auf der Stromerzeugung in Schottland, dass 56 % aus Erneuerbaren Quellen stammen, 30 % aus Kernkraft und 13 % von fossilen Brennstoffen. Im Jahr 2011 war der Anteil der Erneuerbaren am Stromverbrauch noch 37 % gewesen, 2022 lag er bei 113 %, d. h. in Schottland wurde mehr erneuerbarer Strom erzeugt als dort benötigt wurde. Das letzte Kohlekraftwerk in Schottland wurde 2016 geschlossen. Die schottische Regierung unterstützt den Weiterbetrieb der bestehenden zwei schottischen Kernkraftwerke, lehnt aber den Bau neuer Kraftwerke als unwirtschaftlich ab.

### Vietnam
Vietnam hat seine Stromproduktion zwischen 2000 und 2022 verzehnfacht. Der Anteil fossiler Quellen am Strommix stieg dabei zunächst stark an. Das Land erlebte zwischen 2018 und 2021 einen Boom beim Ausbau anderer erneuerbarer Energiequellen, nachdem das Land die höchsten Einspeisevergütungen in Südostasien bot, um einem drohenden Strommangel zu begegnen. Die Kapazität zur Erzeugung von Strom aus erneuerbaren Quellen stieg in diesem Zeitraum von 18,7 GW auf 42,7 GW, davon allein die Kapazität für Solarenergie von nur 100 MW auf 16,6 GW. 2022 wurde mehr als die Hälfte des Stroms aus erneuerbaren Quellen erzeugt, insbesondere durch Wasserkraft (36,9 %) und Solarenergie (10,1 %).
Wegen mangelnder Kapazität der Übertragungsnetze müssen Stand 2022 große Teile der aufgebauten Kapazität abgeregelt werden, während Vietnam Strom aus China importierte. Stand Mai 2022 gibt es keine Regelung zur Einspeisevergütung für neue Anlagen mehr. Stattdessen sollen Auktionen stattfinden. Nach im Mai 2023 verabschiedeten Plänen sollen bis 2030 die Hälfte der Hausdächer in Vietnam mit Solarmodulen belegt sein. Die Vergütung soll über Net Metering erfolgen.
Das Land verfügt Stand 2022 über knapp 22 GW an Wasserkraft. Vietnam hat zudem großes Potenzial für Offshore-Windkraft. Ende 2022 lag die installierte Kapazität bei knapp 1,1 GW, verteilt auf zahlreiche kleinere Anlagen in Küstennähe. Für geplante Großprojekte fehlt es Stand Anfang 2023 noch an einem geeigneten regulatorischen Rahmen. Onshore-Wind lag Ende 2022 bei über 3,5 GW, mehr als dem Siebenfachen im Vergleich zu 2020.

### Zypern
Die Republik Zypern bezieht Stand 2021 90 % ihrer Energie aus fossilen Quellen. Strom wird zu fast 90 % in drei mit Schweröl betriebenen Kraftwerken mit einer Leistung von 1.500 MW erzeugt. Erneuerbare Energien werden bisher in erster Linie in Form von Solarthermie genutzt, fast die Hälfte des Warmwassers wird so erhitzt. Bis 2030 soll der Anteil erneuerbarer Energien an der Deckung des Gesamtenergiebedarfs auf mindestens 23 % wachsen, beim Strom auf 26 %. 2005 lag der Anteil erneuerbarer Energien am Gesamtenergieverbrauch noch bei 2,9 %. Notwendig ist für den weiteren Ausbau nach Angaben des zypriotischen Netzbetreibers aus 2023 insbesondere ein Upgrade des Stromnetzes.
Windenergie soll bis 2030 auf 198 MW ausgebaut werden (gegenüber Stand 2021: 138 MW), Photovoltaik auf 750 MW (gegenüber Stand 2021: 380 MW). Über den EuroAfrica Interconnector soll Zypern an das ägyptische und griechische Stromnetz angebunden werden, über den EuroAsia Interconnector an das israelische Stromnetz.
Zypern plant zudem, die 2018 vor der Insel entdeckten Erdgasvorkommen zu nutzen und will ein Gas-und-Dampf-Kombikraftwerk errichten, das die Schwerölverbrennung teilweise ersetzen soll.